# BLEACH角色列表
BLEACH角色列表，介紹在久保帶人的漫畫作品《BLEACH》中登場的人物。
※備註：香港版動畫配音有「DVD／J2／有線兒童台」（以下統稱DVD版，配製167集）和「Animax」（配製265集）兩種不同的版本。

## 主要角色
黑崎一護（Kurosaki Ichigo）
- 配音員（日本）：森田成一、松岡由貴〈幼年〉
- 配音員（臺灣）：劉傑→于正昇、錢欣〈幼年〉／何志威、王瑞芹〈幼年〉（劇場版2・緯來版）
- 配音員（香港）：羅偉傑→李家傑、林芷筠〈幼年〉（DVD版）／陳旭恆、莊巧兒→賴芸芬〈幼年〉（Animax版）／李家傑、魏惠娥〈幼年〉（劇場版）

本作男主角，高中生，故事初期被露琪亞賦予死神力量，成為代理死神，持有斬魄刀「斬月」。
朽木露琪亞（Kuchiki Rukia）
- 配音員（日本）：折笠富美子
- 配音員（臺灣）：錢欣／馮艾玫（劇場版2・緯來版）
- 配音員（香港）：林芷筠（DVD版）／莊巧兒→賴芸芬（Animax版）／林芷筠〈第1部〉→蔡雁紅〈第2・3部〉（劇場版）

死神，護廷十三隊十三番隊隊員（初登場），持有冰雪系斬魄刀「袖白雪」。
井上織姬（Inoue Orihime）
- 配音員（日本）：松岡由貴
- 配音員（臺灣）：馮嘉德／陶敏嫻（劇場版2・緯來版）／楊凱凱（劇場版4）
- 配音員（香港）：劉惠雲→陳琴雲（DVD版）／鄭佩嘉・林寶怡（Animax版）／王慧珠〈第1部〉→魏惠娥〈第2部〉（劇場版）

一護的同學，能力為「盾舜六花」，其力量為「萬象的拒絕」。
石田雨龍（Ishida Uryuu）
- 配音員（日本）：杉山紀彰、本田貴子〈幼年〉
- 配音員（臺灣）：吳文民、馮嘉德〈幼年〉／高銘孝（劇場版2・緯來版）
- 配音員（香港）：蔡忠衛→陳旭明、陳琴雲〈幼年〉（DVD版）／陳振聲（Animax版）／陳旭明〈第1部〉→郭俊廷〈第2部〉（劇場版）

一護的同學，滅卻師遺族石田家的獨生子，為混血滅卻師。
茶渡泰虎（Sado Yasutora）
- 配音員（日本）：安元洋貴
- 配音員（臺灣）：林谷珍／陳幼文（劇場版2・緯來版）
- 配音員（香港）：楊耀泰→陳旭明（DVD版）／黎景全（Animax版）／楊耀泰〈第1部〉→張振聲〈第2部〉（劇場版）

一護的同學，能力為「巨人的右臂」、「惡魔的左臂」。
阿散井戀次（Abarai Renji）
- 配音員（日本）：伊藤健太郎、木內玲子〈幼年〉
- 配音員（臺灣）：林谷珍、馮嘉德〈幼年〉／蔣鐵城（劇場版2・緯來版）
- 配音員（香港）：陳健豪→陳志強（DVD版）／黎景全（Animax版）／陳志強〈第1部〉→鄧肇基〈第2・3部〉（劇場版）

死神，護廷十三隊六番隊副隊長，持有斬魄刀「蛇尾丸」。

## 現世
人類居住的場所。劇中主要的現世舞台，是黑崎一護等人居住的空座町。此處位於東京中央遠離市區的郊外，是近一代的重靈地座落地點，流經此地西方的小野瀨川和支流空須川圍繞的角落，為空座町的中心地帶，附近緊鄰著鳴木市，由於空座町的靈子濃度很高，因此由整（人類的靈魂）變成的虛經常在此地覓食人魂，屍魂界還會派遣死神駐紮此地進行消滅虛的工作，居住在此的人大多擁有靈力。
約莫多年前，身為時任護廷十三隊隊長的藍染惣右介開始利用改造的虛，藉著襲擊於此地駐留的死神們進行實驗。當藍染為了製造王鍵而舉兵侵略空座町的時候，死神們還特地將真正的空座町短暫地傳送至屍魂界，並於現世創造出偽造的空座町，作為和藍染等人決戰的場所。空座町大戰結束1年5個月後，屍魂界為了確保此處不再需要借助一護的力量，特地將駐現世工作的死神人數增派至兩人。

### 黑崎家
黑崎一護的家庭，在空座町經營著黑崎醫院。是目前劇中少數已知死神和滅卻師通婚的家庭。是目前於流魂街的志波家族在現世的分支，然而一護尚未與家族中人相認。千年血戰篇落幕十年後，一護和織姬結婚並育有一子，黑崎家的成員隨之增加。
黑崎一心／志波一心（Kurosaki Isako／Shiba Ishin）
配音員（日本）：森川智之；配音員（臺灣）：李香生→曹冀魯／官志宏（劇場版2・緯來版）；配音員（香港）：陳旭明（DVD版）／李建良（Animax版）／陳健豪（劇場版2）
一護的父親，黑崎醫院開業醫師，原屍魂界護廷十三隊十番隊隊長，之後移居現世。
黑崎真咲（Kurosaki Masaki）
配音員（日本）：大原沙耶香；配音員（臺灣）：馮嘉德／陶敏嫻（劇場版2・緯來版）；配音員（香港）：劉惠雲（DVD版）／鄧潔麗（劇場版2）
一護的母親，有著一頭橘色的波浪型長髮（少女時期則是留著側分短髮），生日6月9日，6月17日死亡。是位美麗和藹，心地善良的女性，全家人都非常喜愛她。年輕時期個性開朗且略為迷糊（和井上織姬有些類似），即便自己的心裡感到難過，也不願讓旁人擔心她的處境，認為珍惜自己就是「今日事今日畢，竭盡自己所能，盡力救助他人，絕不做出見死不救的行為」。
其真實身份，為滅卻師遺族黑崎家的獨生女，而且具備著能夠擊敗隊長級對手的實力，一護的髮色和滅卻師能力正是遺傳自真咲。一心更將真咲形容為「有著敏銳的直覺，像太陽般能夠吸引、理解、容納並照亮一切，待在她身邊就會感到無比幸福的女人」。
少女時期因為親人早逝的緣故，成為黑崎家僅存的末裔，被同樣身為滅卻師遺族的石田家所收留，接受滅卻師的訓練，還一度因為對方家庭的安排，和石田龍弦論及婚嫁。二十年前（第二部劇情的二十二年前）的某個雨天，真咲偶遇當時遭敵人虛白重傷的一心，遂出手解決身邊的敵人並為前者療傷，從而邂逅了對方，卻因為在作戰過程裡遭到虛白咬傷，導致身上出現虛化的現象，後由於一心和浦原喜助對其伸出援手，才順利地抑制虛化，以人類的身份持續在人間生活。
高中畢業後，真咲正式離開石田家就讀大學，開始和隱居現世的一心頻繁約會，進而結婚成家。曾經誇讚一心抽菸的模樣很帥，這使得一心一直維持著抽菸的習慣。
直到一護9歲那年的6月17日，真咲從空手道場接送一護返家的時候，當時在河畔佇足的Grand fisher為了誘捕一護，將誘餌化成小女孩的形象，試圖吸引對方的注意力，在一護的記憶中，真咲為了拯救他而奮不顧身地將一護抱在自己的懷裡，因而遭Grand fisher以利爪穿抓背部而當場身亡。但根據一心的說法，真咲之所以會喪生，其實是滅卻師始祖優哈巴哈為了恢復自身的力量，藉著奪取非純正血統滅卻師的力量，執行種族大清洗的措施，所以曾遭改造大虛襲擊並觸發虛化的真咲，才會成為優哈巴哈的目標，繼而失去滅卻師的能力，命喪於Grand Fisher的手下。
她的死去，造成一護內心的陰霾，之後一心為了懷念真咲，還特意將真咲生前的照片，放大貼在自家客廳牆上，當一護到她的墳墓祭拜時，Grand fisher企圖利用她生前的容貌迷惑一護，反而激怒一護並遭其擊退，之後Grand fisher在破面篇，被死神化的一心用「剡月」一擊斃命。
但在劇場版「雨中的回憶」裡，真咲臨終前的思念體，亦在一護遇到危險時即時現身，並且在勉勵一護和其家人努力活下去後隨之消逝。
技『神聖滅矢（Heilig Pfeil）』
發射出一支如閃電般運動的光箭，並精準命中敵人，不需詠唱即可使用。
技（未有特殊名稱）
於右手掌心裡創造極小型的靈子短弓，朝對手的頭部近距離發射靈箭，真咲曾藉著此技擊殺被一心斬下單邊手臂的虛白。
能力『靜血裝（Blut Vene）』
將自身的靈壓灌入全身的血管內部，藉此提升施術者的防禦力。只要對手的攻擊力還在靜血裝的承受範圍內，施術者就能毫髮無傷，而且被攻擊的部位，還會浮現淺色的血管紋；倘若對手的攻擊力超過靜血裝的承受範圍，施術者將會因此受到傷害。
黑崎夏梨（Kurosaki Karin）
配音員（日本）：釘宮理惠；配音員（臺灣）：馮嘉德／楊凱凱（劇場版4）／馮艾玫（劇場版2・緯來版）；配音員（香港）：劉惠雲→林芷筠（DVD版）／鄭佩嘉、林寶怡（Animax版）／鄧潔麗（劇場版2）
一護的妹妹，黑崎診所護士，劇情初始時為空座第一小學五年级生。留著遺傳自一心的黑色短髮，個性男孩子氣，跟一護很像。時常吐槽小鬍子（老爸）。稱呼一護為「一護哥（いちに）」，對茶渡泰虎則稱其為「大叔」。擅長踢足球，討厭靈異節目。有時候也會和遊子協助父親處裡黑崎醫院裡的一些狀況。本身也看的見靈體，甚至能夠感知靈體的情緒波動與苦痛，為避免被其他靈體找麻煩，故於劇情初期會刻意忽略身邊的靈體，或是說服自己不相信靈體的存在，但隨著一護獲得死神的力量，被捲進靈體相關事件的頻率反而逐步增加。
代理死神篇，先是於一護和露琪亞邂逅的當晚，和家人遭遇Fishbone的襲擊，並於事後被露琪亞消除當晚的記憶；其後當整靈型態的柴田勇一為躲避連環殺手而碰巧穿過其身軀時，夏梨立即感受到柴田喪母後受盡的折磨，懇求一護拯救身處險境中的柴田；甚至在母親忌日陪同家人至真咲墳前掃墓的期間，還和遊子被Grand fisher鎖定為下手的目標。當石田雨龍為了和一護一較高下，使用誘餌將大量的虛招至空座町的時候，試著反擊出現在公園裡的虛未果，反讓自己和同行的友人深陷危機，後由於趕至現場救援的茶渡泰虎力量覺醒並徹底擊潰襲擊眾人的虛才得以脫險。
破面篇，隨著劇情發展，開始質疑一護與死神的關聯，曾在破面篇試圖問出一護與死神間的真相，結果卻不了了之，還在一護被葛力姆喬·賈卡傑克重傷後，與遊子負責看護重傷休養的一護。後來她是繼一心以後，第二個知道一護擁有死神力量的家族成員。漫畫版第一部劇情裡，並沒有見過一護以外的其他死神（不包含沒有在她面前顯現死神姿態的露琪亞）；但在動畫版原創第132話認識日番谷冬獅郎和松本亂菊，之後冬獅郎在動畫版原創第316話，也曾來到現世與夏梨再度相會。
死神代理消失篇，升上中學一年級，蓄著中短馬尾，靈力達到高等靈媒體質的程度，還更加頻繁的造訪浦原商店。她對一護總是刻意承擔保護他人責任的行徑感到不放心，希望自己能在一護失去死神的力量時保護他。受到月島秀九郎的完現術能力影響，將月島當成是自己的「表哥」 ，還因為目擊雙方發生肢體衝突而感到震驚與不解。後由於月島的身故，令完現術的能力隨之失效，因而順利地恢復正常狀態（動畫版增加被浦原與一心安置在保護結界裡，並且在事後與其他親友迎接一護的劇情）。
千年血戰篇，一護再度前往靈王宮後，她和家人從繼任總隊長的京樂春水手裡取得能夠自由進出屍魂界的通魂符。
結局時，十年後夏梨的身材變得較成熟，劇情尾聲負責招待一護的友人們兼觀看茶渡的拳擊賽轉播。
黑崎遊子（Kurosaki Yuzu）
配音員（日本）：瀨那步美；配音員（臺灣）：錢欣／陶敏嫻（劇場版2・緯來版）；配音員（香港）：莊巧兒→陳安瑩（DVD版）／莊巧兒→賴芸芬（Animax版）／蔡雁紅（劇場版2）
一護的妹妹，黑崎診所護士，劇情初始時為空座第一小學五年级生。留著褐黃色的短髮，個性溫柔，擅長家事，在家中代替著母親的職位般照顧家人起居定家規（例：用餐後十分鐘內要刷牙，否則下一餐將自動被排除），很依賴一護大哥。相較於其他家庭成員，遊子本身的靈力不高，僅能看見模糊的影子，但還是能觸摸到靈體，和夏梨有被多次虛襲擊的經驗。
代理死神篇，先是於一護和露琪亞邂逅的當晚，和家人遭遇Fishbone的襲擊，並於事後被露琪亞消除當晚的記憶；其後於母親忌日陪同家人至真咲墳前掃墓時，不慎觸摸到Grand fisher的軀體，被Grand fisher鎖定為下手的目標。和父親同樣是唐·觀音寺的忠實節目迷，還和前者親赴唐·觀音寺拍攝外景的現場，參觀是唐·觀音寺的除靈過程。有時候也會和夏梨協助父親處裡黑崎醫院裡的一些狀況。曾多次將魂扮成女裝，令魂感到很困擾，甚至為魂取了「波士塔夫」的綽號。
破面篇，父親同意讓露琪亞寄住籬下，並且負責招待她。此外在動畫版第316集，還曾將造訪黑崎家的日番谷冬獅郎，誤認為是夏梨的男朋友。
死神代理消失篇，升上中學一年級，將頭髮綁成兩束小短辮，還在首次小考獲得95分的優秀成績（動畫版則增加被銀城空吾解救的劇情）。受到月島秀九郎的完現術影響，對一護聲稱月島是「幾年不見的阿秀表哥」前來拜訪他，還因為目擊雙方發生肢體衝突而感到震驚與不解。後由於月島的身故，令完現術的能力隨之失效，因而順利地恢復正常狀態（動畫版增加被浦原與一心安置在保護結界裡，並且在事後與其他親友迎接一護的劇情）。
千年血戰篇，一護再度前往靈王宮後，她和家人從繼任總隊長的京樂春水手裡取得能夠自由進出屍魂界的通魂符。目前幾乎確定遊子的靈力已增強到與有澤龍貴相差不多，能直接見到死神本體(即脫出義骸的真身)。
結局時，十年後遊子的身材變得較修長清瘦，劇情尾聲負責招待一護的友人們兼觀看茶渡的拳擊賽轉播，相當疼愛姪子一勇。
黑崎一勇（Kurosaki Kazui）
漫畫結局登場，一護和織姬的兒子。生日4月29日。遺傳源自一護的髮色和死神力量，還有織姬的雙眼和靈力，個性溫和具好奇心。可自由進出假面軍勢的結界，迅速變成死神型態。
結局時，僅憑單手無意識釋放的靈壓，就能驅散優哈巴哈殘留屍魂界和人間的黑色靈壓。於雙親接待友人的時候和阿散井莓花（戀次和露琪亞之女）首度會面。獄颐鸣鸣篇裡已領悟開啟空間的能力。

### 石田家
石田雨龍的家庭，是劇中少數已知倖存的滅卻師家族。多年前曾於空座町座擁一棟豪宅，還一度和同為純種滅卻師的黑崎家後裔－黑崎真咲締結婚約，但最終由於真咲違背「滅卻師不得對死神伸出援手」的紀律，解救抵達現世和改造大虛奮戰的志波一心，被改造虛攻擊受傷觸發了虛化，導致一心為了拯救真咲而失去死神力量，令全程見證事發經過的龍弦決定讓真咲離開石田家，因而結束兩家之間的姻緣關係。
石田龍弦（Ishida Ryūken）
配音員（日本）：成田劍；配音員（臺灣）：劉傑→于正昇；配音員（香港）：陳旭明→陳冠宏（DVD版）
生日：3月14日。身高：178CM。體重：68KG。
空座綜合醫院院長。純種滅卻師，雨龍的父親。真咲的前任未婚夫，但真咲對外宣稱兩人僅是表兄妹的關係。特徵是銀色的中分短髮（動畫版年輕時為黑色，青年時期則是留著覆蓋前額的側分短髮），配戴眼鏡，深藍色雙瞳，較為白皙的膚色，雨龍的容貌和雙瞳正是遺傳自他。有抽菸的習慣。為人冷靜且深思熟慮，認為純種滅卻師不應該隨意介入死神的戰鬥，被黑崎真咲暱稱為「小龍」，當一心首度於現世遇見他的時候，還曾經戲稱他作「邋遢男」。
過去因為家族的安排，和寄宿籬下的真咲論及婚嫁，但後來真咲為了拯救一心遭虛攻擊，導致身體產生異變，從而將一心視為肇因的罪魁禍首。雖然龍弦得悉一心為了拯救真咲，寧願犧牲死神力量的抉擇而為之動容，但亦為真咲經歷的事情感到傷心，故於真咲完成高中學業沒多久，決定讓她離開石田家，正式斷絕石田家和真咲的關係，迎娶當時在石田家擔任侍女的片桐葉繪為妻。
持有象徵「最後滅卻師」證明的滅卻十字墜鍊，可將滅卻十字墜鍊變成一把灰色短弓，雖然繼承了宗弦所有的能力與技術，卻完全不願繼承宗弦的衣缽，選擇做一位醫生，並且對當時年紀尚小的雨龍決意擔任滅卻師一事抱持反對態度。但是他的滅卻師能力極為高超，只憑單手持弓就能射出靈箭，消滅一頭低等級大虛，還能用精準的箭法，射中距離雨龍的心臟僅有19公釐的靈力穴道。對於雨龍與他的能力差異，給予「我是沒興趣，你則是沒天分」的評價。雖然在劇情中偶爾對雨龍伸出援手，但是兩人的關係一直都很冷淡。
破面篇，他救了失去滅卻師力量，險遭虛攻擊的雨龍。提出「不得再與死神接觸」的條件，協助雨龍進行修煉，恢復雨龍的滅卻師能力。但雨龍前往虛圈前，偷走了他的「劃破靈魂之物」。事後龍弦和重獲死神力量的一心獨自會談，還被對方調侃他是個「不負責的父親」，旋即反駁後者的情況其實比他還要來得更加糟糕。
死神代理消失篇，將遭到銀城空吾和月島秀九郎襲擊斷臂的雨龍帶到醫院進行治療，對織姬提出警告後，便順勢接送後者返回其住處。
千年血戰篇，偕同黑崎一心前往被看不見的帝國變成真世界城的靈王宮作戰，把從優哈巴哈啟動「聖別」導致身亡的滅卻師體內生成之「銀血栓」取出並鑄成的特製銀箭交給雨龍。
技『神聖滅矢（Heilig Pfeil）』
發射出一支如閃電般運動的光箭，並精準命中敵人，不需詠唱即可使用。
技『琴滅矢（Klavier）』
神聖滅矢的強化版，一次發射無數的靈矢攻擊對手，龍弦曾於協助雨龍恢復滅卻師能力的訓練期間施展此技。
片桐葉繪（Katagiri Kanae）
配音員（日本）：能登麻美子；配音員（臺灣）：錢欣郁
僅於千年血戰篇的回憶裡短暫登場。混血滅卻師，雨龍的母親。臉型清瘦，留著午夜藍的中長髮（兒少時期蓄著遮住左眼的短髮，擔任侍女的時期則是將頭髮盤成錐形髮髻），性情溫和的女子，雨龍的臉型和髮色正是遺傳自她。使用武器為一把闊身長弓。
童年時期被送進石田家擔任侍女，首次見到年齡相仿的龍弦的時候，便決定奉獻自己全數的生命守護對方，稱呼青年時期的龍弦為「少爺」。因而對龍弦產生特殊的情愫，但礙於當時的龍弦和真咲論及婚嫁，故不敢主動向對方告白。平時負責打理石田家的起居需求，但在石田家需要出戰的時候，則會幫忙準備應戰的武器和衣裝，甚至是被派上前線作戰。
當龍弦對她透露有關和真咲訂下婚約的疑慮時，曾以「真咲會為少爺的溫柔感到快樂」為由試著說服龍弦，但被龍弦以「希望真咲快樂只是為了能夠面對滅卻師一族的未來，而非自己的未來」的說法加以反駁。真咲為拯救一心而被虛白咬傷後，葉繪顧及滅卻師純淨血脈的延續問題，不顧龍弦的命令，堅持將真咲拯救死神而遭虛創傷的消息通報給龍弦的母親尋求解方，直到龍弦為了真咲的事情感到失意的時候，才在婉勸龍弦的期間正式向對方表達自己的心意，和龍弦結婚並誕下雨龍。
最終由於優哈巴哈為了執行種族大清洗兼恢復自身的力量，將混血滅卻師的力量奪為己用的緣故，在真咲遇害的當天失去意識而隨之倒下，並於事發的三個月後撒手人寰。
千年血戰篇，龍弦和雨龍的回憶片段中，龍弦在葉繪身故後為了找出對抗優哈巴哈的方法而解剖她的遺體，最終將取出的「銀血栓」彙集製成特製銀箭，最終交給雨龍作為對抗優哈巴哈的關鍵武器。
石田宗弦（Ishida Sōken）
配音員（日本）：丸山詠二、野島昭生（千年血戰篇）；配音員（臺灣）：李香生；配音員（香港）：陳冠宏→蔡忠衛（DVD版）
僅於回憶裡登場。龍弦的父親，雨龍的祖父兼老師，真咲的撫養者。是位留著銀色短髮，配戴眼鏡的親切老人。在雨龍年紀還小時便親自教導他滅卻師的能力與技術，是雨龍最敬佩的人。過去和看不見的帝國的滅卻師有所聯繫時，宗弦堅持反對滅卻師繼續鑽研強化「滅卻師最終型態」便分道揚鑣。生前為了追求死神與滅卻師合作的理想，頻頻告知死神關於滅卻師的重要性並提出合作的請求，但死神方面始終未曾理會他的提議。
後來宗弦和雨龍在多年前抵達一處樹林時遭遇五頭特大虛的襲擊，宗弦為了保護雨龍獨自挺身對抗虛，但最終依舊寡不敵眾被虛所殺害。直到宗弦身故1個小時後，死神才來到現世消滅現場的虛（原因是涅繭利為了將宗弦作為研究用途，刻意延遲死神趕來現場救援的時間），此事讓當時躲在現場目睹宗弦死亡的雨龍就此對死神抱持厭惡的態度。
石田依澄（Ishida Izumi）
配音員（日本）：五十嵐麗；配音員（臺灣）：錢欣郁
僅於千年血戰篇的回憶裡短暫登場。龍弦的母親，雨龍的祖母，真咲的撫養者。留著側分深色短髮，神情較為嚴肅，左小腿有片傷疤的女性。個性傳統嚴格，堅守「滅卻師不該對死神伸出援手」的思維，倘若真咲的修練進度不如預期，則會不假辭色地當場責備對方，卻和宗弦同樣擅長正式的滅卻師治療術式。
據龍弦表示，她是因為內心寂寞的緣故，所以才會在心情不順遂的時候，將自己的情緒發洩在真咲的身上。為了維持滅卻師的純淨血統，收留失去親人的真咲，安排對方接受滅卻師的教育訓練與龍弦訂下婚約。後得悉真咲違反滅卻師不得對死神伸出援手的潛規則，救了遭虛白自爆波及而重傷的一心，氣憤地指謫真咲違悖規則的舉動，並且在龍弦欲帶著觸發虛化現象的真咲向外求救的時候，要求龍弦留在原地等候宗弦的消息，但龍弦仍不顧她的勸阻並堅持帶著真咲離開現場。

### 井上家
井上織姬的家庭，自從井上夫婦離異，井上昊死於三年前的車禍後，家庭的成員只剩織姬在遠房親戚的援助下生活。
井上昊（Inoue Sou）
配音員（日本）：上田祐司；配音員（臺灣）：林谷珍；配音員（香港）：蔡忠衛（DVD版）
與織姬相差15歲的兄長，留著褐色及頸中長髮的青年。從織姬年紀還小的時候，就全權代替雙親負責照顧她。認為織姬的髮色很溫暖，使她因此決定留長髮。昊在18歲那年（第一部劇情的12年前）的春天帶著織姬離家，兩人相依生活了段時期。直到第一部劇情的3年前，昊親自贈與織姬一對淺藍色的花型髮夾，但是織姬出於無法言喻的理由不喜歡那對髮夾，還為此與昊沉默以對。當時的昊見到織姬的反應，只是默默地獨自出門上班，結果昊就在當天發生交通事故，並且在一護家裡開設的醫院等候轉院時過世，得年僅27歲。
死後，昊的靈魂無法放下對織姬的掛念，變成了一隻虛，更認為織姬不再重視他而產生忿恨的情緒，甚至還主動襲擊一護、露琪亞、龍貴、織姬，最終因為織姬道出「想讓大哥看見她幸福的模樣」的心聲才徹底醒悟，便拿起一護的斬魂刀刺向自己，渡化到屍魂界。不過織姬的住處也因為這件事情而遭到損毀，使得織姬因此在事後搬到新的住處。動畫版則加上了井上昊被虛拖到虛圈吞食的情節。他生前留給織姬的髮夾，日後亦成為織姬的「盾舜六花」的能力媒介。

### 茶渡家
奧斯卡·皇金·迪·拉·洛沙（Oscar Joaquín de la Rosa）
配音員（日本）：廣瀨正志；配音員（臺灣）：李香生；配音員（香港）：葉偉麟（DVD版）
僅在茶渡泰虎的回憶中短暫登場，茶渡泰虎的祖父。已於多年前過世。是位性格穩健，慈祥溫和的老人。在茶渡夫婦過世後，於第一部劇情的7年前（第二部劇情的9年前），正式收養年僅8歲的泰虎，將他撫養成人，並教誨童年時代的泰虎「強健的身軀，是為了保護他人」的道理，將自己的項墜贈與泰虎，令原本相當暴力的泰虎改變了他的態度。奧斯卡的教誨，也間接成為讓泰虎的完現術「巨人的右臂」覺醒的關鍵。

### 浦原商店
座落於空座町的一家小雜貨店，販售日用品與死神的專用物品，店主為浦原喜助。除了紬屋雨與花刈甚太是人類以外，包含浦原、夜一、鐵齋在內的三人，皆在110年前的屍魂界瀞靈廷擔任要職。這家雜貨店的底下空間，是黑崎一護等人用來進行能力訓練的地方，同時也是通往屍魂界與虛圈的場所。
經過空座町大戰後，由於護廷十三隊成員口耳相傳的緣故，許多駐現世執行任務的死神們都會上門光顧浦原商店，因而成為屍魂界公認的商家。
浦原喜助（Urahara Kisuke）
配音員（日本）：三木真一郎；配音員（臺灣）：李香生→曹冀魯；配音員（香港）：陳冠宏（DVD版）／陳旭恆（Animax版）／郭俊廷（劇場版2、3）
浦原商店店長，原屍魂界護廷十三隊十二番隊隊長。
四楓院夜一（Shihouin Yoruichi）
【人型態】配音員（日本）：雪野五月；配音員（臺灣）：馮嘉德、楊凱凱（劇場版3）；配音員（香港）：陳安瑩→陳琴雲（DVD版）／林小寶（Animax版）／魏惠娥（劇場版2）
【貓型態】配音員（日本）：齋藤志郎；配音員（臺灣）：林谷珍；配音員（香港）：葉偉麟（DVD版）／李建良（Animax版）
浦原的好友，原屍魂界護廷十三隊二番隊隊長。
握菱鐵裁（Tsukabishi Tessei）
配音員（日本）：梁田清之；配音員（臺灣）：林谷珍；配音員（香港）：陳旭明→蔡忠衛→劉文光（DVD版）／李建良（Animax版）
生日：5月12日。身高：200CM。體重：138KG。
浦原商店店員。十分高大，戴反光眼鏡。常会拿出奇怪的药品给浦原，導致浦原時常在服藥後感到身體不適。平常在店裡除了招呼客人，還負責打理浦原等人的膳食，習慣稱呼他人名字時，在後面加上「閣下」。會使用九十九級缚道，而且只憑瞬間掌擊的力道就能擊敗普通的虛。
百余年前為鬼道眾大鬼道長，當時有昭田鉢玄（現為假面軍勢成員）是他的副手，過去曾是夜一的部屬。後來藍染惣右介以平子真子等死神為實驗對象進行虛化實驗。浦原與握菱鐵齋用禁術拯救了真子等人，但中央四十六室斷言浦原是實驗策劃人，並打算將真子等人以「處理虛的規格」處死。此時夜一介入，協助浦原和鐵齋逃走，於是浦原為自己、鐵齋及真子等人製作了義骸，將他們一同帶到現世，其後鐵齋亦因此成為浦原商店的店員。
當石田雨龍利用誘餌引來大量的虛群時，他接受浦原的命令前來現場收拾被引到空座町的虛，並在事後負責修補大虛撕裂天空所遺留的空紋。之後在黑崎一護等人為了拯救露琪亞而展開特訓時，透過他和浦原特地在商店地下開鑿出的廣大空間作為一護等人的修行場所。於破面篇負責治療被破面創傷的紬屋雨、一角、弓親。之後於代理死神消失篇負責看護被浦原與一心擊暈的茶渡與織姬。
回道
先恢復該對象的內部靈壓，結合施術者施與的外部靈壓，以達到治療傷勢與恢復靈壓的效果。
空間轉移
在時間停止的時間內將目標傳送到目的地。
時間停止
因為會干擾到尸魂界的時間順序，所以被列為禁術。
破道之八十八「飛龍擊賊震天雷炮」
射出一條極大的雷光束，是雷吼炮的加強版。
縛道之九十九「禁」
用皮帶和釘拘束對手的雙臂。
縛道之九十九 二番卍禁 初曲「止繃」
巨大的布纏上對手，使其停止運動。
縛道之九十九 二番卍禁 貳曲「百連閂」
數十個鐵扦子紮上對手，使其完全固定。
縛道之九十九 二番卍禁 終曲「卍禁太封」
有卍字的巨大的碑石從天而降，將對手壓毀。
紬屋雨（Tsumugiya Ururu）
配音員（日本）：下屋則子；配音員（臺灣）：馮嘉德、楊凱凱（劇場版3）；配音員（香港）：莊巧兒→陳安瑩（DVD版）／莊巧兒→賴芸芬（Animax版）
生日9月9日。身高141CM。體重32KG。浦原商店店员，綁著雙馬尾的害羞少女，比甚太還要大三歲，週遭人皆以「小雨」來稱呼她。其垂至面前的分岔瀏海，使得她經常成為甚太開玩笑的對象（但是在代理死神消失篇，雨還曾經用自己的頭髮，對甚太的腳底搔癢）。擁有與虚战斗的能力。常用的武器是一具用绷带包住的机关枪，擅長猜拳。
當露琪亞來到浦原商店領取預訂的義魂丸時，雨不慎將擺在架子附近的不良品（改造魂魄「魂」）誤認成義魂丸並交給浦原（後來「魂」亦因此輾轉落入一護的手中，成為一護專屬的義魂丸）。她在一護為了拯救露琪亞、展開喚醒死神力量的特訓期間，擔任一護第一階段的對手，並且在一護等人從屍魂界回到現世的時候，接受浦原的委託，利用機關槍射出一道網，接住從高空落下的一行人。
破面篇對於破面的靈壓波動產生特殊反應，介入了阿散井戀次與破面NO.15伊爾弗特‧古蘭茲的戰鬥，被伊爾弗特創傷，後來被戀次與甚太救下，由鐵齋為她處理傷勢。
於死神代理消失篇升上中學，將長至肩膀的頭髮自然放下，並在甚太和其他兩名少年發生爭執而被鐵齋帶進店裡的時候，為甚太的衝動行徑向對方致歉（動畫版則在一護將銀城空吾的遺體帶回現世安葬後，隨同一護的親友前往小野瀨川的河畔，迎接剛從屍魂界返回現世的前者）。
空座防衛隊成員是空座防衛隊中的-空座粉紅號。衣裝「空座旋風-小惡魔」。
花刈甚太（Hanakari Jinta）
配音員（日本）：本田貴子；配音員（臺灣）：錢欣；配音員（香港）：林芷筠（DVD版）／鄭佩嘉→林寶怡（Animax版）
生日4月4日。身高126CM。體重25KG。浦原商店店员，野蠻的紅髮少年。和雨同样有與虚战斗的能力。喜歡玩棒球，討厭泡菜，性格十分火爆、不耐煩，經常戲稱雨的瀏海為「蟑螂頭」。常用的武器是一把鐵棒，叫做「無敵鐵棍」。
在一護為了拯救露琪亞、展開喚醒死神力量的特訓期間，特地準備大量的水果，放在「絕望的深坑」洞口附近，並且在一護修行的期間不時作弄對方。其後一護等人從屍魂界回到現世時，接受浦原的委託，利用「無敵鐵棍」擊中被紬屋雨釋放的網子接住的一行人，使他們正好落在浦原的飛行布綾上方，不至於從高處墜落地面。
破面篇介入了阿散井戀次與伊爾弗特‧古蘭茲的戰鬥，救下被伊爾弗特創傷的紬屋雨。於彩色死神+的漫畫中貌似對黑崎遊子有好感，在遊子光顧浦原商店時塞給她許多零食。
於死神代理消失篇升上中學一年級，身材明顯變得較以往高瘦，頭髮也變成往後梳的模樣。
空座防衛隊成員是空座防衛隊中的-紅戰士。

### 空座第一高中
一護、雨龍、茶渡、織姬就讀的高中，以空手道社的實力堅強聞名校際，但是基於不明原因，附近的不良少年都會來到此校就讀，而且隨著劇情進展，某些非人類的靈體會基於不同理由，以轉學生的身份進入校園裡展開各自的行動（例如朽木露琪亞、平子真子、動畫原創的霞大路琉璃千代等對象）。日番谷冬獅郎先遣小隊來到現世的調查期間，亦曾扮裝成此間學校的學生以方便行動。另外，每屆的學生會長，都享有合作社購物全數半價的特別優待。
有澤龍貴（Arisawa Tatsuki）
配音員（日本）：野田顺子；配音員（臺灣）：錢欣；配音員（香港）：莊巧兒→陳安瑩→Jessie、林芷筠（代配）（DVD版）／莊巧兒→賴芸芬（Animax版）
生日7月17日，身高155公分，體重41公斤，血型AO型。一護的同學兼兒時好友，擔任班上風紀委員。特徵是深藍色的短髮，性格剛強，喜歡照顧人，討厭拐彎抹角。習慣用平假名寫自己的名字，愛吃蘋果派，喜歡穿短褲。4歲時和一護在同一個空手道場認識，而且在首度和對方過招的時候，僅用一拳便將一护打倒，導致一护當場在道場裡嚎啕大哭。和織姬是從中學認識的好朋友，並在中學時期多次保護對方免於學姊的欺凌，倘若織姬做出出人意表的發言和行為，則會當場吐槽或是直接握拳敲擊她的頭部，做為教訓對方的手段。在班上經常和本匠千鶴鬥嘴。在漫畫正式連載之前，龍貴留著一頭柔軟的短髮，形象較連載後還來得青澀。
據龍貴表示，一護在小時候經常用「小龍」來暱稱她，但隨著兩人逐漸成長，開始直接改稱她的名字，自從小學6年級身高被一護超過、國二與一護首次打架但敗給對方後，一護與龍貴就再也沒有相互比賽過，不過她在電玩方面的技術依舊勝過一護，另外，她的實際胸圍是C罩杯。
擅長空手道，即使是賽前因為車禍受傷的狀況下，還能獲得高中校際比賽亞軍的名次，並且指導織姬達到空手道初段水準。在劇情初期，亦經常對暗戀一護的織姬提供許多意見。她曾經和織姬被變成虛的井上昊襲擊成傷，還在事後讓住處受損的織姬寄住在自己的住處。經歷廢棄醫院事件後能夠清楚看見靈體。和本匠被虛襲擊受傷時，織姬為了保護她而啟發「盾舜六花」的力量。能夠看見一護的代理死神許可證。
破面篇，被牙密的靈壓震懾，靈魂差點被吸走，被織姬，茶渡與一護所救。目睹了一護與葛力姆喬·賈卡傑克的戰鬥。甚至在織姬配戴破面的手環隱藏形體與靈壓後，還能依稀感覺到她的存在，並質問一護有關織姬的下落。與淺野啟吾和小島水色偷偷跟隨一護等人至浦原商店，目送一護等人進入虛圈。空座町大戰中，由於死神將空座町傳送至屍魂界，龍貴與其他空座町居民陷入沉眠狀態，清醒後與啟吾負責將小川和本匠擔負到學校裡，查覺空座町遭到遷移的跡象。遇上藍染時掩護啟吾逃跑，後來被觀音寺從藍染面前帶走，和啟吾與水色展開逃亡，目睹一護與藍染對決的場面。事後龍貴得知一護喪失死神力量的消息，受到先前在空座大戰的經歷影響，決心鍛鍊自己的實力，順利地在高二的高中聯賽裡，在30秒內戰勝對手奪得冠軍。
死神代理消失篇，升上高中三年級，原先的短髮也變成過肩中長髮，並且成為空手道場的代理師範。但受到月島秀九郎的完現術能力影響，她在一護激動地對月島出手時，對一護攻擊「親戚」的舉動感到震怒與不解，後由於月島的身故，令完現術的能力隨之失效，因而順利地恢復正常狀態（動畫版增加被浦原與一心安置在保護結界裡，並且在事後與其他親友迎接一護的劇情）。
千年血戰篇，看不見的帝國進攻屍魂界並返回根據地後，龍貴於陪同啟吾與水色的放學途中，巧遇抵達現世的京樂春水，從京樂的手裡取得能夠自由進出屍魂界的「通魂符」，還被告知可能要和一護別離的消息。十年後，龍貴改蓄微波浪的短髮，偕同啟吾和水色至一護家作客兼觀看茶渡的拳擊賽轉播。
淺野啟吾（Asano Keigo）
配音員（日本）：小西克幸；配音員（臺灣）：林谷珍；配音員（香港）：陳旭明→蔡忠衛→陳志強（DVD版）／陳振聲（Animax版）
生日4月1日，身高178公分，體重58公斤，血型AA型。一護的同學。蓄著咖啡色及頸短髮的少年。在尚未就讀高中的時候，便已經對於當時就讀馬芝國中的一護和茶渡的相關風聲有所耳聞，更因此將前兩者誤認為不良少年。直到高中入學日當天，一護和茶渡在啟吾遭大島麗一欺凌的時候，聯手擊退大島為啟吾解危，才使得啟吾對一護和茶渡從此改觀，並消弭了先前對兩者的偏見與誤會。喜歡胸部豐滿的女性和熱鬧吵雜的地方，害怕孤獨寂寞，不喜歡一個人獨處，精神常常處於高度緊張狀態，被水色形容為「功課不佳，但腦筋很好，對於有關不良少年的消息格外靈通」的對象。曾經在暑假期間為了消遣時間，創下10天內將5個角色扮演遊戲玩到破關的記錄，被一護認為在電玩方面很有天賦。本身也有一定的靈力，能夠看見死神與破面之類的靈體。是目前劇中少數住在鳴木市的角色。喜好胸部豐滿的女性、熱鬧的場所。
經常和小島水色一起出場，不喜歡水色用敬語稱呼他。在家裡總是被姊姊瑞穗差遣跑腿。雖然在學校遇見一護時，總是主動地上前向對方問好；但往往都會被前者以手肘勾住頸部而跌落在地面上。自從一護等人拯救露琪亞並返回現世之後，甚至對於一護、茶渡、雨龍、織姬之間的關係變得更加緊密而感到驚訝。
破面篇，受姊姊委託外出時，遇見班目一角和綾瀨川弓親，險遭破面襲擊時被一角所救。作為救命的交換條件，讓一角與弓親寄住自家。與有澤龍貴和小島水色偷偷跟隨一護等人至浦原商店，目送一護等人進入虛圈。空座町大戰中，由於死神將空座町傳送至屍魂界，啟吾與其他空座町居民陷入沉眠狀態，清醒後與龍貴負責將小川和本匠擔負到學校裡，察覺空座町的異常跡象。遇上藍染和銀，在龍貴的掩護下逃走。從車谷善之助手中取得斬魂刀，短暫的拿起刀劍抵抗藍染，被車谷取回斬魂刀，目睹一護與藍染對決的場面，並且在空座町戰後得知一護喪失死神力量的消息。
死神代理消失篇，升上高中三年級，髮型變得較為簡便清爽（日本地區動畫版黃金圖鑑時段，則增加說明啟吾髮型變化的經過），身高也和一護相差無幾。受到月島秀九郎的完現術能力影響，他在一護對月島出手時，對於一護向「親戚」動手一事感到震驚與不解，後由於月島的身故，令完現術的能力隨之失效，因而順利地恢復正常狀態（動畫版增加被浦原與一心安置在保護結界裡，並且在事後與其他親友迎接一護的劇情）。
千年血戰篇，看不見的帝國進攻屍魂界並返回根據地後，啟吾於陪同龍貴與水色放學的途中，巧遇抵達現世的京樂春水，從京樂的手裡取得能夠自由進出屍魂界的「通魂符」，還被告知可能要和一護別離的消息。十年後，龍貴、啟吾、水色至一護的家裡作客兼觀看茶渡的拳擊賽轉播。獄頤鳴鳴篇裡創業開設一間拉麵店，但由於生意不佳時常需要一護等人幫忙捧場。
小島水色（Kojima Mizuiro）
配音員（日本）：福山潤；配音員（臺灣）：馮嘉德、楊凱凱（劇場版4）；配音員（香港）：蔡忠衛→葉偉麟（DVD版）／李建良（Animax版）
生日5月23日，身高154公分，體重45公斤，血型BB型。一護的同學，外表看上去非常可愛的藍髮少年。個性溫和，很容易吸引比他年齡大的女性，經常將手機拿在手上把玩。為單親家庭的獨子，和母親之間的關係相當冷淡，還曾經當著別人的面前，形容自己並沒有母親。從柊二中畢業升上空座高中的入學日當天，水色目擊一護和茶渡聯手制伏兩名不良少年，無視啟吾訴說關於前兩者的流言，主動地向前和對方介紹自己，並接受一護的委託，向校方說明前者為了替啟吾解危而動手擊倒大島麗一的原委，因而結識一護並與之成為朋友。
經常和淺野啟吾一起登場，習慣用敬語稱呼啟吾，不過啟吾經常對此表示不滿。根據他的自身說法，自從他升上國中後，便只吃其他女生親手為他準備的料理。啟吾甚至提到，水色很容易對外人建立心裡屏障，雖然在國中時便認識一護，但他是最近才開始與一護親近的。
破面篇，與有澤龍貴和淺野啟吾偷偷跟隨一護等人至浦原商店，目送一護等人進入虛圈。空座町大戰中，由於死神將空座町傳送至屍魂界，水色與其他空座町居民陷入沉眠狀態。清醒後從商店內竊取急用物資，與龍貴和啟吾展開逃亡，利用瓦斯瓶與汽油瓶引發爆炸攻擊藍染，目睹一護與藍染激烈對決的場面，並且在空座町戰後得知一護喪失死神力量的消息。
死神代理消失篇，升上高中三年級，留著覆蓋耳朵的旁分直短髮。受到月島秀九郎的完現術能力影響，在一護對月島出手時，對於一護向「親戚」動手一事感到不解，後由於月島的身故，令完現術的能力隨之失效，因而順利地恢復正常狀態（動畫版增加被浦原與一心安置在保護結界裡，並且在事後與其他親友迎接一護的劇情）。
千年血戰篇，看不見的帝國進攻屍魂界並返回根據地後，水色於陪同龍貴和啟吾放學的途中，巧遇抵達現世的京樂春水並認出對方是先前參與空座町戰爭的八番隊隊長，從京樂的手裡取得能夠自由進出屍魂界的「通魂符」，還被告知可能要和一護別離的消息。十年後，龍貴、啟吾、水色至一護的家裡作客兼觀看茶渡的拳擊賽轉播。獄頤鳴鳴篇裡和一護光顧啟吾開設的拉麵店。
本匠千鹤（Honshō Chizuru）
配音員（日本）：中島沙樹；配音員（臺灣）：錢欣；配音員（香港）：未知→林芷筠（DVD版）／林小寶（Animax版）
生日4月13日。一個開放和相當驕傲的女同性戀者，紅短髮，配戴半框眼鏡為其特徵。很喜歡織姬，時常趁織姬不留意的時候對其襲胸，而且經常和龍貴鬥嘴。對過分接近織姬的對象懷有敵意，反被啟吾吐槽「妳可能才是那個該被教訓的傢伙」。當雨龍為了和一護一較高下，引來大量的虛的時候，被虛控制肢體行動而毆傷龍貴，但仍試著安慰見到同伴受傷而哭泣的織姬。
破面篇，對於轉到班上的平子真子（實為假面軍勢成員）對織姬展現親暱的態度大感不悅。空座町大戰中，由於死神將空座町傳送至屍魂界，與其他空座町居民陷入沉眠狀態，被先行甦醒的啟吾背負到學校裡。清醒後跟水色躲在巷子內與龍貴和啟吾會合，與一行人展開逃亡。死神代理消失篇，升上高中三年級。
小川美知留（Ogawa Michiru）
配音員（日本）：真田麻美；配音員（臺灣）：馮嘉德
生日3月3日。暱稱小滿，留著側分短髮，感覺溫柔類型的女孩，性格老實，對一護感到有些害怕。是手工藝部的社員，曾委託石田雨龍幫她修補玩偶。空座町大戰中，由於死神將空座町傳送至屍魂界，與其他空座町居民陷入沉眠狀態。被龍貴背負到學校裡。
國枝鈴（Kunieda Ryō）
配音員（日本）：生天目仁美；配音員（臺灣）：錢欣
生日5月18日。留著黑長髮配戴眼鏡的女學生，學校田徑隊女王。於第一部劇情擔任一護班上的班長。功課好體育佳，平時有些冷淡，但在準備跑步的時候，會將自己的眼鏡摘下來，而且僅憑12秒就能跑完100公尺。曾經和茶渡在街上追捕玩偶狀態的魂，但結果卻不了了之。
夏井真花（Natsui Mahana）
配音員（日本）：納見佳容；配音員（臺灣）：馮嘉德
生日8月7日。留著波浪短髮的粗眉女孩，曾經和美知留試圖詢問朽木露琪亞是否喜歡一護，被露琪亞以「只是好友」簡單帶過。
大島麗一（Ōshima Reiichi）
配音員（日本）：不詳；配音員（臺灣）：李香生
左鼻側穿著鼻環，霸道無理的少年，因為有著相當醒目的髮色，被一護謔稱為「小雞頭」。就讀於十方高中，已停學。為校際間著名的壞學生，與一護和茶渡有仇。先是於第一部劇情的高中入學日當天，在校園內公然尋仇並仗勢欺凌啟吾，反被一護與茶渡聯手擊倒。及後趁著一護等人在頂樓聚會時，再次找上對方，因為聽見一護吐嘈他的頭髮而當場動怒，試圖動手教訓對方但未能得逞，結果被隨後抵達現場的茶渡打到一飛衝天。
淺野瑞穗（Asano Mizuho）
配音員（日本）：茂呂田薰；配音員（臺灣）：錢欣；配音員（香港）：陳琴雲（DVD版）／林小寶（Animax版）
生日4月2日，身高162公分，體重47公斤，血型AA型。淺野啟吾的姊姊，空座高中三年級生，於第一部劇情擔任空座高中第24屆學生會長。個性開朗，經常對啟吾展現強勢的態度，常指使他幫忙跑腿。特別喜歡留著光頭的異性，初次見到斑目一角便對其頗有好感，並暱稱對方「darling」。本身似乎有著特殊的服裝審美觀，當她提供自家的衣服給一角穿著的時候，還導致一角接連被弓親和亂菊取笑而當場動怒。在破面篇負責招待寄住籬下的班目一角和綾瀨川弓親。在動畫原創篇曾經委託一角等人參與空座高中的劍道比賽。空座町大戰結束後，瑞穗完成學業順利畢業，親自委任雨龍遞補她的職缺，成為新任學生會長。
越智美谕（Ochi Misato）
配音員（日本）：生天目仁美；配音員（臺灣）：馮嘉德
生日9月13日。一護的班導師。留著黑色長髮並配戴眼鏡，是位很受學生歡迎的老師，為人很開明，但對於一護屢次缺曠課的行為感到頗有微詞。在學校裡負責指導現代國文，後於破面篇開始改蓄短髮。

### 假面軍勢
由踏入虛的領域、可以虛化的死神組成的團體，可以突破靈魂強度的限制，而鍛鍊獲得比純死神更強大的力量。全體成員在110年前都是屍魂界正副隊長級的人物，因為被藍染惣右介陷害，而在浦原、鐵齋、夜一的協助下潛逃到現世。並使用浦原製造的不含靈子體的義骸藏身於現世。

### 完現術者
XCUTION（執行部）於第二部劇情登場，由初代代理死神銀城空吾領導的組織。本營位於鳴木市蝶原七丁目的一間老舊公寓。組織成員全是俱備虛力量的人類，他們的親人在他們出生前被虛襲擊，虛的力量因此留在母親的身體，並在他們出生時傳到他們的身上。他們能抽取物質中的靈魂用自己的靈力加以強化，並稱呼這種能力為「完現術（Fullbeing）」，而他們則自稱為「完現術者（Fullbrigner）」。該組織的真正目的是透過訓練讓黑崎一護學會完現術再趁機奪取他的力量，之後於代理死神消失篇尾聲正式解散。千年血戰篇落幕後，出現自稱XCUTION宗教法人的冒名存在。
銀城空吾（Ginjō Kūgo）
配音員（日本）：東地宏樹；配音員（臺灣）：吳文民
「XCUTION」領導人，為初代代理死神。
月島秀九郎（Tsukishima Shūkurō）
配音員（日本）：小野大輔；配音員（臺灣）：曹冀魯
「XCUTION」前領導人（偽稱）。
毒峰莉露卡（Dokugamine Riruka）
配音員（日本）：豐口惠；配音員（臺灣）：錢欣
「XCUTION」編號003成員。
沓澤吉里柯（Kutsuzawa Giriko）
配音員（日本）：斧篤；配音員（臺灣）：曹冀魯
右眼佩戴黑色眼罩，蓄著鬍子，身著侍者衣裝，攜帶一支鞭子的中年男子。平時言談舉止都相當有禮貌，喜歡喝酒，但提到關於力量的話題時，態度就會變得相當貪婪與狂妄（但在動畫版沓澤曾親自開導厭惡自身能力的賈姬）。經常在XCUTION本營的吧檯服務，為客人與組織成員準備茶點。因為有求於銀城而決定追隨他，被莉露卡吐槽一番。曾在銀城對一護展現完現術時，要銀城賠償被其雙手劍損毀的地板。
年輕時於父親因病早逝後，繼承了沓澤家歷代傳下來的「幸運懷錶」，每當沓澤對懷錶許願的時候，願望很快就會實現。多年後因為很久沒有使用懷錶的力量，決定將他的妻子當做實驗對象，嘗試性許下殺害的願望，結果他的妻子受到其能力影響逐漸衰弱致死；在妻子死亡的瞬間，沓澤動了「不想殺人」的念頭而失去右眼，從此開始配戴眼罩遮蔽失明的右眼。
後來接受銀城的邀請，成為XCUTION的成員。在一護進行完現術修練時，與莉露卡運用各自的能力，協助一護進行第一階段的修練。在一護結束最終階段訓練後，與其他成員被月島斬第二次而解除洗腦能力。於大宅邸事件和銀城短暫交手。在銀城恢復正常後，從銀城手中取得一護的部分完現術力量並變身成另外的姿態。後在雪緒的能力空間內，用能力強化自身的體魄對抗更木劍八，但被劍八當成小角色看待，而且還來不及對劍八使出強化後的力量就被對方一刀劈成兩半而死，之後沓澤的遺體連同懷錶一起被賈姬安葬。
和同樣戰死的銀城與月島來到屍魂界，抵達流魂街時被志波空鶴所救，作為報答空鶴的條件協助志波岩鷲進行能力訓練。
完現術「時無誑語（Time tells no lie）」
能力媒介是懷錶，可設定限時機制，讓物品超過設定時限的同時產生變化，也能對任何人與物設下一定的時間範圍限制。能力者設定的時間規則越簡單，獲得的力量也會越強大。若是被設定限時機制的事物，企圖破壞設定的時間規則，就會被時間的烈焰燃燒殆盡。缺點是只要一施展能力，就連能力者也無法更動與移除自己設下的時間規則。在戰鬥中發動能力時則是將懷錶緊握在手上，懷錶上的數字會從錶面脫落，朝對手發動攻擊；動畫版懷錶上脫落的數字能引發小規模爆破。
完现术变身
變身後，沓澤的眼罩多了五枚連綴圈環，雙手戴著手套，覆蓋左胸的輕型護甲以及左半黑右半白的長褲各有一枚「♂」型符號，同時身邊還多了11個漂浮在半空中的圓形金屬。此狀態的沓澤，可藉由轉動左肩的鈕釦對自己施展強化能力。當鈕扣的數字被調到「3」的時候，體型會變得異常壯碩，力量也會大幅提升；動畫版身體的肌膚還會變成黃綠色。
賈姬·特里斯坦（Jackie Tristan）
配音員（日本）：湯屋敦子；配音員（臺灣）：馮嘉德
身著黑色長袖上衣與白色長褲，褐色肌膚，厚嘴唇的短髮女性，是少數擁有西式姓名的組織成員。個性沉穩，有著敏銳的觀察力，主要以徒手肉搏（踢擊）的方式進行戰鬥，認為抱持「對女性出手的男性是人渣」想法的人反而不單純。起先擔心一護不會答應與組織合作，因此在前者同意協助他們後感到高興不已。此外，她還經常在莉露卡發脾氣的時候負責苦勸她，並且對莉露卡裝作不在意但實際上擔心一護的舉動感到費解。
出生於貧困家庭，年少時期就為了維持家庭生計開始外出工作，某日發現她的父親偷來一雙全新的黑色皮靴之後，欣喜之餘將這雙靴子視若珍寶，甚至會仔細保養該雙靴子不讓它沾到半點塵土。但因父親從事黑市交易的緣故，導致她的家人全數受到牽連而遭到殺害，其中她的弟弟的血液沾到她珍愛的靴子，因而啟發了賈姬的完現術，然而已經無法守護家人又找不出自己能力的價值。後來接受銀城的邀請，成為XCUTION的成員，但仍對自己的能力感到相當反感。
雨龍與織姬陸續發生襲擊事件後，與一護在水箱（魚坦克）裡進行第二階段的修練，並針對一護以往慣用靈體戰鬥而失去真正的感受提出警告。當一護的完現術瀕臨失控邊緣時，賈姬要求先行終止修練，但隨即被其爆發的完現術力量壓倒在地上。
在一護結束最終階段訓練沒多久，與其他成員被月島斬第二次而解除洗腦能力。於大宅邸事件和銀城短暫交手，在銀城恢復正常後，從銀城手中取得一護的部分完現術力量並變身成另外的姿態，轉而在雪緒的能力空間內對抗阿散井戀次，因為戀次「不會主動對女性出手」的發言而認定對方見識膚淺，啟動右肩的裝置強化自己的力量，多次攻擊戀次但都被擋了下來，還被戀次直接用斬魄刀的刀柄擊中腹部而敗北。當雪緒準備抹殺戀次和賈姬時，賈姬為了讓戀次得以離開雪緒的能力空間，要求戀次了結她的性命；但戀次不僅拒絕她的要求，還決定帶著賈姬一起離開能力空間。最終賈姬被戀次的態度所感動，不惜啟動自爆能力犧牲自己，因而身受重傷。大宅邸事件結束後，賈姬因為發動自爆能力失去了完現術的力量，正式脫離XCUTION，並將戰死的沓澤安葬。臨行前感嘆聯繫該組織的始終只有完現術的力量，並答應雪緒會等到他成功拓展名下事業，並回來雇用倖存XCUTION成員的那一天（動畫版則省略三年之約的對話）。
漫畫版的賈姬除了回憶片段與變身姿態以外，始終都跟著XCUTION成員行動，也未曾更換過任何衣物；但在動畫版第351話增加她的住處設定，並短暫的換上家居服。千年血戰篇結束後，賈姬透過莉露卡再度和雪緒連絡，受聘為白漢斯娛樂企業職員。
完現術「髒靴子（Dirty boots）」
能力媒介是靴子，發動能力後，能力者身上會出現帽子、絨毛圍巾、碟形護肩、連綴式袖套、黑色手套與吊帶狀長靴，右臉被帽沿附著的半透明（動畫版變成白色）絲巾覆蓋。靴子上沾到的物質（如泥土、沙礫、灰塵、血液等）越多，踢擊的威力也會變得更強。
完现术变身
變身後，帽沿上的半透明絲巾與頸部的絨毛圍巾跟著消失，上半身穿著露臍的絨毛長袖上衣，右肩配戴類似摩托車引擎的特殊裝置，並且在原本的吊帶狀長靴外，穿上附著向後延伸成對裝飾的及膝漸層式厚長靴。此狀態的賈姬，可藉著右肩的裝置，噴出大量可迅速凝固的黑色液體並沾上自己的整套完現術護甲，以強化『髒靴子』的攻擊力量，而且在黑色液體凝固並包覆全身的情況下，踢擊的威力能夠輕易破壞高聳的岩石，甚至還多了讓能力者發動自爆的能力。但作為發動自爆能力的代價，能力者會在之後失去完現術的力量。
雪緒·漢斯·佛拉爾貝爾納（Yukio Hans Vorarlberna）
配音員（日本）：市來光弘；配音員（臺灣）：馮嘉德
配戴黑色鴨舌帽與白色手套，身著黑色風衣與長褲，繫著領巾，金髮碧眼的少年。組織成員編號005。AB血型。家境非常富有，XCUTION的基地，正是由他負責出錢裝潢。平時沉默寡言，喜歡玩電玩（特別是PSP），發言偶爾也會引用電玩用語。雖然個性相當聰明伶俐，遇上突發狀況也能冷靜應對，自尊心卻強到連組織成員的失敗都無法容忍，甚至在對手沒有殺害組織成員的狀況下，也會動手將戰敗的成員與對手一併殲滅。被莉露卡形容「是個整天只知玩遊戲的螻蟻」。經常和莉露卡互相吐槽而激怒後者，有時候銀城也會對他的發言感到頭疼。連賈姬也無法完全理解雪緒的作為。唯一會稱呼銀城「空吾」的人。
幼年時期因為經過很久的時間都沒有開口說話，被雙親認定不符合他們的期望，將他獨自關在房間裡；他也因為時常躲在房間裡，利用完現術製造雙親影像並與其對話的舉動被雙親誤解。在認定雙親不符合他的理想，又被雙親拋棄的情況下，雪緒的內心與力量使用方面開始變得扭曲不堪，為了報復雙親而暗地學會入侵電腦系統的技術，將父親的財產分批轉到自己名下，毀了父親經營的公司，還導致雙親為此被逼上絕路。後來接受銀城的邀請，成為XCUTION的成員。
一護和銀城首次和月島交戰時，利用能力將一護轉移到自己的能力空間裡。受銀城與茶渡委託，運用能力分別協助一護與茶渡進行訓練。卻在一護結束最終階段訓練後，與其他成員被月島斬第二次而解除洗腦能力，還利用追蹤系統找到了一護與銀城，將他們帶領到林間的大宅邸。在銀城恢復正常後，從銀城手中取得一護的部分完現術力量並變身成另外的姿態，利用「螢幕外的入侵者」躲過一角的攻擊，還將包含自己在內的所有人（浦原、一心、茶渡、織姬除外）轉移到自己的能力空間內，和日番谷冬獅郎展開決戰。因為發現賈姬沒有擊敗戀次而準備將他們同時殲滅，將整個空間設定成「持續追擊到對手，直到對方被擊潰為止」的模式，創造出一群怪物企圖擊潰冬獅郎，但因沉醉於當初逼雙親走上絕路的心境而疏於防備，不僅被冬獅郎推到事先用「冰輪丸」製造出來的冰層上，還被凍住雙腳和手臂上的裝置而無法反擊，其創造出來的怪物也被冬獅郎全數解決。之後被冬獅郎要求在五分鐘以內釋放所有困在能力空間裡面的人才能保住自己的性命。
大宅邸事件結束後，雪緒正式脫離XCUTION，臨行前承諾利用接下來3年的期間讓自己變得更成熟，並約定等到公司規模成長三倍的時候，就會回來雇用倖存的XCUTION成員，到他名下的公司工作，還不忘調侃一行人沒有他的錢便無法過活與適應新環境（動畫版僅對賈姬的感想不以為然，省略了三年之約的對話便自行離去）。
千年血戰篇的雪緒和莉露卡接獲浦原喜助聯繫，做為支援人員製作特殊移動空間，協助一護等人闖進靈王宮。千年血戰篇落幕後，雪緒為提供現世完現術者的庇護場所，著手經營旗下「白漢斯娛樂企業」，正式聘雇莉露卡和賈姬為公司職員。
完現術「入侵者必死（Invaders must die）」
能力媒介是自己的掌上遊戲機，能力者可藉著操控掌上遊戲機，將指定對手轉移到完全遮蔽靈壓且無法從外部破壞的能力空間裡，藉由操控遊戲的方式，操控裡面的空間與牽制對手的行動，或適用於追蹤指定對象的下落。在遊戲空間裡所製造的設施，也能和現實世界一樣發揮作用（雪緒曾經在遊戲空間裡，製作出附有盥洗功能的特製客房，讓協助一護進行訓練的織姬待在裡面休息）。依據不同的遊戲指令，會有不同的效果。遊戲機的剩餘電量，會影響能力可作用的範圍與時間，必須將遊戲機插上電源，才能長時間使用能力。最高的遊戲判定是「GAME OVER」，而在遊戲空間生命值歸零的對象也會顯示「YOU DIE」。千年血戰篇雪緒利用此能力和結合莉露卡的能力，製造出能闖進靈王宮的移動隱匿空間。
能力「存檔（SAVE）」
將指定對象關進自己的遊戲空間內，黑色的面板會顯示「SAVE（存檔）」與一條計量橫條，完成時則顯示「COMPLETE（完成）」。
能力「讀檔（LOAD）」
將遊戲空間內的對象釋放出來，遊戲面板也會顯示「CONTINUDE（繼續）」。
能力「快轉（FF）」
將遊戲空間內的速度調快，使遊戲空間內的幾天時間，相當於外界90分鐘。雪緒曾在一護進行完現術最終階段訓練時，利用此能力幫助一護加速完成訓練。
能力「電子牢籠（Chatrooms）」
在遊戲空間裡製作出一道無法破壞的堅固牢籠，封鎖對手的行動。被困在裡面的對象不但無法從內部發動攻擊，甚至連聲音都無法傳到牢籠以外的地方。雪緒曾經在一護被銀城砍傷雙眼時，為了確保一護的修行能夠不受他人干擾，轉而利用此招阻止準備上前治療對方的織姬。
完現術變身
變身後，雪緒的身上出現成對的護耳、分別附著突起裝飾與6顆按鍵的一雙護臂、以及白色的長靴。此狀態的雪緒，可以運用藏在護臂裡的裝置，在遊戲機以外的現實世界施展能力，創造出虛擬的分身。當雪緒也進入能力空間裡的時候，可待在自己能力空間內的監控室，察看各個空間內的戰鬥情形並做出干預。還可以製造虛擬的防禦盾，以及創造出一群怪物追擊對手。當在能力空間內打鬥的雙人組分出勝負且戰敗方死去的情況下，就會自動解除能力空間，讓贏的對象回到現實世界。只要銀城還在雪緒的能力範圍內，在沒有銀城親自下達指令的情況下，雪緒就不能解除銀城所在的能力空間，但卍解狀態的一護可以自行破壞能力空間。
能力「螢幕外的入侵者（Digital Radial Invanders） 」
變身後特有能力，在現實世界裡創造出虛擬的分身，可藉此達到替身的效果，一旦虛擬分身受到攻擊，便會自動消失。
獅子河原萌笑（Shishigawara Moe）
配音員（日本）：吉野裕行；配音員（臺灣）：吳文民
剃著龐克頭的少年，是宮下商中的學生，特徵是打開的高中制服露出惡鬼圖案的紅色上衣，腰間掛有佛珠，同時也是月島的同伴。非常尊敬月島，並尊稱月島為「月島先生」。主要以徒手揮拳的方式進行戰鬥，一旦遇上漂亮的女孩就會束手無策。由於姓氏裡的「獅子（しし）」讀音與日文的「壽司（すし）」接近，所以織姬經常將他的姓氏唸成「壽司河原」。
初登場時接受月島命令，跟蹤織姬並試圖襲擊她未果，在月島現身後不顧其命令堅持留在現場準備解決織姬，此時月島看似要懲處他時被織姬制止（織姬稱自己是為了月島襲擊石田一事，而非為了保護獅子河原，動畫版還增加受月島命令跟蹤茶渡的劇情），之後織姬被月島用「終結之書」的能力夾入。於大宅邸事件現身支援月島，對抗一護與銀城。在銀城恢復正常後，試圖偷襲現身支援一護的斑目一角但未能得逞，隨後在雪緒的能力空間內繼續和一角對決，一度將一角的左手臂打到脫臼，但一角利用自身肌肉的力量接回脫臼的左臂，獅子河原為了掩飾自己的恐懼而出拳反擊，打斷了一角的始解「鬼燈丸」，使一角不得不放下武器和他進行徒手搏鬥，而獅子河原則因連續使用能力使自身的運氣逐漸變差，最後被一角用鐵頭功擊中頭部而敗。受到一角訓話「男人該為了能替自己犧牲的對象戰鬥」，後趁對方繼續訓話時趁機脫身，不久在森林裡遇見身受重傷的月島並試著背負他，但仍無法挽回月島的性命。
完現術「賭博之拳（Jackpot Knuckle）」
能力媒介是刻著幸運數字777的指虎，透過戴著指虎的手接觸任何對象或物體就能操控機率觸發「一擊中大獎」。但若連續使用會讓「一擊中大獎」的運氣變差。銀城認為他的能力一旦經過強化就會很棘手，因此分配從一護身上奪來的完現術力量時沒有預留給他的份，並打算在戰鬥結束後就把他解決掉。

### 空座町居民

魂

魂（Kon）
配音員（日本）：真殿光昭；配音員（臺灣）：吳文民；配音員（香港）：葉偉麟（DVD版）／陳振聲（Animax版）／郭俊廷（劇場版3）
改造魂魄。由朽木露琪亞從浦原喜助手中購得，轉交給黑崎一護的義魂丸。實際上是被誤售的不良品。「魂」的名稱是一護所命名，取自「改造魂魄的簡稱」。一護的妹妹游子稱他「波士塔夫」。專門在一護化身為代理死神時接管他的身軀，沒有使用的狀況下則是被放置在填充獅子玩偶的體內。很喜歡露琪亞，並且稱她「大姐」。非常看不慣一護的作風，被一護粗魯的從填充玩偶體內取出時會感到惱火。因為被放在填充玩偶的緣故，游子時常將魂扮成女裝，連石田雨龍替他修補時也會加上少女風格的裝飾，令魂感到相當困擾（還被雨龍在頭部後方，縫上滅卻師的十字記號）。對茶渡泰虎和游子同樣避之唯恐不及。
屬於下肢強化型的改造魂魄，擁有過人的奔跑速度與爆發力，僅花費2.8秒就能跑完100公尺，垂直跳躍時更能高達13.56公尺。性好女色，尤其喜歡胸部豐滿的女性，喜歡焦糖但討厭蘆筍與洋蔥 。接管一護身軀之時候，仍有少數人類能夠察覺魂的存在。在第二部中因為經過浦原喜助的改造，所以雙眼可以和前者的通訊裝置結合，變成投射性的屏幕，但同時魂的雙眼也會感受到異常的疼痛。
原本是屍魂界為了執行「尖兵計畫」（將改造魂魄放進亡者的遺體內，以當作戰鬥人員的實驗計畫）而被創造出來的改造魂魄，但後來魂被創造出來沒多久，屍魂界高層認定尖兵計畫過於殘忍，開始對改造魂魄發佈銷毀令。雖然當時的魂和其他藥丸混在一起而被挪出倉庫，逃過被銷毀的命運。然而魂因為那段同伴被銷毀和擔心被人發現並銷毀的日子，認為任意傷害他人生命是不好的行為，因此他非常堅持不傷害任何生命，連接管一護的身體時都不忍踐踏行經地面的螞蟻群。在動畫版原創章篇「魂葬刑事篇」的魂，職位是空座旋風，擁有專屬技「旋風光束」。但是漫畫版「魂葬刑事」這項設定僅出現於漫畫單行本空白頁手稿短篇集。
由於黑崎一護與朽木露琪亞先前對抗虛的時候，曾經發生因為一護來不及靈體出竅變成代理死神戰鬥而險些陷入危機的狀況，露琪亞為防萬一，從浦原喜助手中購得義魂丸並交給一護，但浦原等人事後檢查才驚覺誤賣了瑕疵品。在接管一護身軀的時候，魂還在學校與街上引發了大騷動（曾跳到學校窗台並親吻井上織姬的手，被路過民眾目擊他飛躍過幾戶人家的屋頂等）。某次一護消滅完虛以後，魂對一護透露他的過去，發現賣錯產品的浦原等人趕到現場準備將魂回收，卻因為露琪亞的勸阻打消了念頭（後來浦原喜助利用記憶消除器，將目睹魂引發騷動的眾人記憶予以消除）。
騷動事件過後正式成為一護的專屬義魂丸，後來一護還在路上撿回一個獅子填充玩偶，做為平常沒有使用義魂丸的容器。但也因此讓一護的妹妹游子經常把玩偶狀態的魂扮成女裝，導致魂對於游子避之唯恐不及。朽木露琪亞被朽木白哉與阿散井戀次拘捕的當晚，一護發現魂被綁在廁所馬桶的底座，魂在鬆綁後激動道出露琪亞留書出走一事。露琪亞被帶回屍魂界後，黑崎一護招集其他夥伴進入屍魂界拯救露琪亞，並且委託魂接管身軀。而在漫畫單行本的插頁草圖中，亦有一護前往屍魂界後，魂待在一護體內期間所寫下的日誌。
破面篇趁著一護化為代理死神的期間，借用前者的身體上街閒晃，卻遇上了先前在黑崎一家掃墓時出現，演化為仿破面的虛Grand Fisher，差點被襲擊受傷。一護的父親黑崎一心趕到現場，利用特地為魂製作的護身符的強大能量，將Grand Fisher震開，並斬殺Grand Fisher為魂解危。。後獲悉跟隨日番谷先遣小隊抵達現世的十番隊副隊長松本亂菊準備寄宿在織姬的住處而欲尾隨對方，但被及時制止而未能得逞。
千年血戰篇，看不見的帝國從瀞靈廷撤兵返回冰之宮殿後，於一護在技術開發局和涅繭利討論斬魄刀的修復事宜時再次露面，由於被技術開發局成員將空氣灌進體內的緣故，導致魂的身體一度變成壯碩結實的模樣。正欲向前者訴苦的時候，被涅繭利恢復成原本的模樣。後來浦原喜助亦透過安裝於魂的眼睛裡的投射通訊系統，向屍魂界報告一行人平安無事的消息。跟著一護和戀次造訪靈王宮的靈番離殿，和零番隊成員二枚屋王悅相當契合。
看不見的帝國戰爭落幕十二年後，於獄頤鳴鳴篇裡表明已成為黑崎家的一份子，負責協助一護和織姬照顧兩者的孩子一勇。
轉職『葬魂刑事.空座旋風』（Karakura-Raizer Suit）
動畫原創的葬魂刑事篇展現，配有披風的白色超人套裝。
技「旋風光束」（Raizer Beam）
「空座旋風」狀態下施展，能從手部釋放藍色的靈力光束，有某種程度的威力。
唐‧觀音寺（Don·Kanonji）
配音員（日本）：千葉繁；配音員（臺灣）：林谷珍；配音員（香港）：陳旭明（DVD版）／李建良（Animax版）
空座防衛隊成員。本名「觀音寺美幸雄（かんおんじ みさお）」，唐·觀音寺及觀音寺操丸皆為其藝名。常戴著寫有「P」字的帽子，圓框墨鏡，黑人髮辮，八字鬍。血型BO型。稍微有點靈力的普通人，是捉鬼節目「靈異探險隊」的主持人，被稱之為大師，登場姿勢是雙手胸前交叉手心向內呈虛握緊狀並大笑「啊哈哈」。口頭禪是「靈隨時與你同在」與「Smells like bad spirits」。是個十足的搞笑人物。有研究所學位，畢業後曾在海外擔任走秀模特兒，喜歡歌舞伎、戈爾佐拉的義大利麵疙瘩與自己設計的衣物。
由於主持靈異節目的緣故，與節目製作單位來到廢棄的松倉醫院。為了除靈反而讓一個整加速變成虛，由一護出場解圍才脫險，但依然不改愛誇耀的本性（在不顧一護反對的情況下，將對方列為自己的愛好者俱樂部）。也因為節目製作單位轉播拍攝現場的緣故，導致一護、露琪亞、茶渡、龍貴、水色、啟吾、織姬上了電視，還因此被學校警告。
於空座町事件現身襲擊藍染，不顧勸告，執意替龍貴解危，後來在松本亂菊的命令下，帶著龍貴從藍染面前逃跑，和啟吾、水色、千鶴、龍貴目睹一護與藍染決鬥的場面。大戰結束後，觀音寺在空座町內駕車時碰到了靈體的絲線，循線探索的同時在廢棄醫院遇上女性破面蘿卡，將對方誤認為是自己的忠實觀眾，因而被捲入麻煩之中。1年5個月後，觀音寺依然在電視上主持捉鬼節目（動畫版則將觀音寺露臉的片段改成晚間氣象預報）。
技「唐‧觀音寺奧義‧觀音寺彈」
唐‧觀音寺將自己的靈力集中於手中，形成一顆藍白色的靈子球，擊中目標時能造成一定規模的爆炸。最多能一次發射兩顆。缺點是觀音寺彈體積小、速度慢，不容易擊中對手。
鰻屋育美（Unagiya Ikumi）
配音員（日本）：甲斐田裕子；配音員（臺灣）：錢欣
萬事屋「鰻屋」的店主。戴著附有風鏡的帽子，綁著單束馬尾，穿著鰻魚圖案T恤，胸部豐滿的女性。個性衝動慓悍，只憑赤手空拳就能輕鬆擊倒一群不良少年，還能瞬間制服一護並且將他帶離現場。但在自己的兒子馨面前會表現出溫柔的模樣，甚至還會急著與馨碰面以前，更換平常工作的裝束。私底下非常照顧員工，認為「小孩有事，便應該依靠大人」。本身似乎有一定程度的靈力水準，能夠看見一護的代理死神許可証，但是看不見死神。因為店名的關係時常被誤會成鰻魚屋，一護也曾建議她更改店名，不過她以姓名和店名都不會更動為由拒絕這項提議。
即使對一護屢次翹班的行為相當不滿，但在前者出狀況的時候還是很關心他。要求一護稱她作「育美小姐」。據育美所說，當她決定雇用一護的時候，她便將自己當成是一護的姊姊，而且只要前者需要她，就會盡量讓對方依靠她。一護在她的店鋪打工半年後，於死神代理消失篇透過手機連絡向她請辭，結果她反而在放學後將一護強制帶到自己的店鋪。當一護因為對月島秀九郎出手而被週遭親友誤解時，育美將前者載往鰻魚屋讓他喘息片刻，但受到月島的能力影響，她在月島找上門時，對一護宣稱月島親自過來「迎接」他，將對方嚇得當場逃跑。甚至還在大宅邸事件裡，和其他被月島控制的人出面迎接月島。後由於月島的身故，令完現術的能力隨之失效，因而順利地恢復正常狀態（動畫版則在一護重獲死神力量後，增加和一護的親友被浦原喜助與黑崎一心安置在結界裡的劇情）。
一護被零番隊成員二枚屋王悅遣返現世後，育美讓前者借用自家浴室更衣沐浴，還親自蒸了包子給前來找她會談的對方享用，並在黑崎父子借用她的雨傘返家的時候，發現一護不慎將代理死神許可證遺留在店裡，遂於隔日親自將代理死神證交還給對方。
鰻屋馨（Unagiya Kaoru）
配音員（日本）：水原薰；配音員（臺灣）：馮嘉德
育美的兒子，留著及頸短髮的男孩，對於母親有著強烈的獨佔欲。平時容易親近他人，唯獨在面對一護的時候，會對後者表現出相當冷淡的態度。當一護因為雨龍和織姬接連遭月島襲擊一事感到迷惘、並抵達鰻魚屋向育美求助時，躲在房間門後偷聽一護和育美的對話。
整靈小女孩（Dead Girl）
配音員（日本）：半場友惠；配音員（臺灣）：馮嘉德；配音員（香港）：劉惠雲
本名不詳，僅在漫畫與動畫第1話短暫登場，因故身亡而徘徊在某處電線杆的小女孩，一護經常將裝著花朵的水瓶，置於電線桿旁供奉她。後來一群少年在附近嬉鬧的時候，不慎打翻用來供奉她的花與水瓶，進而導致一護為了替小女孩出氣，動手教訓那群少年使其落荒而逃。
遠野翠子（Tōno Midoriko）
小學5年級→中學1年級。夏梨的好友，是個行為任性的薄幸少女，對淺野啟吾抱有好感。
豬先生體內的小混混（Mr. Pork）
配音員（日本）：金光宣明；配音員（臺灣）：曹冀魯
本名不詳，戴眼鏡的圓胖男子。莉露卡為了幫一護進行完現術修練，綁架他的同時將他收入玩偶（豬先生）的體內，在修練結束後被放出來，跟莉露卡索討報酬不成，反被莉露卡要求他得隨傳隨到，被一護吐槽跟豬先生長得很像。在動畫版第351集則增加再度進入豬先生2號與雞皮先生骨川（動畫版原創的雞玩偶）協助一護修行，以及在事後（351話黃金圖鑑時段）拿走莉露卡的玩偶，到幼稚園擔任保育員的劇情。
虎島志穗
配音員（日本）：逢田梨香子；配音員（臺灣）：錢欣郁
僅於千年血戰篇回憶短暫登場，留著側分黑直髮，配戴髮箍的文靜少女，真咲學生時期的朋友。在可南調侃真咲寄住龍弦家的時候，認為真咲不是那種會因為寄宿於龍弦的住處，就和對方產生情愫的女孩，令真咲大力讚嘆志穗是真正理解她的對象。
小倉可南
配音員（日本）：丸山有香；配音員（臺灣）：江欣怡
僅於千年血戰篇回憶短暫登場，留著淺色短髮的活潑少女，真咲學生時期的朋友。稱呼龍弦為「石田學長」，對龍弦似乎抱持著好感，因為對於真咲和龍弦同住屋簷下的情況感到好奇，還曾經試問真咲是否對龍弦抱持任何憧憬的男女之情，但被真咲以「兩人只是表兄妹，完全沒有小鹿亂撞的感覺」為由加以否認。

## 屍魂界

### 瀞靈廷
瀞靈廷中，已知人物多為護廷十三隊成員及貴族。

#### 中央四十六室
阿萬門娜由拉
僅於公式集附錄小說登場，蓄著中短髮且身材的嬌小少女，為中央四十六室最年輕的成員暨大靈書回廊現任司書，前任四十六室成員兼前代大灵书回廊首位司书的女兒。會使用治癒鬼道。因為其職責的緣故，對每位死神的家族背景和個人興趣瞭若指掌，相當喜歡吉良井鶴於瀞靈廷通信刊載的文學作品。
藍染殺害包含其父親在內的四十六室成員後，和其餘新任的四十六室成員審問檜佐木修兵和吉良井鶴，因次契機對吉良產生好奇心。後來在無形帝國襲擊瀞靈廷期間，遭星十字騎士團成員夏茲多米諾襲擊，但因吉良現身擊敗夏茲而順利脫險，意識到四十六室才是真正問題起源，於中央四十六室會議期間要求四十六室對屍魂界難民發佈疏散令，將清淨塔居林作為難民的庇護所。無形帝國二度突襲後，斥責因怕事不敢擔任四十六室的貴族，令眾人清醒並興起改革之風。

#### 護廷十三隊
|          |        | 創立初代       | 250年前              | 110年前            | 20年前         | 屍魂界篇                          | 破面篇                            | 代理死神消失篇 | 千年血戰篇 （初期） | 千年血戰篇 （訣別譚）             | 結局                              | 獄頤鳴鳴篇                        |
| -------- | ------ | -------------- | -------------------- | ------------------ | -------------- | --------------------------------- | --------------------------------- | -------------- | ------------------- | --------------------------------- | --------------------------------- | --------------------------------- |
| 一番隊   | 隊長   | 山本元柳齋重國 | 山本元柳齋重國       | 山本元柳齋重國     | 山本元柳齋重國 | 山本元柳齋重國                    | 山本元柳齋重國                    | 山本元柳齋重國 | 山本元柳齋重國      | 京樂春水                          | 京樂春水                          | 京樂春水                          |
| 一番隊   | 副隊長 | 雀部長次郎     | 雀部長次郎           | 雀部長次郎         | 雀部長次郎     | 雀部長次郎                        | 雀部長次郎                        | 雀部長次郎     | 雀部長次郎          | 伊勢七緒・沖牙源志郎 （雙副隊長） | 伊勢七緒・沖牙源志郎 （雙副隊長） | 伊勢七緒・沖牙源志郎 （雙副隊長） |
| 二番隊   | 隊長   | 四楓院千日     |                      | 四楓院夜一         |                | 碎蜂                              | 碎蜂                              | 碎蜂           | 碎蜂                | 碎蜂                              | 碎蜂                              | 碎蜂                              |
| 二番隊   | 副隊長 |                |                      | 大前田希之進       |                | 大前田希千代                      | 大前田希千代                      | 大前田希千代   | 大前田希千代        | 大前田希千代                      | 大前田希千代                      | 大前田希千代                      |
| 三番隊   | 隊長   | 嚴原金勒       |                      | 鳳橋樓十郎         | 市丸銀         | 市丸銀                            | 天貝繡助 （動畫原創）             | 鳳橋樓十郎     | 鳳橋樓十郎          | 鳳橋樓十郎                        | 鳳橋樓十郎                        | 鳳橋樓十郎                        |
| 三番隊   | 副隊長 |                |                      | 射場千鐵           |                | 吉良井鶴                          | 吉良井鶴                          | 吉良井鶴       | 吉良井鶴            | 吉良井鶴                          | 吉良井鶴                          | 吉良井鶴                          |
| 四番隊   | 隊長   | 志島知霧       | 卯之花烈             | 卯之花烈           | 卯之花烈       | 卯之花烈                          | 卯之花烈                          | 卯之花烈       | 卯之花烈            | 不適用                            | 虎徹勇音                          | 虎徹勇音                          |
| 四番隊   | 副隊長 |                |                      | 山田清之介         |                | 虎徹勇音                          | 虎徹勇音                          | 虎徹勇音       | 虎徹勇音            | 虎徹勇音                          | 虎徹清音                          | 虎徹清音                          |
| 五番隊   | 隊長   | 尾花彈兒郎     |                      | 平子真子           | 藍染惣右介     | 藍染惣右介                        | N/A                               | 平子真子       | 平子真子            | 平子真子                          | 平子真子                          | 平子真子                          |
| 五番隊   | 副隊長 |                |                      | 藍染惣右介         |                | 雛森桃                            | 雛森桃                            | 雛森桃         | 雛森桃              | 雛森桃                            | 雛森桃                            | 雛森桃                            |
| 六番隊   | 隊長   | 齋藤不老不死   |                      | 朽木銀嶺           | 朽木白哉       | 朽木白哉                          | 朽木白哉                          | 朽木白哉       | 朽木白哉            | 朽木白哉                          | 朽木白哉                          | 朽木白哉                          |
| 六番隊   | 副隊長 |                |                      | 朽木蒼純           | 銀銀次郎       | 阿散井戀次                        | 阿散井戀次                        | 阿散井戀次     | 阿散井戀次          | 阿散井戀次                        | 阿散井戀次                        | 阿散井戀次                        |
| 七番隊   | 隊長   | 執行乃武綱     |                      | 愛川羅武           | 狛村左陣       | 狛村左陣                          | 狛村左陣                          | 狛村左陣       | 狛村左陣            | 狛村左陣                          | 射場鐵左衛門                      | 射場鐵左衛門                      |
| 七番隊   | 副隊長 |                |                      | 小椿刃右衛門       |                | 射場鐵左衛門                      | 射場鐵左衛門                      | 射場鐵左衛門   | 射場鐵左衛門        | 射場鐵左衛門                      | 伊江村八十千和                    | 輪堂與                            |
| 八番隊   | 隊長   | 鹿取拔雲齋     | 京樂春水             | 京樂春水           | 京樂春水       | 京樂春水                          | 京樂春水                          | 京樂春水       | 京樂春水            | 不適用                            | 矢胴丸莉莎                        | 矢胴丸莉莎                        |
| 八番隊   | 副隊長 |                |                      | 矢胴丸莉莎         |                | 伊勢七緒                          | 伊勢七緒                          | 伊勢七緒       | 伊勢七緒            | 不適用                            | 伊勢七緒 （代理）                 | 八原熊如                          |
| 九番隊   | 隊長   | 久面井煙鐵     |                      | 六車拳西           | 東仙要         | 東仙要                            | 不適用                            | 六車拳西       | 六車拳西            | 六車拳西                          | 六車拳西                          | 六車拳西                          |
| 九番隊   | 副隊長 |                |                      | 久南白             |                | 檜佐木修兵                        | 檜佐木修兵                        | 檜佐木修兵     | 檜佐木修兵          | 檜佐木修兵                        | 檜佐木修兵                        | 檜佐木修兵                        |
| 十番隊   | 隊長   | 王途川雨緒紀   |                      |                    | 志波一心       | 日番谷冬獅郎                      | 日番谷冬獅郎                      | 日番谷冬獅郎   | 日番谷冬獅郎        | 日番谷冬獅郎                      | 日番谷冬獅郎                      | 日番谷冬獅郎                      |
| 十番隊   | 副隊長 |                |                      |                    | 松本亂菊       | 松本亂菊                          | 松本亂菊                          | 松本亂菊       | 松本亂菊            | 松本亂菊                          | 松本亂菊                          | 松本亂菊                          |
| 十一番隊 | 隊長   | 卯之花八千流   | 刳屋敷劍八 →痣城劍八 | 鬼嚴城劍八         | 更木劍八       | 更木劍八                          | 更木劍八                          | 更木劍八       | 更木劍八            | 更木劍八                          | 更木劍八                          | 更木劍八                          |
| 十一番隊 | 副隊長 |                |                      |                    | 草鹿八千流     | 草鹿八千流                        | 草鹿八千流                        | 草鹿八千流     | 草鹿八千流          | 斑目一角                          | 斑目一角                          |                                   |
| 十二番隊 | 隊長   | 善定寺有嬪     |                      | 曳舟桐生 →浦原喜助 | 涅繭利         | 涅繭利                            | 涅繭利                            | 涅繭利         | 涅繭利              | 涅繭利                            | 涅繭利                            | 涅繭利                            |
| 十二番隊 | 副隊長 |                |                      | 猿柿日世里         |                | 涅音梦                            | 涅音梦                            | 涅音梦         | 涅音梦              | 涅音梦                            | 阿近                              | 阿近                              |
| 十三番隊 | 隊長   | 逆骨才藏       | 浮竹十四郎           | 浮竹十四郎         | 浮竹十四郎     | 浮竹十四郎                        | 浮竹十四郎                        | 浮竹十四郎     | 浮竹十四郎          | 浮竹十四郎                        | 朽木露琪亞                        | 朽木露琪亞                        |
| 十三番隊 | 副隊長 |                |                      |                    | 志波海燕       | 小椿仙太郎・虎徹清音 （共同代理） | 小椿仙太郎・虎徹清音 （共同代理） | 朽木露琪亞     | 朽木露琪亞          | 小椿仙太郎                        | 小椿仙太郎                        | 小椿仙太郎                        |

#### 四大瀞靈門門衛
一貫坂兕丹坊（Ikkanzaka Jidanbō）
配音員（日本）：長嶝高士；配音員（臺灣）：李香生
生日1月10日，身高988cm，體重999kg。
西·白道門門衛，身材魁武，長髮蓄到腰間，頭上戴著紅色的帽子，並在左臂裝著銀色盔甲的男性死神。斬魄刀不明，取而代之的是兩把呈現7字形狀的巨大斧頭，斧頭上方有著「兕」的紅色字樣。認為戰鬥是要一個一個來，也就是說他喜歡一對一的決鬥。流魂街出身，為屍魂界所選出來的豪傑之一，負責擊退想要進入瀞靈廷的旅禍或是靈魂，他擔任守衛白道門的300年間，從沒有讓任何人闖進去過。他的聽力相當敏銳，能夠聽到茶渡以及織姬的悄悄話，而且還具備超強的怪力，能夠輕易的用斧頭擊碎地面。為一貫坂慈樓坊的哥哥，與日番谷冬獅郎是好友關係。
屍魂界篇，跟黑崎一護展開戰鬥，最終兩把斧頭都被一護擊碎，正當本人心甘情願準備讓一護等人進入瀞靈廷時，被突然出現的市丸銀斬斷手臂（動畫版改為砍傷手臂），之後獲得織姬的協助治療順利恢復斷臂，其後在屍魂界拯救篇快接近尾聲時，與志波空鶴趕到雙亟協助一護等人，對抗遭到藍染利用「鏡花水月」催眠的其他三名門衛。在空座町大戰結束1年5個月後，兜丹坊於千年血戰篇遭到看不見的帝國的滅卻師控制行動，闖進瀞靈廷的技術開發局並攻擊研究所內的成員。
技「十本兕丹打祭（Jutsu Pon Jidan Damatsuri Da）」
使勁全力向下使用一把斧頭連續攻擊目標十次，被擊中的對手將會屍骨無存，其砍下斧頭的動作猶如在用菜刀切肉骨一般。
技「萬歳兕丹打祭（Banzai Jiidan Damatsuri）」
將全身的力量集中於雙臂間，強化的肌肉連左臂的盔甲都能彈開，再用這強化的雙臂肌肉使勁全力的揮動兩把斧頭向下進行砍擊，其威力不可小覷。
嵬腕（Kaiwan）
東·青流門門衛，蓄著鬍鬚，鷹勾鼻的壯漢。
斷蔵丸（Danzōmaru）
北·黒稜門門衛，褐色皮膚，頭戴帽子的男子。
比鉅入道（Higonyūdō）
南·朱窪門門衛，鳳眼，頭戴布帽的胖子。

#### 四大貴族

##### 朽木家
朽木緋真（Kuchiki Hisana）
配音員（日本）：折笠富美子；配音員（臺灣）：馮嘉德／楊凱凱（劇場版3）；配音員（香港）：林芷筠（DVD版）／鄧潔麗（Animax版）
白哉的亡妻。朽木露琪亞的親姐姐。在現世死後來到屍魂界，被分配到流魂街第七十八區戌吊，因為生活太艱苦，將尚在強褓中的妹妹——露琪亞棄於一家房门口，獨自離開戌吊。日後遇上白哉，白哉不顧自己是貴族世子的身份，娶了緋真，兩人結婚五年，緋真每一天都在尋找露琪亞，在病逝之時仍未找到，在約五十年前的早春病逝。臨終前，緋真感嘆自己失去讓露琪亞稱呼姊姊的資格，懇求白哉盡力保護妹妹、讓露琪亞稱呼白哉為大哥。之後白哉因為懷念緋真的緣故，在緋真病逝後便始終未再續絃。
緋真過世後翌年，在戌吊長大的露琪亞和阿散井戀次已經一起到逹瀞靈廷，就讀死神學校『真央靈術院』。白哉憑此找到露琪亞，遵照妻子遺願將露琪亞迎進朽木家，然而因為此舉讓流魂街的平民登堂入室、進入貴族之家；於是事情過後，白哉在父母墳前立誓再也不會破壞貴族應有的準則。此一誓言在露琪亞日後被施法組織判處死刑時受到重大考驗。
白哉在六番隊隊舍供奉有緋真夫人的遺照。在往雙殛出席露琪亞的死刑前，曾對着遺照說「我出發了，緋真」。從遺照可見緋真夫人與其妹頭髮、臉型、眼睛形狀都非常相似。唯獨緋真夫人額前的瀏海在末梢呈現分岔狀。其說話的口氣也較露琪亞溫和。根據官方小說「The Honey Dish Rhapsody」的描述，緋真夫人生前亦非常喜歡甜點。白哉與緋真之間的回憶，亦曾經過改編重製，出現在劇場版三《呼喚你的名字》裡。
動畫第355話新年原創篇中，白哉在露琪亞登台表演新年的祝賀之舞時，將緋真夫人生前表演祝賀之舞期間穿過的和服交給了露琪亞。
在官方小說「The Death Save the Strawberry」的描述中，被认为与露琪亞、白哉间存在确实的羁绊。
阿散井莓花（Abarai Ichika）
千年血戰篇漫畫最終話登場，阿散井戀次和朽木露琪亞的女兒。生日10月28日。
遺傳戀次的紅髮和露琪亞的雙瞳，個性活潑。最喜歡的人是父親，最討厭鬼怪。繼承雙親衣缽，現時為死神見習，其斬魄刀護手的形狀為閃電。在雙親前往一護家裡作客期間，和一勇（一護和織姬的兒子）首度會面。說話時第一人稱為「あたし」，並以「父様」、「母様」、「おじ様」稱呼父母及舅舅。
獄頤鳴鳴篇已成為護廷十三隊十一番隊副隊長斑目一角的學生。似乎繼承了母親露琪亞奇特的審美觀，對於十二番隊隊長涅繭利有著憧憬。偷偷跟著副隊長一行人抵達現世後，獨自聽到了連一護與父親戀次都感知不到的地獄眾鬼所發出的鳴聲，接著和父親遭受已變成地獄獄卒的薩耶爾阿波羅的攻擊，並和其他死神被捲入地獄失衡的事件。
千代
僅在官方小說「The Death Save the Strawberry」登場，為專門隨侍朽木露琪亞的侍女。在空座町大戰結束的第五個月，安排一位理髮師來到朽木家的宅邸，為露琪亞修剪頭髮。

##### 四楓院家
四楓院夕四郎咲宗（Shihōin Yūshirō Sakimune）
配音員（日本）：五十嵐裕美
四楓院夜一的弟弟，有著和夜一相仿的容貌和褐色的肌膚，性格敏感愛哭的少年，非常關心夜一。在夜一和浦原喜助離開屍魂界後，接替姊姊成為四楓院家第二十三代當家。
千年血戰篇，後來在一護等人前往靈王宮阻止優哈巴哈的時候，特地準備大量的道具準備協助夜一，但被喜助告知夜一已先行前往靈王宮而略感失望，之後喜助安慰其準備的道具勢必會派上用場。後偕同喜助協助趕來會合的正副隊長們準備闖進靈王宮的事宜，卻意外讓初次見面的二番隊隊長碎蜂對其產生好感，碎蜂甚至還為此主動自掏腰包，準備零用錢贈與夕四郎。抵達被優哈巴哈改造成「真世界城」的靈王宮，和夜一聯手對抗「D」亞斯金·奈克魯瓦爾。
「瞬閧」
「白打」與「鬼道」融合的戰鬥術，使用者的背和两肩会被高浓度压缩的鬼道包裹，通过爆炸使鬼道与自身手足合一进行战斗。
「瞬閧 爆炎無雙」
「瞬閧」的強化延伸招式，擊中目標的瞬間，引起大範圍的爆炸重創對手。

##### 綱彌代家
綱彌代時灘（Tsunayashiro Tokinada）
小說版「Can't Fear Your Own World」的登場角色。

#### 瀞靈廷居民
大前田希代（Ōmaeda Mareyo）
配音員（日本）：藤田咲
大前田家么女，希千代的妹妹。留著齊瀏海的褐色中長髮，有著翠綠雙眼的清純少女，是唯一沒有遺傳到雙親容貌，亦為目前已知年紀最小的大前田家族成員。經常在希千代放假返家期間要求對方陪她玩耍，但是希千代顧及弄哭希代的後果，所以總是配合她的需求安排行程。
千年血戰篇，後來在瀞靈廷化為看不見的帝國的宮殿時，因為擔心希千代的安危，哭著懇求希千代留在她的身邊，但旋即被星十字騎士團成員「K」畢傑·奈因使用利器刺穿腹部而身受重傷。後與大前田、碎蜂、雛森桃、平子遭遇「H」巴茲比的奇襲，但因為平子施展斬魄刀「逆撫」的能力牽制敵方而逃過一劫。

### 流魂街

#### 志波家
志波家身為前五大貴族中沒落的一支，與瀞靈廷境內的其餘四大貴族：朽木氏、四楓院氏等，互為親戚。志波家僅剩的兩名後人（加上在現世的黑崎家成員4人，共計6人），在西流魂街某一區的的郊外定居，衣衫上「墜天的崩塌旋渦」是其標誌。
志波海燕
海燕是岩鷲及空鶴的大哥，同妻子均曾隸屬護廷十三隊的十三番隊，但兩人都在執行任務期間被藍染創造的改造大虛所殺害。
志波空鶴（Shiba Kukaku）
配音員（日本）：平松晶子；配音員（臺灣）：錢欣；配音員（香港）：林芷筠（DVD版）／莊巧兒（Animax版）
生日：10月1日，身高：170公分，體重：58公斤。整靈，煙火師。岩鷲的姊姊，自父母過身後一直調教弟弟，培養他成為漢子。個性粗暴，只要是她看不順眼的人立刻會給予重擊。繫著頭巾，分成兩束的黑長髮，容貌和已故的兄長 志波海燕相仿，衣著極其性感，墜天崩塌旋渦紋位於紅色短上衣中央，圍著開衩的白色長裙，左臂上有枚「空」字的刺青，右臂的斷肢處（動畫版改成裝置義肢）綁著一柄短佩刀。雖是女性但說話第一人稱用「おれ」，有拿著菸管抽菸的習慣。當她準備前往某處展開行動的時候，則會披著領邊綴有流蘇的白色斗篷。是志波家存活成員中年紀最長的一位。身為流魂街著名的煙火師，是鬼道的大高手，並且繼承了志波家的代代相傳的法術。
與浦原喜助、以及同樣身為流放貴族的四楓院夜一，似乎是交情深厚的舊友。興趣是四處遊蕩、不時更換房子。於第一部劇情出現的房屋，屋前有一雙捏起一條橫額的巨大手臂。
於屍魂界拯救篇冒險用大炮協助黑崎一護一行人越過瀞靈壁，到達彼邊。在一護等人遇難時和西門守衛兕丹坊一同到達，再次伸出援手。事情過後，回到西流魂街郊外，原諒前來為了刺殺志波海燕一事道歉的朽木露琪亞。空座町大戰結束後，空鶴讓矢眮丸莉紗待在她的住處販售現世書籍，並且讓浦原喜助、四楓院夜一及其他欲協助一護恢復死神力量的護廷十三隊成員待在自家地下室，製造能讓一護恢復死神力量的靈刀。另外，她的最新住處兩旁，亦增加了兩尊捉著橫額的高大岩鷲石像。
一護擊敗銀城之後，空鶴救了死後抵達流魂街的銀城空吾、月島秀九郎、沓澤吉里柯。於千年血戰篇協助一護等人前往靈王宮，並指派銀城、月島和沓澤負責協助岩鷲進行能力訓練。目前亦在瀞靈廷協助浦原喜助的(山寨版)火砲發射工作。在《Bleach》官方小說「Can't Fear Your Own World」接受護廷十三隊九番隊副隊長檜佐木修兵的採訪，協助製作灵王护神大战的回忆
破道之六十三「雷吼炮」
放出帶有雷的爆炮。
志波岩鷲（Shiba Ganju）
配音員（日本）：高木涉；配音員（臺灣）：吳文民；配音員（香港）：陳旭明→李建良（DVD版）／李建良（Animax版）
生日：10月15日，身高：182公分，體重：106公斤。整靈。志波家最年輕的成員（如果不算黑崎一護兄妹三人）。頭紮花巾，褲子上有墜天崩塌旋渦紋，左邊眉毛半剃，自稱為西邊流魂街最討厭死神的人。個性豪邁粗魯、和黑崎一護有相似的性格，形容井上織姬為「留著核桃色頭髮的可人兒」。使用武器為隨身攜帶的煙火彈，與姊姊一樣，擅長鬼道。另外，有一山豬坐騎，名叫「小波利」。
屍魂界拯救篇，和一護在街上大打出手，但後來為了一睹殺害他兄長的死神的真面目，甘冒大險，和一護同行前往瀞靈廷救出露琪亞。期間，曾和十一番隊第五席 綾瀨川弓親展開追逐戰，岩鷲用煙火將其炸成輕傷。於懺罪宮前與朽木白哉對戰，身受重傷。在露琪亞拯救事件落幕後，回到西流魂街郊外的住處，被姊姊空鶴以「到後半段不起作用」為由，予以言語和肢體方面的教訓（動畫版則增加志波姊弟在事後招待一護等人用餐，並於動畫原創魂狩篇再次協助一護等人對抗來犯的魂狩）。
經過1年5個多月後，岩鷲不再配戴花巾，原先的短髮亦變成超過頸部的半長髮。為了能夠應對接下來的戰鬥，於千年血戰篇接受空鶴的安排，在銀城空吾、月島秀九郎、沓澤吉里柯的協助下進行能力訓練，趁著一護等人即將前往靈王宮之際，帶著靈王宮的通天圖和眾人會合（此時一護還沒與岩鷲相認）。其後偕同茶渡泰虎幫助一護和織姬脫離追兵。
石波
岩鷲的拿手技能。能將石頭、石牆或是地板，甚至是天花板都化為細砂。能夠用這招來穿越牆壁或是逃跑，甚至能夠將岩石化為大量的細沙來淹沒對手。也能在掉下來的時候將地板變成沙子來減低衝擊力，岩鷲和一護從空中墜入瀞靈廷時曾用這項技能安全降落到地面。
血涙玉
將腰間放著的特製辣椒紅色煙火點燃引爆。爆炸所產生的辣椒紅色煙霧能夠讓敵人遮蔽視線並順便傷害對手的眼睛以及喉嚨。這招的缺點是不能在自己周圍引爆，不然自己也會被辣椒煙霧所傷害。
志波煙火
扔出特製的巨大煙火隨後引爆對目標造成傷害，煙火在對目標造成傷害的同時也能放出美麗的煙火以便眾人觀賞。就算一不小心把煙火的本體扔到水裡（動畫73-74集 魂狩篇），引信還是會點燃然後爆炸。
志波式射花戰段‧旋遍萬花
將無數的小型煙火扔向目標然後全數引爆，煙火的爆炸會向上噴出七道彩虹般的火焰柱。若是剛好擊中目標將會有非常大的傷害。
志波式石波法奧義‧連環石波扇
岩鷲最強的招式。在地上的各處畫出砂之圓圈來佈陣，並在最後畫出最後一個圓圈時拍向地面，讓畫出砂之圓圈周圍的地面全數化為砂子，這些大量的砂子會形成極巨大的砂之海嘯襲向對手，連同附近的岩石、牆壁都一起衝向對手將目標活埋。
金彥＆銀彥（Koganehiko and Shiroganehiko）
日本配音：松本大、三宅健太；配音員（臺灣）：李香生、林谷珍
是志波一族的最後兩名僕人。兩兄弟是雙胞胎，均是彪形大漢。於志波宅門外守衛，同時也從旁幫助空鶴發射大炮、施行煙花術所需的鬼道。在一護、茶渡、雨龍、織姬學習靈珠核的操作方式時，兄弟倆亦曾點出四人個別的靈能特性，並形容一護的靈壓掌控能力糟得不像話。

#### 浮竹家
浮竹十三
配音員（日本）：阪口周平；配音員（臺灣）：于正昇
浮竹駒
配音員（日本）：世戶沙織；配音員（臺灣）：馮嘉德
浮竹見晴
配音員（日本）：富田美憂
浮竹實純
配音員（日本）：古木望
浮竹萩道
配音員（日本）：優希知冴
浮竹花
配音員（日本）：新田日和
浮竹玉
配音員（日本）：長繩麻理亞

#### 流魂街居民
柴田勇一
配音員（日本）：津村真琴；配音員（臺灣）：馮嘉德
死後仍留在現世、成為孤魂的小孩，他的媽媽被連環殺手所害，柴田無意間將殺手推下樓。殺手死後成為虛，繼續折磨亦已死去的柴田。柴田附身在鸚鵡身上，後來鸚鵡被茶渡泰虎拾獲，茶渡、主角黑崎一護及朽木露琪亞協助柴田脫離殺手的威脅，並將他送往屍魂界。柴田入住了西流魂街的民宅，和其他魂魄一同居住、親如家人，但是始終找不回媽媽的魂魄。黑崎一護、茶渡泰虎等人前往屍魂界要救出朽木露琪亞時，曾再次遇上變回小孩形體的柴田。
根據官方小說「The Honey Dish Rhapsody」的描述，露琪亞拯救事件結束後（在動畫中是剛進入屍魂界時），茶渡亦趁著眾人返回現世之前，來到流魂街和柴田相會，並揹著他在流魂街附近散步，柴田形容流魂街的夕陽「比現世還要來得漂亮」。
大老爺（Wolfman Clan Elder）
配音員（日本）：浦山迅；配音員（臺灣）：林谷珍
人狼一族。本名不詳，狛村左陣的祖父，狛村稱呼「大老爺」。身型龐大，頭部中央有道斜向的傷疤，左耳傷殘，留著長毛的年邁巨型犬。個性高傲，認為世界既從未改變，亦無須任何對象致力改變整個世界，將狛村以往試圖掩飾自己容貌的行徑視為族人的恥辱，為了獲得永生不惜將狛村當作犧牲品。
在星十字騎士團從屍魂界撤退後，親自會晤為了習得族人秘儀而前來拜訪牠的狛村，卻因為聽見對方做出「想要拯救並改變這個世界」的發言，認定狛村的行為牴觸牠的價值觀，繼而和狛村爭執。事後要狛村獻出心臟來換取他傳授人狼一族的秘儀「人化之術」，在狛村於戰鬥之後受到「人化之術」的副作用影響完全變成無法言語的狼時，他指出狛村也像其好友東仙那樣被仇恨蒙蔽心智而變成野獸，隨後服用狛村的心臟欲讓自己達到永生的境地。
獨目大神（Mimihagi，東立譯名：耳萩大人）
外型為呈現握拳狀、手背有單眼的右臂，被東流魂街居民供奉的單眼異形土著神，實為久遠前從天而降的靈王右臂化身而成的生物，負責掌管「靜止」。據傳只要供奉者將己身「眼睛」以外的一切事物供奉給祂，將會獲得祂的加護。多年前，浮竹十四郎的雙親為拯救浮竹的性命，將其帶往東流魂街第七十六區「逆骨」的獨目大神祠堂，以奉獻出浮竹的肺臟為代價，令獨目大神將其力量賦予給浮竹，使當時病入膏肓的浮竹成功活了下來。在千年血戰篇，浮竹為了拯救瀞靈廷啟動「神掛」儀式，欲以降臨於己身的右臂之力成為靈王的替身，但卻被優哈巴哈吸收並釋放出大量的奔流侵襲瀞靈廷，之後奔流被藍染所滅。
靈王之力「奔流」
大量的黑色眼珠怪組成，從死神施予的封印中解放的靈王之力，化為無止境的奔流攻擊靈王的敵人——死神。

### 靈王宮

#### 靈王
阿德奈斯（Adonayeusu）
尸魂界的最高统治者，被称為「灵王」（日语：／ Reiō）。最初是為了结束世界走出原初混沌而「诞生」，现在则是作为维持屍魂界、現世、虛圈的存在的“柱石”，安定魂魄大量出入而不安定的屍魂界而存在，平常在靈王宮「靈王大內裏」內休憩。
似乎對黑崎一護有著異樣的執著，也是藍染惣右介想拿下的目標。全身被水晶状物質包覆，双眼各有四个瞳孔，沒有四肢。从零番队的话语中得知似乎有意识存在，但完全没有说话的场景。
左手為「C」佩尼達·帕卡賈，右手為浮竹十四郎體內的獨目大神，心臟為「M」傑拉德·瓦爾基里。另外，过去拥有其指甲的松本乱菊、之后使用崩玉从指甲中制造出虚白使得体内拥有灵王锁结的道羽根奧菈、以灵王碎片为核心制作的产绢彦祢、各个完现术者们都是灵王碎片的持有人需要润色。另外，黑崎一护是否经由虚白成为灵王之指的持有者，因为没有描写而不明。
於千年血戰篇正式登場，靈王在察覺到零番隊將黑崎一護等人帶至靈王宮時從睡眠中醒來，後來猶哈巴赫進入靈王宮後將靈王一刀貫穿，還控制一護使用自己的“死神、灭却师、虚”的合一能力真正將靈王杀死，連織姬都沒法回復，造成屍魂界、現世和虛圈的崩壞。之後猶哈巴赫將死去的靈王和浮竹釋出的右手一併吸收。
戰後零番隊將猶哈巴赫充滿靈王力量的遺體做成新的靈王，據兵主部一兵衛的說法，若出現最糟的狀況得讓黑崎一護作為代替靈王的存在，而他對於沒有出現最糟的狀況感到欣慰。
在正作中，有哈巴赫暗示两人是父子关系，当佩尼达出现属于灵王的意识时，他自称为灭却师。另外，其全身（包括各个部位）和有哈巴赫一样拥有预知未来的能力，不受井上织姬的“事象拒绝”能力影响。
在官方小说《BLEACH Can't Fear Your Own World》中，他被认为是在没有生死界限的原初混沌之海中首次带来“灵魂循环”的救世主。拥有人类、死神、灭却师、完现术者这四个种族的力量，可以说是这些种族的祖先。而过去在混沌的世界中出现了能吃人的虚，如不处理则最终世界将会变成一个大虚。诞生的灵王此时消灭了大虚，从而拯救了世界。然而，虽然不如灵王，但拥有强大力量的五大贵族始祖们，却对这个停滞不前的世界感到不满，因此将灵王封印在水晶中，以实现生死轮回的三界分立。另外，纲弥代家的始祖们因为害怕报复而夺去灵王的一部分躯体（包括掌管前进和静止的双臂）。

#### 王屬特務・零番隊
兵主部一兵衛（Hyōsube Ichibe）
配音員（日本）：楠見尚己；配音員（臺灣）：梁興昌
王屬特務・零番隊首領，稱號「眼和尚」。
特徵是光頭，蓄著相當濃密的雙眉和至胸的鬍鬚，鼻形寬闊，身材高壯，羽織為寬袖式大衣，頸部掛著深紅色的大型念珠，穿著高腳單跟的木屐，性情爽朗、處變不驚的男性，其想法令人捉摸不定，即使黑崎一護稱呼他為「禿頭佬」也不會生氣。有著相當驚人的力道，即便僅是稍微出拳教訓指定對象，也能讓對方當場口吐白沫不支倒地。當初被靈王改變身體而殘留的痕跡位於手臂。其被靈王賦與的名稱「眼和尚」，又換寫為「真名呼和尚」（「眼」與「真名呼」在日語為諧音），為最初替屍魂界所有事物起名的關鍵人物，故對每位死神的斬魄刀真名瞭若指掌。一旦開始認真的時候，神情會變得十分猙獰駭人，能運用靈力釋放出巨大的手掌和腳，如技能「千里通天掌」。本身擁有即便被敵人炸碎身軀，僅需他人呼喚其名，便可取用該對象部分力量自動復活的強大再生能力，亦可在身軀粉碎時將意念傳至當事人心裡，缺點是藉由此能力復活後，會需要一段時間令力量逐漸復原。
千年血戰篇，在看不見的帝國的軍隊撤退後，遵照靈王的旨意重建護廷十三隊，負責帶領一護前往靈王宮，並表示利用靈王宮的超靈術就能將已經斷裂的「天鎖斬月」修復成接近原本的威力。一行人進入天柱輦後在志波空鶴的花火大砲的發射下順利抵達目的地。其後在戀次和露琪亞逐步適應其管轄的零番離殿的環境時主動上前關切對方，決定讓前兩者前往零番離殿裡的房間跟隨他進行修業，順勢告知戀次攸關其斬魄刀真正的卍解名稱，以及露琪亞的斬魄刀的真正能力。及後於瀞靈廷化為冰之宮殿的三個小時後，和其他零番隊成員目送完成靈王宮所有修練階段的一護離開靈王宮，並察覺到前者的心態和實力都有明顯成長。後於優哈巴哈、「B」雨葛蘭·哈斯沃德、石田雨龍等人進攻靈王宮之際，奉命隱藏真正的靈王宮，但隨即被揭穿偽裝，轉而迎戰優哈巴哈和其餘星十字騎士團成員。之後優哈巴哈踏上靈王宮，親自抵擋優哈巴哈，但最終仍被優哈巴哈運用能力「全知全能」破解招式，全身炸裂慘死。在一護趕回靈王宮請他直呼其名借助能力復活，拜託一護阻止優哈巴哈殺死靈王。但是在一護與他人離開後卻說出了令人匪夷所思的話語。
斬魄刀『一文字』（Ichimonji）
解放語『染黑吧！一文字！』。
平時外觀為巨大毛筆，能用其毛筆來施展類似鬼道的法術，如在靈王宮上寫個「隱」字就能將靈王宮隱蔽，寫個「封」就能創造一個令人無法通過的結界。解放前毛筆能力為「斬名不斬肉」，能攻擊到對手還能消減其一半的力量。解放後毛筆前端的筆頭會變化為刀刃，能力仍為「斬名不斬肉」但延伸出能將被刀刃觸及的黑色事物「失去名字」，如對方的武器失去名字就無法發揮其力量，連優哈巴哈都無法以「篡奪聖壇」來奪取其力量。
真打『白筆一文字』（Shirafude Ichimonji）
其「真打」以最新的說法就是「卍解」，是遠在世上出現卍解之前就誕生的進化斬魄刀。能在被始解的一文字抹去名字的事物上「刻下新的名字」，如在施展對象身上刻下「黑蟻」，則該對象會變得像螞蟻般脆弱無力，但對優哈巴哈的能力「全知全能」完全不起作用。
技『不轉太殺陵』（Futen Daisatsuryō）
僅能在「真打」狀態使用，使用此技時，兵主部一兵衛會揮動『白筆一文字』，將範圍內的事物染黑，然後飲下些許黑色的墨，持續詠唱咒語並在地面畫出陣法，最後將變出黑色的陵寢和墓碑群，吸收敵方身上的黑色，令對方的血肉骨骸乃至於一切漆黑地徹底崩解化為虛無，但對優哈巴哈的能力「全知全能」完全不起作用。
技『千里通天掌』（Senri Tsūtenshō）
運用靈力釋放出巨大的手掌將目標打飛並燒毀其喉嚨，而手掌在擊中目標後還會再返回攻擊。
鬼道
技「縛道之六十二 百步欄干」
以疾駛的光棒捉住對方。
技「裏破道 三之道「鐵風殺」」
凝聚靈力從掌中釋放出巨大的龍頭，龍口中並吐出強大的颶風。
麒麟寺天示郎（Kirinji Tenjiro）
配音員（日本）：志村知幸；配音員（臺灣）：曹冀魯
王屬特務・零番隊第一官「東方神将」，稱號「泉湯鬼」，零番離殿「麒麟殿」的管理者。
臉型消瘦，蓄著末端呈現勾狀的飛機頭，神情冷漠，不時將草桿啣在嘴邊，著長袖短衣狀的羽織，沒有穿死霸裝，習慣敞開上衣的男子。其性格放蕩、有些急躁，在入侵了靈王宮的優哈巴哈口中稱為「零番隊第一官」，有著「雷迅天示郎」的「東方神將」的稱號，精於醫術且身手敏捷，可在碎蜂無法察覺的狀態下，瞬間移動至對手的後方藉此牽制其行動。面對靈王與零番隊以外的對象時，特別容易表現出驕傲的態度，但往往會被其他零番隊成員教訓。擅長運用溫泉療法為重傷患療傷，也能在戰鬥時啟動宮殿裡的機關，引出凝聚血與靈壓的特製滾燙溫泉水發動攻擊。卯之花烈的醫術正是由他親自指導，亦是唯一直接稱呼卯之花名字的對象。
千年血戰篇，在看不見的帝國的軍隊撤退後，持著旗幟並跟隨零番隊的成員和護廷十三隊諸位隊長會面時，便對於卯之花烈沒能在敵軍進攻瀞靈廷時、及時醫治眾多死神的作為感到不滿，並且對碎蜂貿然頂撞他們的舉動做出警告。隨即在抵達靈王宮沒多久，將身受重傷的一護、白哉、戀次、露琪亞帶往自己管轄的麒麟殿進行治療，並以拳頭試探一護和戀次的傷勢後，委託兩名部下將前兩者彈飛至別處，還暗地道出一護是個相當了不得、連靈王亦為之執著的「狠角色」。及後於瀞靈廷化為冰之宮殿的三個小時後，和其他零番隊成員目送完成靈王宮所有修練階段的一護離開靈王宮。
後於優哈巴哈、哈斯沃德、石田雨龍進攻靈王宮時出面迎戰，率先解決「影之領域」帶來的旗下士兵，但在攻擊優哈巴哈時被「W」尼昂索·華索使用「迂迴曲折」的能力干擾，之後運用自己調製的紅溫泉替二枚屋王悅療傷，但最終不敵優哈巴哈親衛隊的攻勢而被重創敗北。據官方小說《Can't Fear Your Own World》表明，零番隊員全體的靈脈與其離殿已經幾乎是融合的狀態，因此只要離殿不徹底毀滅就能通過被呼喚名字而恢復到能夠走路的程度。
斬魄刀『金毘迦』（Kinpika）
解放語『天照一閃！金毘迦！』。
一把套著寫有「きらんむ」字樣木製刀鞘，形狀似船槳的長柄刀，解放時天示郎會拆下刀鞘，刀刃會閃耀著金色的光芒，能力未知。
曳舟桐生（Hikifune Kirio）
配音員（日本）：恒松步；配音員（臺灣）：馮嘉德
王屬特務・零番隊第二官「南方神将」，稱號「穀王」，零番離殿「臥豚殿」的管理者，為義魂丸的創造者。
浦原喜助的上一代十二番隊隊長，亦為猿柿日世里尊敬的對象，暱稱日世里為「小日世里」，平子真子則尊稱她「桐生小姐」。將紫色頭髮梳成傳統髮型，配戴鍋鏟般的髮飾，雙頰有著漩渦紋，塗著黑色唇彩，綁著兩條腰帶，體型豐腴的女士。過去因研發出將「暫時魂魄」置入體內的技術，從而奠定「義魂丸」的開發基礎，於第一部劇情的110年（第二部劇情的112年）前升進到王屬特務，由浦原喜助擔任下一代隊長。性情開朗友善，時常面帶和藹笑容，喜歡吃東西，而且擅長製作含有靈魂精隨的料理。據平子所言，其容貌與體型已和百餘年前的模樣相差甚遠，桐生表示因為她製作蘊含靈魂精隨的料理時會用盡自身的所有靈壓，使她的身材在料理完成後激瘦下來，因此必須累積相當程度的熱量才能應付所消耗的靈壓。當她耗盡靈壓變瘦時會變成留著紫色波浪長髮的巨乳美女，連一護和戀次都對她的外型變化感到十分驚訝。武器為大型飯匙（缩小后会出现刀刃）。
千年血戰篇，在看不見的帝國的軍隊撤退後，和護廷十三隊諸位隊長會面。一行人進入天柱輦後在志波空鶴的花火大砲的發射下順利抵達靈王宮，親自製作蘊含靈魂精髓的料理招待先行康復的一護、戀次（魂也同行）和後來抵達臥豚殿的露琪亞與白哉，幫助四人提升靈力階層，向前四者說明零番隊成員的概況，將其送往二枚屋王悅所在的鳳凰殿。及後於瀞靈廷化為冰之宮殿的三個小時後，將特製的飯糰交給完成靈王宮所有修練階段的一護，和其他零番隊成員目送前者離開靈王宮。
後於優哈巴哈、哈斯沃德、石田雨龍等人進攻靈王宮時出面迎戰，但最終不敵優哈巴哈親衛隊的攻勢而被重創敗北。據官方小說《Can't Fear Your Own World》表明，零番隊員全體的靈脈與其離殿已經幾乎是融合的狀態，因此只要離殿不徹底毀滅就能通過被呼喚名字而恢復到能夠走路的程度。
技『生命柵欄』（Cage of Life）
運用自己的身體創造樹的種子「產槈」，讓種子吸收自身的靈壓迅速成長茁壯，變成監牢般的樹籠困住對手。成長後的樹群可吸收範圍內的靈子，甚至是將對手的靈子攻擊作為養分使樹枝加速成長。
二枚屋王悅（Nimaiya Oetsu）
配音員（日本）：上田燿司；配音員（臺灣）：李世揚
王屬特務・零番隊第三官「西方神将」，稱號「刀神」，零番離殿「鳳凰殿」的管理者，為斬魄刀的創造者。
蓄著部份過頸長度的黑色龐克捲髮，其餘的短髮為淺綠色，配戴寬框的太陽眼鏡，習慣將耳機掛在頸部，還穿著草綠色的襯衣和拖鞋，羽織呈現無袖長襬狀，時常露齒而笑的男性。個性極度熱情、愛好嘻哈風，說話不時夾雜英文和重複自己的名字，自詡為「最受歡迎的零番隊隊士」，喜愛拿他人開玩笑，與魂十分投合。能從雙手製造出靈子的圓圈來束縛住對方，並將其強制送離屍魂界。當他準備鑄造斬魄刀的時候，則會基於工作考量特地摘下自己的太陽眼鏡，並使用髮圈固定後方的頭髮。因為不喜歡自己那過於落魄的宮殿，因此自行搭建裝潢華麗的分殿，讓大量的實體化斬魄刀（皆為女性）待在此處負責迎接訪客。雖然平時看似相當隨興，然而當他開始處理有關斬魄刀的問題時，態度就會變得格外認真，認為不愛護斬魄刀的「雜碎」和假死神沒有握刀的資格，並深諳迄今為止所有淺打的所在之處。據王悅本人所說，屍魂界開闢以來從來沒有不拿他打造的淺打就能讓自己的斬魄刀徹底覺醒的死神。暱稱一護、戀次、魂為「小黑崎（一護）」、「小一」、「小阿散井（戀次）」、「小布偶」，對於親自創造的女性實體化斬魄刀，則是用「甜心」、「親愛的」來暱稱她們。
千年血戰篇，在看不見的帝國的軍隊撤退後，和護廷十三隊諸位隊長會面，趁著一護、戀次、魂抵達鳳凰殿的時候藉機戲弄他們，旋即帶領前三者抵達鳳凰殿的本殿，將「天鎖斬月」和「蛇尾丸」的刀身敲成碎片，並要求一護等人活著逃出充斥實體化「淺打」的房間才肯幫助他們修復斬魄刀。後來隨同梅菈再次抵達鳳凰殿本殿驗收成果時，發現一護已經身受重傷而不支倒地、但同樣受傷的戀次仍能安穩地站在房間裡，遂宣布戀次正式通過他的測驗，將未能通過考驗的一護直接遣送出境。待一護理解自己的身世後，王悅派遣梅菈將前者帶回鳳凰殿，發現所有的淺打竟自動向一護俯首下跪而感到震驚，正式同意協助一護、戀次和隨後抵達鳳凰殿的露琪亞及白哉重鑄全新的斬魄刀。
後於優哈巴哈、哈斯沃德、石田雨龍等人進攻靈王宮時出面迎戰，一度殺死優哈巴哈親衛隊，但隨後這些人被聖別救活，最終他被「X」利捷·巴羅射穿左手臂及心臟。據官方小說《Can't Fear Your Own World》表明，零番隊員全體的靈脈與其離殿已經幾乎是融合的狀態，因此只要離殿不徹底毀滅就能通過被呼喚名字而恢復到能夠走路的程度。
斬魄刀『鞘伏』（Sayabuse）
不是王悦自己的斩魄刀，仅为无能力的浅打，虽外觀和其他普通斬魄刀無分別，但實為擁有極高鋒利度和滑順度，無論怎麼揮砍都不會損毀，連血液也無法沾染的刀刃。當持刀者將刀柄握緊並豎直刀身的時候，甚至可劈開高靈子濃度的攻擊。由於其刀刃特性無法做出合適的刀鞘，只能放置於裝著凍狀液體的隨身箱，故被王悅視為失敗作並留在靈王宮，王悅戲稱此刀為「會讓磨刀維生的人沒飯吃的刀」。
修多羅千手丸（Shutara Senjumaru）
配音員（日本）：佐藤利奈；配音員（臺灣）：錢欣郁
王屬特務・零番隊第四官「北方神将」，稱號「大織守」，為死霸裝的創造者。
留著側分齊瀏海的黑色中長髮，配戴繁複的金色髮飾，披著鑲有扣環的白色披掛，容貌標緻，膚色蒼白，有著六隻骷髏手臂的典雅女子。個性從容鎮定，說話第一人稱為「妾身」，將意圖反抗靈王的藍染惣右介視為「惡之化身」。可藉著自身的靈力在地面漂浮，甚至能在不依靠任何工具的情況下，自行解開技術開發局的門鎖。每當零番隊成員擺出登場陣勢的時候，她還會使用其他樂器（包含太鼓、長笛、喇叭、三味線）鼓動現場的氣氛。當她準備替其他死神測量死霸裝的尺寸的時候，會要求該對象褪去全身的衣物（包含貼身的內衣褲）供其量身，但若是不願配合她的對象則會語帶威脅地要求對方配合她的指令（戀次曰「地獄般的裁縫」）。似乎和涅繭利處於交惡狀態，有時還會當著後者的面前調侃對方，被涅繭利評為「盡幹些瞧不起人的事的傢伙」。屍魂界現有的警戒制度「修多羅等級」正是取自她的姓氏。本身習慣在戰鬥時用針線佐布匹的方式牽制敵人，亦可用大量的特製布匹創造出替身和假冒的場景。
千年血戰篇，在看不見的帝國撤退後，自行取走置於技術開發局已經斷裂的「天鎖斬月」，將身受重傷的白哉、戀次、露琪亞和「天鎖斬月」放進特殊的球體裡，帶往靈王宮進行治療（修復），協助一護、戀次、露琪亞、白哉製作全新的死霸裝。及後於瀞靈廷化為冰之宮殿的的三個小時後，開啟通往瀞靈廷的螺旋階梯，和其他零番隊成員目送完成靈王宮所有修練階段的一護離開靈王宮。
後於優哈巴哈、哈斯沃德、石田雨龍進攻靈王宮時出面迎戰，運用布匹創造假的靈王宮，帶領著靈王宮士兵阻擋對方，並以「極致之衣」將「W」尼昂索·華索殺死，但被「M」傑拉德·瓦爾基里和「X」利捷·巴羅聯手重創，隨後揭露受到重創的其實是替身，但最終不敵優哈巴哈親衛隊的攻勢而被重創敗北。據官方小說《Can't Fear Your Own World》表明，零番隊員全體的靈脈與其離殿已經幾乎是融合的狀態，因此只要離殿不徹底毀滅就能通過被呼喚名字而恢復到能夠走路的程度。
斬魄刀『刺絡』（Shigarami）
始解後的刀將變成針的樣貌，使用針尖釋出無盡的靈子絲線來操控縫合過的對象。
卍解『娑闥迦羅骸刺絡辻』（Shatatsu Karagara Shigarami no Tsuji）
以其他三名神將的性命解除盟約，方能解放卍解。一座巨大的織布機、數座小門與無數布匹構成一處橢圓狀的空間。依據對手數量與特性，千手丸能釋出不同的布匹束縛敵人，更能具現布匹上的花紋用以攻擊。
技『死出六色浮文機』（Shide no Rokushiki Ukimon no Hata）
技『極致之衣』（Ōken Clothing）
將穿有絲線的針持於手裡，趁對方無法察覺時，迅速地重新縫紉該對象的衣服，使其被重新縫製的衣料困住無法動彈，進而被多枚尖刺貫穿身軀。被改造後的衣服，還會多出零番隊的象徵隊花圖樣。

#### 零番離殿
數男＆數比呂（Kazuo and Kazuhiro）
配音員（日本）：山本祥太＆丹澤晃之；配音員（臺灣）：吳文民＆林谷珍
麒麟寺天示丸管理「麒麟殿」的部下，為兩個配戴眼鏡外貌相似的壯碩男子。在一護等人浸泡療傷溫泉的時候，奉麒麟寺天示郎的命令，穿著防護湯衣將一護壓進溫泉池裡但反被踹了一腳。後來在一護、戀次離開時，兩人對於前者能夠在全裸狀態浸泡療傷溫泉還能毫髮無傷而感到意外。
燧島梅拉（Hiuchigashima Mera）
配音員（日本）：大地葉（日本）；配音員（臺灣）：錢欣郁
二枚屋王悅管理「鳳凰殿」所創作的實體化斬魄刀之一，綁著俐落的髮辮，瀏海覆住右眼，眼角邊緣抹有眼影，穿著綴有毛邊衣領的短衣，個性強勢的少女。能從嘴裡瞬間噴射大範圍的火焰。尊稱二枚屋王悅為「主公大人」，並不時吐槽對方的舉動。在一護、戀次、魂抵達逢鳳凰殿沒多久，出手教訓正在和其他實體化斬魄刀取笑前三者的王悅，並親自將一護等人帶往本殿展開訓練。在訓練結束後，受王悅之令將未合格的一護抓住，但反被對方直接脫困。直到一護透過一心理解自己的身世之謎，才奉王悅的命令抵達現世將前者帶回鳳凰殿，和其他實體化斬魄刀協助王悅重鑄一護的斬魄刀。
砥川時江（Tonokawa Tokie）
配音員（日本）：中村櫻（日本）；配音員（臺灣）：馮嘉德
二枚屋王悅管理「鳳凰殿」所創作的實體化斬魄刀之一，留著綁成髮髻的側分黑髮，身著附有袖套且右邊裙襬開衩的繞頸長裙裝，雙眉自然下垂的女性。個性平靜溫婉但相當討厭麻煩，對於自已經常被王悅使喚感到頗有微詞，專門在王悅鑄造斬魄刀時，負責用手邊的容器，將水槽裡的水量添加到滿為止。在一護順利地通過王悅的考驗後，和其他實體化斬魄刀協助王悅重鑄一護的斬魄刀。
鑿野乃乃美（Nomino Nonomi）
配音員（日本）：小澤亞李（日本）；配音員（臺灣）：錢欣郁
二枚屋王悅管理「鳳凰殿」所創作的實體化斬魄刀之一，留著蓬鬆的捲髮，身材瘦小，有著閃亮的雙眼，穿著短衣裙的少女。習慣尊稱時江為「時江小姐」。經常在時江抱怨工作內容的時候，指正後者的工作態度。在一護順利地通過王悅的考驗後，和其他實體化斬魄刀協助王悅重鑄一護的斬魄刀。
箸原蓮花（Hashihara Hasuka）
配音員（日本）：高森奈津美（日本）；配音員（臺灣）：江欣怡
二枚屋王悅管理「鳳凰殿」所創作的實體化斬魄刀之一，綁著雙髮辮，身穿連身短衣裙，腰帶繫成「∝」形狀的巨乳女性。個性活潑好動，能夠自由地控制自己的頭髮，藉此傳遞王悅鑄造斬魄刀所需要的物品。在一護順利地通過王悅的考驗後，和其他實體化斬魄刀協助王悅重鑄一護的斬魄刀。
槌宫罪子（Tsuchimiya Tsumiko）
配音員（日本）：田邊留依（日本）；配音員（臺灣）：馮嘉德
二枚屋王悅管理「鳳凰殿」所創作的實體化斬魄刀之一，留著覆蓋右眼的黑色中長髮，雙眼以下的臉孔被繃帶遮住，身著繃帶般鬆垮的斜肩長袖連身衣裝，沉默寡言的女性。專門在王悅鑄造斬魄刀時，摘下自己的牙齒，使其化作黑色的長柄鐵槌，做為王悅鑄造斬魄刀的工具。在一護順利地通過王悅的考驗後，和其他實體化斬魄刀協助王悅重鑄一護的斬魄刀。
其他女性實體化斬魄刀
配音員（日本）：相川奈都姬、菊地瞳、澤田美晴、清水彩香、宮島惠美；配音員（臺灣）：錢欣郁、馮嘉德、江欣怡
本名不詳，為二枚屋王悅創作的大量實體化斬魄刀，皆為身材曼妙的女性，專門在鳳凰殿的分殿迎接來訪的客人。當二枚屋王悅要求一護和戀次擺出雙腿岔開的倒立姿勢並對其拍照存證時，還當面取笑後兩者擺出倒立姿勢的模樣。

## 虛圈

### 虛圈領導層
藍染惣右介
配音員（日本）：速水獎；配音員（臺灣）：李香生→曹冀魯；配音員（香港）：葉偉麟→陳冠宏（DVD版）／黎景全（Animax版）
護廷十三隊五番隊隊長（屍魂界篇） → 虛圈統治者（破面篇）。
本作『屍魂界篇』及『破面篇』的幕後黑手。
市丸銀（Ichimaru Gin）
配音員（日本）：遊佐浩二；配音員（臺灣）：劉傑→于正昇；配音員（香港）：何偉誠→蔡忠衛→李建良（DVD版）／陳振聲（Animax版）
護廷十三隊五番隊第三席 → 五番隊副隊長 → 三番隊隊長（屍魂界篇） → 虛圈幹部（破面篇）。
生日9月10日，身高185公分，體重69公斤。
淺紫色短髮、眼睛幼細及有淺藍色瞳孔（動畫版第48集睜眼時為紅色），說話帶有京都腔。平時總是以笑臉示人，卻是個自喻為「是一條蛇，肌膚冰冷，沒有感情，只是尋找獵物並將其一口吞下」的人。喜好柿子、觀察人群。在動畫版的死神黃金圖鑑擔任「破面大百科」的講解者。
流魂街極窮苦地區出身，和十番隊副隊長松本亂菊是小時候的朋友，關係非比尋常，幼年在屍魂界境內的某座山上流浪時，遇見瀕臨餓斃的松本亂菊，給了塊柿餅讓她充飢，並將與亂菊相遇的日子定作她的生日，兩人共同生活了一段時期，後來某次撿柴途中，無意間目睹當時持有崩玉的藍染，與三位死神合謀行動的畫面，同時見到負傷的亂菊倒在林間空地上，促使其後市丸銀主動離別，他不想再讓亂菊哭泣，決定要當上死神並改變死神。
在年紀及資歷上，市丸銀與朽木白哉都是同時期上任的新科隊長，他在110年前被稱天才兒童，但市丸銀和貴族名門出身的白哉相比，兩人的出身是天壤之別。從真央靈術院畢業並加入護廷十三隊後，銀便殺害了當時的五番隊第三席官，因而獲得藍染的欣賞，與藍染、東仙合謀陷害當時的假面軍勢成員。銀待在藍染身邊幾十年是為了從對方口中套出迴避其斬魄刀「鏡花水月」能力的方式，並一直等待機會殺害藍染。在任隊長時期，相當信賴副隊長吉良井鶴，而井鶴亦認為銀是個「外表容易被人誤解，實際上內心相當溫柔」的對象。三番隊的隊舍迄今仍留有銀在任隊長時期所種植的柿子樹。
為了阻擋黑崎一護等人進入瀞靈廷，而斬斷門衛兜丹坊的手臂。朽木露琪亞被送往處刑台前，銀曾挑起露琪亞活下去的希望，但又改口說是謊言，令露琪亞瞬間崩潰。在藍染裝死後，故意令雛森桃懷疑自己，挑起其副隊長吉良井鶴和五番隊副隊長雛森桃的打鬥，企圖令雛森死亡，幸得雛森的青梅竹馬、十番隊隊長 日番谷冬獅郎阻止，隨後在帶吉良逃獄時，使計令日番谷和雛森自相殘殺，失敗後與日番谷展開激烈交戰，在即將殺死雛森之時，遭亂菊擋刀而收刀離開。在處刑台受藍染命令殺害露琪亞，反被白哉擋下攻擊。之後與藍染和東仙叛離屍魂界，在逃往虛圈時對松本道別，一改平日玩味性的語氣「有點可惜呢！能被妳抓久一點就好了，再見了亂菊，對不起」。事後亂菊形容他「最大的壞習慣就是經常不告而別」。
跟隨藍染到現世與護廷十三隊以及隨後的假面軍勢交戰，攔腰截斷了猿柿日世里的身軀（動畫版改成刺穿日世里的腹部），使出卍解『神殺槍』與黑崎一護展開激烈交戰，與藍染抵達位於屍魂界的空座町，將前來質問的亂菊用鬼道「白伏」擊暈，趁著與藍染會合的空檔碰觸鏡花水月並反過來持刀襲擊藍染，試圖取走從藍染身上的崩玉，但最後反遭重創倒地，死前感嘆沒能將亂菊被奪走的東西還給她，將擊敗藍染的期望托付在一護的身上。身故之後沒有留下任何東西。
銀的行動是為了松本亂菊，但他除了離開屍魂界前得以對亂菊表示歉意之外，直到身故之前都沒能親口向亂菊傾訴他的心意（和亂菊從小就認識並互相喜歡）。空座町大戰結束後，銀被屍魂界高層判定罪行過重不得安葬於瀞靈廷內，因此亂菊出資將銀葬在兩人相遇的地方——東流魂街六十二區「花枯」以示哀悼。後來井鶴與亂菊在戰後相約飲酒時，對他生前的境遇感嘆不已，但兩人亦決定要努力活下去，以作為讓銀留在他們身邊的唯一方式。
作者在附錄特典集賦予市丸銀的關鍵詞為「蛇」。
斬魄刀「神鎗」（Shinsou）
解放語「射殺他、神鎗!」
直接攻擊系，看似平凡的短刀，實際上可以伸縮、變化其長度，增強其攻擊速度與力道，如鞭一樣使用，最大伸展極限為神鎗的100倍長，因此又稱百本差。
卍解「神殺槍」（Kamishininoyari）
擁有極高的伸縮速度和強大的斬擊力，刀身會在伸縮的瞬間變成灰，刀的內部具有能夠溶解細胞的劇毒，刺中對手再收回刀時，使一部分劇毒的灰殘留在對手的體內。
技「槍紗雨」
像雨一樣地降下大量的長槍。
技「無踏」（Buto）
瞬間極速地伸縮神殺槍貫穿對手。
技「無踏連刃」（Butorenjin）
極速地不斷伸縮神殺槍把對手瞬間刺成粉碎。
「千反白蛇」
讓白布在自己和對手的四周旋轉並移動的招式。
「白伏」
破道與縛道的組合，使在混濁光裡的對手的意識一時間陷為昏睡狀態。
東仙要（Tosen Kaname）
配音員（日本）：森川智之；配音員（臺灣）：林谷珍；配音員（香港）：陳冠宏（DVD版）／陳旭恆（Animax版）
護廷十三隊九番隊第五席 → 九番隊隊長（屍魂界篇） → 虛圈統括官（破面篇）。
生日11月13日，身高176公分，體重61公斤。
失明人士，黑色或棕色人種；黑髮雷鬼頭（動畫為紫色），佩戴護目鏡，橙色圍領髮飾。和平主義者，和狛村左陣是好友關係。非名門出身的東仙要，會成為死神是因為一個頗具正義感的女性死神友人歌匡，歌匡因為和身為四大貴族分家的無情丈夫發生口角遭殺害，但是其丈夫因為貴族身分躲過法律制裁，因此他發誓要繼承歌匡的遺志「維護正義」，實則藉著成為死神為歌匡復仇。喜好筑前煮、烹飪。通信集編輯長兼專欄作者。
名言和座右銘：「我想要力量，我想要能實現和平的力量，如果光有正義不夠的話，我願意成為那名為正義的東西。然後將世上所有的邪惡，像驅散雲層一樣的消去，賭上我所有的正義。」其為隊長時曾教導副隊長 檜佐木修兵「不畏懼己所持之劍者，沒有持有劍的資格」。根據修兵的描述，東仙在任隊長時期是個事必躬親的男人，除了運用編輯長的特權令「瀞靈廷通信集」無論人氣高低都不會停刊以外，東仙本身亦相當擅長烹飪，還曾親自執筆在瀞靈廷通信集裡撰寫烹飪專欄。
在升任九番隊隊長之後一直與五番隊隊長 藍染、三番隊隊長 市丸合謀。屍魂界篇，東仙施展「清蟲」的聲波讓石田雨龍昏迷倒地，還連絡救護班將雨龍送至醫務所進行治療。其後和狛村合作與幫助「旅禍」（黑崎一護等人）的更木劍八展開激烈交戰，在自己的卍解『清蟲終式‧閻魔蟋蟀』中被劍八擊敗，後來跟隨藍染和市丸叛變至虛圈（造型有改變）。當葛力姆喬·賈卡傑克擅自帶領從屬官襲擊空座町後，東仙命令葛力姆喬回到虛夜宮，並且在稟報過程中，揮刀砍下葛力姆喬的左手臂，還用鬼道將其粉碎以作為警告。
空座町大戰中，與藍染、市丸、以及破面軍團抵達空座町，迎戰護廷十三隊，而東仙從藍染處取得「虛化」的能力，「虛化」後實力大增，一招擊倒了修兵，其後以「歸刃」『清蟲百式‧狂枷蟋蟀』與「卍解」『黑繩天譴明王』狛村展開激烈交戰，以『九相輪殺』一擊擊倒狛村，但因「歸刃」後重獲視覺使其在察覺靈壓的敏銳度不如以往，被修兵從背後斬傷喉部。他以殘存虛化恢復的視力端詳狛村與修兵的面貌，但隨即遭藍染殺害，連屍體都沒有留下。事後藍染提及自己殺害東仙，是對願意效忠他的東仙賜與的「最高的慈悲」。
斬魄刀「清蟲」（Suzumushi）
解放語「鳴叫吧，清蟲!」
護手呈現寬水滴型，綴有一枚圓環。能產生像超音波一樣的聲波弄傷對方使之昏厥，無型態變化。
技「清蟲二式‧紅飛蝗」（Suzumushi Nishiki Benihikou）
將「清蟲」的刀身在自己的周圍旋轉，產生出的無數殘影形成無數的尖銳刀刃，襲向對手的瞬間將目標的軀體破壞殆盡。
卍解「清蟲終式‧閻魔蟋蟀」（Suzumushi Tsuishiki Enmakoorogi）
創造一個空間，將敵人除觸覺以外的五感全部抹殺。一旦被對方握住『清蟲』的刀身，該對象被剝奪的四感（視覺、聽覺、嗅覺、靈壓感）就會立即恢復。
「虛化」
頭部面具呈球形，因為本身眼盲，面具沒有五官的分別，虛化覆蓋範圍從頭部延伸到雙肩與胸膛，並且在頭部中央、雙肩、兩邊鎖骨與胸膛各有一道凹槽。
能力「超速再生」（Speeding Regeneration）
除了腦和內臟器官外，其餘身體構造都能瞬間再生。一旦內臟被破壞，超速再生就會失效，肉體也會崩壞成灰。
歸刃「清蟲百式‧狂枷蟋蟀」（Gillado Grillo）
刃後變成一隻類似蒼蠅的蟋蟀，除了頭部以外的軀幹全變成黑色，長有一條尾巴，兩對翅膀，肩膀各有一隻纏著鍊條的角，並且伸出六隻腳，胸前有虛洞，歸刃時能讓東仙恢復視覺。
技「九相輪殺」（Los Nueve Aspectos）
發出高壓的破壞超聲音摧毀眼前的一切事物，威力十分強大。
「虛閃」（Cero）
其虛閃由雙眼發出，顏色為綠色。
「千反白蛇」
讓白布在自己和對手的四周旋轉並移動的招式。
破道之五十四「廢炎」
放出盤狀的火焰燒盡對手。
縛道之七十七「天挺空羅」
張開靈壓作網狀搜索，對周圍對象的位置傳達訊息。對像外的人也能感受到靈壓的震動，但不能竊聽。

### 破面
藍染惣右介透過崩玉使虛變成破面。破面是獲得了死神能力的虛的代稱，特徵是面具破裂，露出了人類的面孔，並且攜帶斬魄刀。破面的服裝主體為白底黑邊（部分破面服裝有黑色腰帶），並且穿著黑底白邊的鞋子。等級越高的虛成為破面時，姿態越接近人類，解放後的型態變化程度更小。
其中十刃（Espada）是透過「崩玉」轉生而成的破面中選拔出來具有優越殺戮能力的佼佼者（只有No.1和No.4是自行破面），擁有災難性的破壞力量。

### 虛
在本作中登場惡靈的總稱，本章節記載故事中有特別提及的虛。
Fishbone D
故事開始襲擊黑崎家的虛，露琪亞為除掉祂，反而身受重傷，故決定將死神的力量傳給一護，最後它被獲得死神力量的一護用斬魂刀淨化。
修利卡
配音員（日本）：江川央生；配音員（臺灣）：李香生
追殺柴田勇一的虛，能夠從利用舌頭牽制對方行動，並且能從口中吐出大量水蛭作為攻擊手段。生前是犯下多起殺人案件的男子，某日遇上柴田母子對他們下手，導致柴田勇一的母親為了保護勇一而喪命，後來勇一拉扯到殺手的鞋子，使得殺手因此墜樓死亡，但是殺手死後變成虛繼續折磨已身故的勇一，並對勇一誆稱只要能待在鸚鵡的體內長達三個月，就能讓勇一的母親復活，還殺害那些試圖保護勇一的相關人士。露琪亞試圖與茶渡聯手擊敗他，反而因此陷入苦戰。及後一護趕到現場用斬魂刀擊穿他的頭部，因為他生前犯下的罪孽過於重大，最後被拖入地獄。
Grand Fisher
配音員（日本）：茶風林；配音員（臺灣）：李香生（虛）、林谷珍（破面）
殺死一護母親真咲的虛，專門隱藏自己的形體，將頭上的誘餌營造成活人的形象，藉此引來其他活人並覓食人魂，於故事前期被死神視為極度危險的對象。第一部劇情的6年前，Grand Fisher將自己的誘餌變成小女孩的模樣，待在小野瀨川的河堤邊企圖引誘獵物上鉤，令真咲為了保護受其引誘的一護而遭到殺害。在黑崎家掃墓時，現身襲擊遊子和夏梨，並且在和一護交手時，將誘餌變化成真咲的模樣試圖迷惑對方，反被一護重創並逃離現場。後來經由藍染惣右介的實驗，於破面篇演化成仿破面來到現世，遇上一護的父親黑崎一心，並且提到一護是「真血」。最後被死神狀態的一心用「剡月」砍中身體而一刀斃命。
Numb Chandelier
配音員（日本）：澤海陽子；配音員（臺灣）：馮嘉德
石田使用吸引虛的誘餌而被引到現世的其中一隻虛。身上長著多枚觸手，有著心形雙眼，說話語氣相當猥褻，能夠藉著射出頭上的種子，操控他人的肢體行動。在學校現身襲擊織姬等人，藉著操控男性學生的行動，準備對織姬做出猥褻的舉止。雖然龍貴及時出手制服被祂操控的學生，但祂仍控制本匠千鶴的行動並重創龍貴，卻因此觸發織姬「希望保護龍貴」的意念，使得織姬的「盾舜六花」在此刻覺醒，最後被織姬用「孤天斬盾」徹底消滅。
Metastaci
配音員（日本）：大塚芳忠；配音員（臺灣）：李香生
殺死志波都，奪取志波海燕身體的虛。為藍染創造的試驗品，說話方式很老派，擁有消滅接觸到它的死神斬魄刀的能力。
虛白（White）
千年血戰篇黑崎一心的回憶裡登場的瓦史托德。是藍染以死神之魂為基礎，製造出來的改造虛。外表跟完全虛化的一護很像，有著牛角面具，留著過肩長髮，雙臂前端呈現利刃般的形狀，全身除了面具和頭髮外，其他部位都呈現黑色，胸口的虛洞被不明物體塞住，而且具備著轉移的能力。20年前，原本被藍染等人預定用於襲擊死神達到虛化的實驗用途，接連殺害駐於鳴木市的死神，遇見前來現世展開調查行動的一心並與之交戰，戰鬥地點甚至一路從鳴木市打到空座町。藍染暗地偷襲重傷一心後，隨後抵達現場的真咲試圖用遠距離攻擊制伏祂但未能成功，轉而刻意放下手裡的靈弓引誘祂發動攻擊，最終虛白在咬傷真咲肩膀的同時，被真咲近距離抱住身體並以靈箭貫穿頭部斃命，但也在死亡的瞬間自我引爆，傷及試圖保護真咲的一心，進而轉移至真咲的身體裡，連帶讓一心為了抑制祂的力量，喪失死神的能力。

## 看不見的帝國
德語原文為「Wandenreich」。於千年血戰篇登場，率軍征討虛圈，對屍魂界下達宣戰通告的新勢力。旗幟圖案則是內部包含滅卻師十字的圓形。該勢力無論是組織名稱、用語和招式詠唱，幾乎都用德語來命名。
千年前和死神們交戰敗北而流離失所的滅卻師們為了覓得安身之處，養精蓄銳等待復仇的時機，特地於瀞靈廷建築物陰影裡建立冰之宮殿，成立和所在據點同名的組織。大多數的成員們皆為純種滅卻師，不僅能夠破壞並竊取死神的卍解，同時還具備著在現世與所在據點間瞬間移動的能力，以及在匹敵隊長級死神甚至在其之上的戰力。

## 小說版登場人物

### 小說SAFWY
小說《BLEACH死神 Spirits Are Forever With You》的原創登場人物。
痣城劍八／痣城雙也（Azashiro Kenpachi／Azashiro Sōya）
配音員（日本）：佐藤拓也（Brave Souls）
護廷十三隊階級：十一番隊隊長（第八代劍八）。
小說「Spirits Are Forever With You」初登場。為頭部戴著禮冠，留著兩道中分的長瀏海，綁著黑色馬尾的文雅男士。舊名雙也，原為武力方面相當出眾的貴族長子，但在痣城家逢變故沒多久，其他貴族因為覬覦痣城家的緣故，將痣城家的多數成員陷害致死。唯一倖存的姊姊也在行刑地對抗虛的時候，被虛殺害並加以吞噬。原本無意當上死神的痣城，受到姊姊臨終前的託付影響，親自上前對抗殺害姊姊的虛，讓他的斬魄刀就此甦醒。這件事情不僅讓當時在場冷眼旁觀的貴族因此被替換下來並予以處決，也使得中央四十六室受到此事的影響，從此廢除了該項處刑制度。其身手非同小可，在當時還具備著「鐮鼬」的封號，不僅大多數的人都砍不到他，藍染惣右介的「鏡花水月」也無法對他產生長久作用（曾於被催眠時察覺到身上的感受跟真實的情況不符，並花了兩天破解「完全催眠」），甚至連八、九十級的鬼道都能捨棄詠唱。對於現任十一番隊隊長更木劍八抱持著鄙視的態度。
距離第一部故事開始前的兩百年前，痣城透過決鬥擊敗第七代的刳屋敷劍八而承襲了劍八的名號，曾提出改造流魂街居民的魂魄用於討伐虛圈，在中央四十六室的許可下嘗試改造囚犯的魂魄並成功造出戰鬥傀儡，但中央四十六室忌憚戰鬥傀儡對他絕對忠誠，進而網羅罪名要逮捕他，然而他不感到意外且仍欲逕自執行此計畫，不久因察覺到零番隊要阻止他，遂向中央四十六室自首，被囚禁至地下監獄最底層「無間地獄」。痣城入獄後，十一番隊副隊長接替成為隊長並擔任第九代劍八。儘管痣城被囚禁在「無間」之中，仍對瀞靈廷的一切瞭若指掌，在獲悉藍染與護廷十三隊在空座町展開決鬥時曾猜測零番隊會出面阻止藍染，但隨著一護以最終的月牙天衝「無月」及浦原喜助的封印鬼道擊敗藍染而沒實現。
空座町大戰結束的1年5個月期間，痣城注意到破面蘿卡的能力，欲以此將自己的能力「融合」提升到極致，達到控制現世人類腦部構成、削減使人變成虛的精神狀況，他趁著技術開發局被破面闖入及隱密機動隊不注意時逃獄，行前曾向仍受囚禁的藍染詢問其先前在外界行動的細節。當他在黑腔帶領自己的義骸和更木劍八展開決鬥時，一度利用「一刀火葬」重創更木，但反而讓更木的本能覺醒並實力更加提昇，後來在斷界通道再度與更木展開激烈決戰，最終不敵更木的劍道而落敗，並領悟藍染所說「你因為身為劍八，所以會敗在劍八的名下」的涵義。之後自行返回無間地獄，並在監獄中對自己注射從技術開發局取得的超人藥，從此陷入無法行動的滯留狀態之中。
斬魄刀『雨露柘榴』（Urozakuro）
配音員（日本）：藤田咲（Brave Souls）
系種與解放語皆不詳，和黑崎一護、六車拳西一樣時常處於解放狀態。平常封印時呈現隱形狀態的斬魄刀。實體化姿態是個配戴交叉型眼罩，身著繡邊白色長袍，只有痣城本人才能看見的妖豔女子。是極為罕見的隨時卍解型斬魄刀。
卍解『名稱不詳』
卍解技“融合”
作用範圍相當於整座瀞靈廷的特殊能力。能夠看透與聆聽範圍內的所有動態與對話，還能在空氣中製造利刃無徵兆地將敵人斬殺。另外，此能力也能讓痣城與空氣融合，令所有的物理攻擊無法對他產生作用。
卍解技“生體融合”
痣城劍八最強的招式，透過抗拒敵人的內部破壞，缺點是連自己也會因此受到傷害。痣城在兩百年前的決鬥，正是利用此招擊敗刳屋敷劍八。
鬼道
痣城劍八和十一番隊向來崇尚的硬碰硬戰術完全相反，他不僅擅長直接攻擊，連鬼道攻擊都異常強悍。
破道之七十三·雙蓮蒼火墜
朝對手釋放雙倍的蒼火墜。
破道之九十·黑棺
出現一個巨大的黑色立方體般的空間將對手關入，身受暗之刀刃千刀萬剮。
破道之九十一·千手皎天汰砲
在身邊建立多座光錐砲塔，密集地向敵方射去。
破道之九十六·一刀火葬
以燒得焦黑的身軀為觸媒才能發動的犧牲破道，產生一道刀鋒形的巨大通天火柱將其周圍的對象燃燒殆盡。雖然其單發的威力不及山本，但以大量與其融合過的義骸進行重唱，能產生數百道一刀火葬。
刳屋敷劍八（Kuruyashiki Kenpachi）
配音員（日本）：松田健一郎（Brave Souls）
護廷十三隊階級：十一番隊隊長（第七代劍八）。
小說「Spirits Are Forever With You」初登場。留著長髮，粗眉毛的結實男子，過去曾經是王屬特務「零番隊」想要積極招募的對象。和京樂春水有著深厚的交情，其生前最大的夙願便是希望有實力比他還要更加強大的對象擔任下一任的劍八。兩百年前和痣城在流魂街展開決鬥，但因為顧及到自己的卍解過於危險，在沒有施展卍解的情況下死在對方的手上。
斬魄刀『餓樂迴廊』
解放語「劃破祥瑞之氣而生，崇敬黑暗而衰老，餓樂迴廊」
系種不詳的斬魄刀，始解後會出現約三十隻如同吃豆人一樣大的白色球體，這些球體上都有著嘴巴，有一副如同鯊魚般的大型牙齒，沒有眼耳鼻以及手腳，能無限吞噬敵人的肉體。
卍解『名稱不詳』
以半徑數靈里（相當於空座町的數倍）的範圍內，地面會出現一個巨大的嘴，令所有生物與非生物全部粉碎，代價是使用後的半年內無法解放，且這能力連刳屋敷自己也無法控制，除了自己以外，無論是夥伴或敵人都會被餓樂迴廊給咬碎，以前在斷界曾使用過一次，之後被中央四十六室命令為禁止在瀞靈廷內使用該卍解。
蘿卡‧帕菈米雅（Roka Paramia，蘿嘉．帕菈米雅）
配音員（日本）：不明（第127集）／末柄里恵（Brave Souls）；配音員（臺灣）：錢欣郁
第8十刃薩爾阿波羅的從屬官（官方小說），名字源自於石頭（laroca）。骷髏狀的面具覆蓋右半臉部，身著條紋連身衣裝的黑短髮女破面，由蜘蛛型態的中級大虛「亞丘卡斯」變成的破面，被薩爾阿波羅改造而擁有自動復活的機制，分布在虛圈各處的反膜絲逆流會將她分散的身體、記憶和靈魂訊息送回重組，經過一段時間後得以重生。以前曾和刳屋敷劍八有一面之緣。
在破面篇替牙密接回右臂，但牙密為了測試治療之後的臂力而將她的頭部一拳擊碎，使烏爾奇奧拉感到不悅。空座町大戰結束後重生於虛圈，曾將席恩誤認成薩爾阿波羅而聽命於對方，她先後出現在尸魂界和空座町，直到在空座町遇到前來勘查廢棄醫院的唐·觀音寺，便隨同他一起行動。事件結束的多年後仍在虛圈負責醫務，偶爾會前往現世。
斬魄刀『絡新妖婦』
解放語「狂舞吧、絡新妖婦」
手中的絲線勾勒出斬魄刀的形貌，彼此相互交錯融合，當完全失去原本身為絲線的特徵時，便建構成一把「刀」。
「靈子絲線」
蘿卡是唯一能織出絲狀的靈子並加以操控的人，柔軟的白色絲簇，有別於象徵完全拒絕的反膜絲，僅用以綁縛對手。
「反膜絲線」
蘿卡是唯一能織出絲狀的反膜並加以操控的人，反膜是大虛拯救同伴所用的光束，而反膜絲比起蠶絲更細，以肉眼無法辨識，能藉由反膜絲與各種物質聯繫共享靈力與資訊，亦或是將指定對象的記憶、知識和經驗保存在虛圈的岩石與石英樹等各種物質身上作備份，甚至是以反膜絲將其資訊所示的「力量」具現化，但模仿的招式會略遜於原使用者。此能力使她與橫跨虛圈大範圍內的多樣物質靈魂與共，反膜絲連結的一切都會自動傳輸靈子到她身上，亦能遮蔽反膜絲上的靈子聯繫隱匿行蹤，由於反膜絲恣意向各處延伸且無關乎她的意志，使她的靈魂無意中也會與現世中的物質相連。還能在他人所處的外側以及蘿卡所待的內側之間形成一道拒絕一切事物的障壁，只要運用得當，就連王虛的閃光也能擋得下來。在黑腔中能以此建構出能讓一輛車行駛的道路。
「銀嶺弧雀」
以反膜絲紡織出銀嶺弧雀的外型，再將滅卻師的靈子灌注其中而成功重現。必須透過蘿卡的反膜絲持續注入靈子才能使用。（石田雨龍）
「雙兒響轉」
通過快速的移動的強化型響轉製造出多達4個分身。蘿卡製造分身的數量略遜於原版。（No.7 佐馬利）
「暴風男爵」
從腿處冒出兩股旋風，更可產生數個蛇首旋風，可以憑藉自己的意識操控。（No.103 多魯多尼）
「車輪鐵燕」
形成巨大扇型刀刃或是短劍作為攻擊手段。（No.105 緹魯蒂）
「蔦孃」
背長出八隻可以變換形狀的觸手，能施加巨力伸縮，也能縛緊敵人。由大量反膜絲織成，並利用反膜絲包裹著觸手以強化觸手的強度。（遞補No.6 魯畢）
「虛閃重奏」
將敵人的虛閃吸到自己的嘴裡後，加上自己的虛閃將其反射回到她的敵人身上。蘿卡使用此招時會以反膜絲包裹自身身軀，但仍會受到部份傷害。（前No.3 妮露）
「最後的月牙天衝」
以染上黑闇能量的反膜絲將自己編織成黑影般的人偶和生成一把漆黑的利刃，再使出最後的月牙天衝。必須用反膜絲累積足夠的靈壓才能使用，且使用此招後蘿卡會受到瀕死重傷。（黑崎一護）
皮卡羅（Pikkaro）
配音員（日本）：藤田咲（Brave Souls）
破面·No.102（官方小說三原創角色）
包含了男孩女孩的破面，總數上百人的幼生虛群，個體間沒有獨有的名稱，而是統一稱為皮卡羅，共同擁有被刷掉的十刃「102」這個數字。他們的生命是共同擁有的，其中有人瀕臨死亡，其他人就會分出微量的靈壓，透過體內的通信機制共享彼此的靈壓。若超過一百人齊聚時，可達到如同千本櫻景嚴程度的破壞力 事件結束的多年後偶爾會前往現世。
斬魄刀『戲擬軍翅』
解放語「來玩吧、戲擬軍翅」
解放後長出宛如蝗蟲、蟋蟀或是蜻蜓般透明的翅膀，每個人的靈壓也都比起先前大幅增長了許多。
「虛閃（Cero）」
其虛閃由口中積蓄發射。
「虛彈 （Bara）」
將自己的靈壓凝固後向敵人擊出。
技「菓菓樂土」
他們包圍並創造出如同黑洞的黑色球體，吸收被他們包圍之內的靈壓。
席恩‧古蘭茲（Cien Granz）
配音員（日本）：鳥海浩輔（Brave Souls）
原十刃·No.0 ⇔ 破面·No.100（複製品）（官方小說三原創角色）
No.8 薩爾阿波羅的複製品，但實力更接近過去的他，自稱席恩（Cien，西班牙語的100）。刺青位置在左眼眼球下方。空座町大戰結束後，從蘿卡過去曾替薩爾阿波羅做的備份當中意外產生的靈體，因此僅有意識而沒有肉身，被涅形容為電腦蠕蟲般的存在。為了實際生存下去意圖吞噬薩爾阿波羅的靈魂及佔據其生前的肉體取而代之。當他回收了薩爾阿波羅在與哥哥分離之後棄置于虛圈各處的相關素材後，常態性取回薩爾阿波羅作為最初的十刃No.0的實力，編號也會從「100」變成「0」，靈壓在後來的十刃No.0 牙密之上。
斬魄刀『邪淫妃』
解放語「啜飲吧、邪淫妃」
解放時吞劍使全身膨脹爆開，展現出解放的新姿態；解放後下半身變成無數的觸鬚狀的觸手（能縮小使行動方便），背後生出有著四對眼紋的雙翼。
「虛閃（Cero）」
其虛閃由口中、手心或觸手發射。
「虛彈 （Bara）」
將自己的靈壓凝固後向敵人擊出。
「王虛的閃光（Gran Rey Cero）」
以自己的血液為媒介混入靈壓，由口中、手心或觸手產生極大的虛閃。
能力「球體幕」
受攻擊時無數的觸手會重合並以其濃烈的靈壓包覆本人，可抵擋一切爆炸或攻擊。
能力「五感控制玩偶」
與薩爾阿波羅相同，但是對於內臟如鋼鐵般堅硬的更木劍八無效。
能力「觸手」
在無數的觸手前端纏繞著高濃度的靈子，能夠化為利刃、放出虛閃，甚至能發射王虛的閃光，此外還有吸收他人靈子和用於防禦的能力。

### 小說CFYOW
小說《BLEACH死神 Can't Fear Your Own World》的原創登場人物。
綱彌代時灘（Tsunayashiro Tokinada）
配音員（日本）：津田健次郎（Brave Souls）
「Can't Fear Your Own World」的關鍵角色。四大名门「綱彌代」家族的現任當家，留着编有短辫的头发的青年。东仙要的友人歌匡的丈夫。浮竹十四郎和京樂春水靈術院同期的同窗，為人殘酷陰險且不擇手段。兒時因為發現家裏祖先所遺留的記錄屍魂界歷史的石碑，得知靈王與五大貴族的真相，對自己的貴族身份產生厭惡之情，但亦經常運用貴族特權達成自身的目標。原本并无继承当主的资格，後透過設局殺害纲弥代家其他继承者而继任当家，受家族高層之令迎娶歌匡為妻，但由於看不慣歌匡的善意而殺害對方，成為东仙要向屍魂界復仇的導火線，被京樂舉發罪行和四十六室審問後被綱彌代家高層軟禁數百年。
在看不見的帝國戰役期間趁機潛入進靈王宮並盜走被封印的斬魄刀已己巳己巴，利用死神和滅卻師的屍體，連同家族高層藏匿的銀城空吾的昔日完現術者同伴的屍體和葛雷密·託繆的大腦，透過山田清之介、道羽根奧菈協助製造出産絹彦弥。為實踐自己的目標，在戰後約談朽木白哉、四楓院夜一，意圖通過復興志波家令五大貴族再度活躍，從而成為超越「中央四十六室」權利的機構，達成統治三界的目的。與彦弥被死神、破面、倖存滅卻師聯手圍攻，被碎蜂率刑軍以守衛之名控制行動期間，和碎蜂、夜一聯手擊敗暗殺者，利用自身技術傳送至叫谷中的宮殿，但後來被京樂率領聯軍重創，事先準備的應對措施亦被浦原喜助損毀，最終逃回自家宅邸期間遭偽裝成暗殺者的「綱彌代」本家殘存的幼女從背後偷襲殺害。
斬魄刀「九天鏡谷」(偽)
能反射他人的攻擊。
實為艷羅鏡典始解一半的的狀態。
斬魄刀「艷羅鏡典」(真)
解放語「啜飲四海、蟠踞天涯、萬象盡皆、覆寫切削，艷羅鏡典」
能模仿其他斬魄刀的始解能力。
産絹彦檷（Ubuginu Hikone）
配音員（日本）：村瀨步（Brave Souls）
綱彌代時灘的从属，外貌中性的孩童。其實是山田清之介、綱彌代時灘、道羽根奧菈創作的人造人，同時有著死神、虚以及灭却师力量。與黑崎一護一樣擁有成為靈王候選人的資格。
看不見的帝國戰役落幕半年後，奉時灘的命令襲擊虛圈，但被倖存破面和星十字騎士團重創逃脫，獲山田清之介的治療後利用奧菈創造的崩玉十刃進行練習，提升作戰能力。被時灘派遣加入由涅繭利發動的「完現術者捕獲計劃」的戰鬥，在流魂街遭遇葛力姆喬、平子真子、莉托托等人的圍攻，受時灘命令前往叫谷迎戰更木劍八，解放斬魄刀試圖解決莉托托，反被斬魄刀奪去自身的大部份力量，同時被逃離現場的時灘指示殺害奧菈，被解放卍解的修兵制止。事件落幕後，被安置於西流魂街第64區鏡面。
斬魄刀「已已巳已巴」
道羽根奧菈（Michibane Aura）
配音員（日本）：笹本菜津枝（Brave Souls）
自稱「XCUTION」宗教法人且積極拓展組織的女人，为现任「XCUTION」的代表。外型是留著短髮，配戴領巾和十字胸飾的女子。
完現術者，然而因為特殊的身世背景，導致她沒有所謂的慣用物品來發展自己的完現術能力，只能使用最基礎的靈子操作。魂魄內蘊含靈王鎖結的力量，能夠將「物質內的靈魂」發揮至最大極限，靈子操作的技術極強，能施展接近隊長級死神九十級破道威力的術，此外也能操控自己的細胞和血液。
父親也是完現術者，在妻子死於虛之後，出於對女兒死亡的恐懼，將奧菈囚禁於地下室中照顧。在缺乏外部環境的刺激下，導致她養成了毫無主見的性格。後父親認識了銀城，找到的擺脫完現術的可能，但因為捲入時灘的陰謀而死亡。她則在飢餓下獨自脫離地下室，在街上徘徊時遇上時灘，因為沒有主見而接受他的利用。
原本一直聽從時灘的指示，直到她在其令命下創造了彦檷，致使心中覺醒了母愛。為了讓彦檷能不再受時灘利用，暗中在尋求背叛時灘的機會。最終為避免偽靈王宮砸向空座町，用完現術將其與自己拖入虛圈自我犧牲。墜入虛圈後失去了肉體，靈體也一度瀕死，幸得破面所救，之後便與妮莉艾露等人一起生活。

## 動畫版原創登場人物

### 死神代理篇
西堂榮吉郎（Eikichiro Saido）
配音員（日本）：桐本琢也；配音員（臺灣）：林谷珍；配音員（香港）：楊耀泰（TVB）/ 陳旭恆（Animax）
動畫「死神代理篇」原創角色。隠密機動隊的一名死神，留著黑色短髮，斬魄刀不詳，身手推測有和最初始形式的一護相衡。平時沒有工作時會到流魂街和小孩一起玩。到現世調査待超過時限的露琪亞，曾對付Grand Fisher時受傷，後來回到屍魂界。空座町篇時戴著一頂斗笠，因為護廷十三隊在和藍染等人戰鬥而出現在偽空座町，並幫助一個整逃走。

### 魂狩篇
莉玲（Ririn）
配音員（日本）：嘉数由美；配音員（臺灣）：馮嘉德；配音員（香港）：陳琴雲（TVB）/ 林寶怡（Animax）
動畫「魂狩篇」原創角色。浦原用來偵測魂狩的改造魂魄。三人之中的領導人，義骸型態為水藍色雙眼，留著齊瀏海的黃色短髮，穿黑灰斗篷與粉色裙裝，任性的小女孩，後來被黑崎一護放到小鳥型的娃娃中，似乎特別關心一護。具有施展幻覺的特殊能力。
破面篇，與之芭和藏人躲在附近的樹叢裡，偷看黑崎一心迎戰Grand Fisher的情形，後來在破面夜襲空座町時介入了阿散井戀次與伊爾弗特‧古蘭茲的戰鬥，但是一瞬間都被伊爾弗特解決。在日番谷先遣隊擊退魯畢為首的破面後，協助鐵齋為班目一角與綾瀨川弓親處裡傷勢，並在一護等人進入黑腔時想要在旁觀看，但被鐵齋隔離其外。
之芭（Noba）
配音員（日本）：杉田智和；配音員（臺灣）：劉傑；配音員（香港）：葉偉麟（TVB）/ 陳振聲（Animax）
動畫「魂狩篇」原創角色。浦原用來偵測魂狩的改造魂魄。義骸型態為桃紅色頭髮，綠色雙眼，穿著深色緊身衣，經常將頭套的拉鍊拉起來，沉默寡言的青年，後來被茶渡泰虎放到穿著西裝的綠頭娃娃中。會使出靈力防護盾和改變空間的能力。
破面篇，與莉玲和藏人躲在附近的樹叢裡，偷看黑崎一心迎戰Grand Fisher的情形，後來在破面夜襲空座町時介入了阿散井戀次與伊爾弗特‧古蘭茲的戰鬥，但是一瞬間都被伊爾弗特解決。在日番谷先遣隊擊退魯畢為首的破面後，協助鐵齋為班目一角與綾瀨川弓親處裡傷勢，並在一護等人進入黑腔時想要在旁觀看，但被鐵齋隔離其外。
藏人（Kurōdo）
配音員（日本）：飛田展男；配音員（臺灣）：李香生；配音員（香港）：黎家希／蔡忠衛（娃娃形態）（TVB）/ 陳旭恆（Animax）
動畫「魂狩篇」原創角色。浦原用來偵測魂狩的改造魂魄，有時會被人當成變態叔叔。義骸型態為戴著圓框眼鏡及紳士帽，留著左黃右黑的長髮，身穿咖啡色長袖外套的男士，後來被井上織姬放到類似兔子的娃娃中。具備易容成他人的能力。
破面篇，與之芭和莉玲躲在附近的樹叢裡，偷看黑崎一心迎戰Grand Fisher的情形，後來在破面夜襲空座町時介入了阿散井戀次與伊爾弗特‧古蘭茲的戰鬥，但是一瞬間都被伊爾弗特解決。在日番谷先遣隊擊退魯畢為首的破面後，協助鐵齋為班目一角與綾瀨川弓親處裡傷勢，並在一護等人進入黑腔時想要在旁觀看，但被鐵齋隔離其外。

#### 魂狩
『魂狩/巴溫特』（日語：バウント）是日本動畫『BLEACH』中登場的虛構生物。為屍魂界技術開發局前身於進行不死魂魄的研究時，因實驗爆炸碎片飄至現世而產生異變的人類，本質改變，不再是個人類。他們必須吸食人類的靈魂維生，由於大量吸食活人靈魂會導致肉體老化，且會獲得影響空間的力量，因此被禁止吸食活人靈魂。魂狩以擁有自我人格的人偶（ドール）作為武器，但魂狩必須先令人偶臣服才能開始第一次使用（臣服過程有危險），且在主人虛弱時，人偶會反嗜其主。此外，魂狩需要有紋章才能驅使人偶。
狩矢神（Jin Kariya）
配音員（日本）：大川透、生天目仁美〔少年時代〕；配音員（臺灣）：林谷珍；配音員（香港）：葉偉麟
殘存魂狩一族的首領，為滅族一役中的存活者之一。留著白色短髮（小時候還是人類時為黑色），略為上鉤的眉毛，血紅雙眼，左下巴有傷疤，打有領帶，表面待人溫和有禮，但實際上卻有著殘暴無情的性格，把夥伴當成棋子看待，為了達成目的而不擇手段，對於不聽話的手下更是不手下留情。是魂狩中擁有最強力量的，能憑一根手指就抵擋得住一隻低等級虛，可能因為能力是第一個非正常激發出來的，因此不需要紋章也可驅使人偶，其原因是與人偶合為一體。此外狩矢還會使用類似瞬步的快速移動，基本戰鬥力亦十分優秀，連宇田川稜的「佛瑞德」和朽木白哉的「千本櫻」也無法傷到分毫。
過去狩矢與相馬芳野曾經有一段戀情，並有一段美好的生活。後開始尋找夥伴準備進行開創魂狩世界的野心。不喜歡同為魂狩的夥伴死去，在肯恩死後甚至還會因此感到悲傷。
於魂狩篇初次登場，命令宇田川稜帶回芳野，要她明白自己的立場，目的是爲了利用身為滅卻師石田雨龍的力量和在虛圈得到強大的力量，並創立一個由魂狩領導的世界。隨後率領其他魂狩展開計劃，還利用「彼得」襲擊人類，在大宅邸中以強大的力量壓倒黑崎一護。
後和其他魂狩成員一同入侵屍魂界時使護庭十三隊陷入備戰狀態，接著潛藏於流魂街，打算連同流魂街的居民反抗死神。在一晚獨自與一護、白哉展開對決，勝負未果。其中還之後遇上蘭島，並被對方發現狩矢已將「淨界章」放入體內，在準備傷及對方時被石田阻止。在雙亟之丘和一護展開第二次的激戰，在殺死背叛他的一之瀨後釋放了「梅薩」原形使一護陷入苦戰。最後不敵對方而受重傷，狩矢在還來不及向一護透露自己的本意時瞬間化為了灰燼。
動畫版破面篇假面軍勢在幫一護訓練時，曾出現在一護的心靈世界中幫助他恢復了他的戰鬥決心。
人偶『梅薩』（Messer）
使用自身精神意志來操控風形體的人偶，武器為右手的靈子風刀，可施展風能力及招式來傷害對手，還能透過風與大氣產生摩擦製造雷電，威力十分可怕，平時纏圍在狩矢身旁形成穩固的風屏障（但仍有些微的空隙）。招式皆由英文命名，似乎不會說話。
技「風之舞」（Windestanz）
製造出複數強大的龍捲風包覆敵人。詠唱：「偉大的狂風、我來掌握」
技「風光刃」（Wind Licht Schneide）
釋放威力巨大風刀，可輕易劈開地面，曾和一護、白哉對戰中施展。
相馬芳野（Yoshino Sōma）
配音員（日本）：勝生真沙子；配音員（臺灣）：馮嘉德；配音員（香港）：林芷筠
留著褐色長髮的女性，魂狩中唯一有母性特徵的人，因而被利用犧牲，創造出了特殊的人偶「彼特」，用於收集活人靈魂。相馬芳野與狩矢曾經有一段戀情，並有一段美好的生活（和狩矢處敵對狀態）。
於魂狩篇初登場時原本想利用歌聲來吸食人類的魂魄，但被突然出現的四楓院夜一和碎蜂阻止，其後和黑崎一護產生短暫衝突，被宇田川稜押走並囚禁。在稜和一護等人對戰時救出石田雨龍。最後死於狩矢。
『哥德』（Goethe）
配音員（日本）：杉田智和（日本）；配音員（香港）：陳旭明
一個火燄和石頭組成的巨人，可以操控火燄，普通的斬魄刀根本無法將其傷害。
宇田川稜（Ryō Utagawa）
配音員（日本）：咲野俊介；配音員（臺灣）：李香生；配音員（香港）：蔡忠衛
穿著西裝，褐色中分短髮，留有鬍子，銅色雙眼，一直跟在狩矢的魂狩。表面上忠心，但其野心是代替狩矢成為魂狩首領。
於魂狩篇剛吸食完人類的魂魄後遇見井上織姬和茶渡泰虎，抱著「吃飽」的心態放過對方，後來正打算再吸食魂魄時被黑崎一護等人展開交手。最後被一之瀨所殺。
『佛瑞德』（Fried）
配音員（日本）：齊木美帆；配音員（香港）：陳安瑩
可以當鞭子使用的蛇，能將任何線條，如紋路、鋼筋鐵骨、欄杆、裂縫等，轉換成蛇，且還能將蛇圍住的範圍形成結界。
鵬＆磐（Hō and Ban）
配音員（日本）：阪口大助〔鵬&磐〕；配音員（臺灣）：錢欣郁〔鵬〕&馮嘉德〔磐〕；配音員（香港）：陳安瑩〔鵬&磐〕
狩矢的手下，為兩名魂狩雙胞胎少年。被岩鷲用「志波煙火」炸死。
『古德＆雲特』（Guhl and Günther）
前者為鵬，後者為磐，原形是兩罐寶特瓶裝水，打開來瓶蓋變成眼睛，只要有水的地方就會出現。
古賀豪（Gō Koga）
配音員（日本）：古澤徹；配音員（臺灣）：李香生；配音員（香港）：陳旭明
事件中唯一存活下來的魂狩。脖子掛著耳機，紅色鬍鬚，是個強悍的魂狩，有著訓練新進魂狩的職責。古賀作為一個朋友，從許久以前就已經跟在狩矢身邊了。過去收留肯恩在身旁學習人偶，但因古賀交給肯恩馴服人偶的書，讓一位魂狩死去，而感到自卑。
於魂狩篇使用「達魯克」襲擊了相馬芳野及石田雨龍並帶回狩矢身旁，並在現世行動中重傷黑崎一護。並不認同狩矢的信念，最後還是與狩矢兵刃相向。未死。
『達魯克』（dalk）
配音員（日本）：本田貴子；配音員（香港）：陳安瑩
由金屬組成的人偶，有著與眾不同的性格喜愛調戲（玩弄）對手可以變成任何金屬的固態型態，只要有金屬殘存便可再生。達魯克的真正型態其實是一把斧頭，作為供古賀豪作肉搏戰的武器。
馬橋（Mabashi）
配音員（日本）：小野大輔；配音員（臺灣）：吳文民；配音員（香港）：黎家希
事件中第一個反對狩矢的魂狩，特徵是黃髮，瀏海遮住右眼。於魂狩篇被狩矢召集於宅邸內旁聽狩矢的計畫。後因拒絕「彼得」的力量而被狩矢的逼迫陷入半瘋狂的狀態。
進攻屍魂界時和碎蜂展開對決，最後被碎蜂的「二擊決殺」殺死。
『麗滋』（Ritz）
配音員（日本）：真田麻美；配音員（香港）：林芷筠
貌似小妖精，其能力為控制被寄生體。麗滋可以複製自身達到同時操控多人的境界。
祐希（Yoshi）
配音員（日本）：澤海陽子；配音員（臺灣）：馮嘉德；配音員（香港）：陳安瑩
身穿桃色道服，綠色長髮的女魂狩，個性高傲。於魂狩篇被狩矢召集於宅邸內旁聽狩矢的計畫，隨後以壓倒性力量使朽木露琪亞、井上織姬和藏人陷入苦戰。
最後被石田雨龍以一記近距離射擊所殺。
『尼達』（Nieder）
配音員（日本）：山口太郎〔劍〕、國府田麻理子〔扇〕；配音員（香港）：李建良/葉偉麟（代配）〔劍〕、陳琴雲〔扇〕
外型是一把扇子由鐵鍊連著一把劍，劍與扇兩者都會說話，兩者可另外跟主人合體現出原形。
宇柿（Ugaki）
配音員（日本）：鈴木勝美；配音員（臺灣）：劉傑；配音員（香港）：陳旭明
穿著白襯衫和領帶，戴著圓眼鏡，整齊的短髮的男子，曾和狩矢一同研究完美人偶。於魂狩篇被狩矢召集於宅邸內旁聽狩矢的計畫。
被阿散井戀次以卍解「狒牙絕咬」攻擊人偶後失控，被自己的人偶所殺。
『格塞爾』（Gesell）
可以塔羅牌控制巨大黑色生物的行動，力氣很大。
澤渡（Sawatari）
配音員（日本）：藤本讓；配音員（臺灣）：吳文民；配音員（香港）：李建良
一名老人，反對狩矢的存在，因打破魂狩規定隨意吸食魂魄而加速老化。
最後被涅以卍解「金色疋殺地藏」殺死。
『保羅』（Paul）
配音員（日本）：黑田崇矢；配音員（香港）：葉偉麟
外型為一隻岩石魚，可帶著主人自在地在任何空間移動，口中可吐出吞噬過死神的鬼道。
肯恩（Cain）
配音員（日本）：藤本隆行；配音員（臺灣）：吳文民；配音員（香港）：蔡忠衛
戴鴨舌帽，褐色短髮的男子，長相和黑崎一護有些相似。被狩矢帶到古賀的住所，要求古賀教導他馴服自己的人偶，和古賀有不錯的交情。
最後拿到了狩矢自編能馴服人偶的書，但因過度好學而急著學習，在人偶臣服過程中被人偶所殺。事後令古賀感到自卑。
『ワイネトン』（waineton）
本身看起來像螳螂般的生物，全身發出綠光，戰鬥能力不詳。

#### 魂狩相關者
一之瀨真樹（Maki Ichinose）
配音員（日本）：千葉進歩；配音員（臺灣）：吳文民；配音員（香港）：黎家希
動畫「魂狩篇」原創人物。前護廷十三隊十一番隊成員，穿著連帽衣，留著藍黑色短髮的死神。靈壓顏色為如彩虹般的七彩光芒。
非常信賴以及仰慕更木劍八之前的十一番隊隊長，而因為更木劍八擊敗了以前的十一番隊隊長並當上了隊長，而他所仰慕的隊長也因而過世。由於十一番隊隊長的死以及不認同劍八扭曲的戰鬥觀和總是目中無人的態度，憤而找劍八戰鬥但被反被其靈壓擊傷。在被劍八擊敗後，他認為自己的信念無法再被理解，亦非常恨劍八，隨後成為了外逃的死神。
離開護廷十三隊後他到了現世。在現世中遇到了一頭虛正要襲擊一個小孩，隨後與其展開戰鬥，但由於隊長的死以及沒有目標的空虛感讓他戰力全失。在即將要被虛殺死的前一刻，狩矢以及古賀出現了並即時擊退了虛的攻擊。隨後因欽慕狩矢的力量以及想要改變屍魂界的理想而決定跟隨狩矢。
之後在現世中活動時與其他的魂狩一起待在狩矢的豪宅內等待時機，而在豪宅被一護等人擊毀後，和其他的魂狩一起到了「過去魂狩們隱蔽的地方」。在馬橋被露琪亞、織姬創傷後，即時擋住了檜佐木修兵的致命一擊並帶馬橋回到他們的藏身之地。隨後和狩矢、古賀等人一同到了屍魂界準備對淨靈廷復仇，之後為了讓狩矢等人進入淨靈廷而自願斷後路，來阻擋一護等人。
戰鬥到一半被突然參加戰鬥的劍八挑釁，並與他展開激戰，但即使使出了自己最強的招式「光華閃爍‧彩極虹霞」也被劍八以拿下眼罩的全力靈壓擊破。由於不屈服而放出的最後靈壓在與劍八的全力靈壓刀劍交鋒後亦被打回，同時自己也被劍八砍中因而重傷倒地。斬魄刀也因為跟劍八的刀鋒交戰因而應聲斷裂。
在與劍八的戰鬥中，發現自己其實只是想要讓淨靈廷以及護廷十三隊變得更好。而他則把自己所傾慕的隊長的身影跟狩矢重疊在了一起，因而忠心仰慕狩矢。但在得知其他同伴們都死亡之後，就想要阻止狩矢毀滅瀞靈廷，而中途插入一護與狩矢的戰鬥並企圖要用言語說服狩矢。但狩矢卻毫不領情地貫穿了一之瀨的腹部，再被龍捲風吹飛重摔地面，斷裂的斬魄刀也應聲插入地面。根據之後一護與狩矢的對話中得知他已經因狩矢的攻擊而重傷死亡。
而一之瀨那把斷裂的斬魄刀在之後曾經幫助一護抵擋住一次狩矢的攻擊，讓一護再次重拾了信心並順利擊敗狩矢。
斬魄刀「虹霞」（Nijigasumi）
解放語「光華閃爍、虹霞!」
始解時會將斬魄刀從右下角向上順時鐘揮動，揮動的同時刀身會若隱若現如殘影一般，並閃爍出彩虹的光芒。能力為利用光在空氣中反射以及折射來形成幻影，大多數情況下一之瀨是利用其能力將光射到自己的身體後再反射出去，讓敵人看不見自己。有時他會讓光線反射到別的地方讓該處形成自己身體的幻影，使敵人以為一之瀨在該處而不知道他實際的位置。破解方法為用更強的靈壓蓋過它。
技「聖光虹霞」（Sankon Nijigasumi）
這招跟一護的「月牙天衝」一樣，是屬於斬魄刀原有的一種招式。「虹霞」所發出的光芒會在敵人周圍的空氣反射、聚集，並製造出屬於自己的彩虹空間，在空間裡的人會看到由自己的同伴所變成的敵人的幻影因而自相殘殺。破解方法為用比這招更強的靈壓蓋過它。
技「光華閃爍‧彩極虹霞」（Houkahikari Saigyoku Nijigasumi）
一之瀨最強的招式，將虹霞放出的光芒放出並在對手的周圍形成無數的光點，再將這些凝聚的光點一口氣釋放，從光點裡釋放出的無數光球能將敵人困住，最後成為密度極高且巨大的彩虹靈子光球，最後再一口氣高密度收縮，將對手的身體凝縮隨後伴隨著光芒一同消失。而根據一之瀨的描述，這招是虹霞吸收了自己的靈壓並放出無限的彩虹光芒，而這光芒能夠消除並吞噬所有的陰影。順帶一提，在劍八中了這一招時他曾說過裡面不好活動，推測可能是受到高密度的靈子影響。這招的破解方法跟「聖光虹霞」一樣，只要放出比這招更強的靈壓蓋過它即能擊破這招式，不過就連劍八也要把眼罩拿下來使出全力的靈壓才能足以將這招擊破。
蘭島（Ran Tao）
配音員（日本）：勝生真沙子；配音員（臺灣）：馮嘉德；配音員（香港）：陳安瑩
動畫「魂狩篇」原創人物。原十二番隊研究 ｢魂狩｣的｢創造者｣，是魂狩事件的關鍵人物。
其複製魂魄用在慘遭狩矢神殺害的相馬芳野身上，故當出現介入狩矢與一護、白哉的對戰當中時，使一護、莉玲及後來趕至的雨龍大吃一驚。於第一次魂狩進攻淨靈庭事件事件之後，被封印其大部分的靈壓和所有的能力，最後是勉強恢復其部分的靈壓來幫助一護他們。背部有封印之烙痕。

### 破面篇

#### 日番谷先遣隊奮鬥篇
豐川翔太（兄）＆豐川唯（妹）
配音員（日本）：高木禮子（兄）＆長谷優里奈（妹）；配音員（臺灣）：錢欣郁（兄）＆馮嘉德（妹）；配音員（香港）：林芷筠
於動畫原創「日番谷先遣隊奮鬥篇」短暫登場的整靈。
兄妹倆死後遭遇虛的襲擊，以至於來不及逃脫的唯被虛吞噬，僥倖逃過一劫的翔太為了拯救妹妹，向偶遇的日番谷冬獅郎與松本亂菊請求協助。最後由於冬獅郎擊敗了虛的緣故，使得原本被吞進虛的體內的唯順利解脫，而亂菊則順勢為兄妹倆舉行魂葬，幫助兩人渡化到屍魂界。
帕特拉斯（Patros）
配音員（日本）：金尾哲夫；配音員（香港）：劉文光
動畫版破面篇中原創「日番谷先遣隊奮鬥篇」登場。
左眼有殘留的面具，虛洞位於腹部，右眼有呈眼影狀的黑色破面紋，蓄著八字鬍，沒有眉毛，藍色短髮的男性破面，為奪取崩玉的最終陰謀者。因厭惡屈服於身為死神的藍染之下，而試圖利用崩玉達成自己的野心。雖然實力不及十刃，卻擁有相當快速的拔刀術。靈壓顏色為黃色。於日番谷先遣隊奮鬥記潛入藍染放置崩玉的房間，在刺傷烏爾奇奧拉（藍染製造的假象）後將崩玉帶到了現世試圖使用其能力，尋找能使用崩玉的浦原喜助而和隨之而來的戀次、莉玲、之芭和藏人交手，襲擊浦原商店。有能力壓倒始解的戀次，光憑靈壓便能將甚太和小雨的攻擊彈開，但最後被卍解狀態的戀次以「狒骨大砲」擊敗化為灰燼。實際上帕多拉斯持的崩玉是假的，根據浦原的說法帕多拉斯的陰謀早已被藍染得知並還被「鏡花水月」催眠，故意讓現世的戀次等人肅清。
斬魄刀『隼神父（Pollute）』
解放語「玷汙吧、隼神父」
刀鞘及刀柄皆為黃色的斬魄刀。解放後身體變得巨大除了右側頭髮外臉孔被面具遮住，眼睛被紅色護膜覆蓋，身體出現巨大護甲，兩胸各有一個方孔，能從左右手發出黃色刀波。但其弱點為每次攻擊完左右手就必須收合，且攻擊威力越高動作就越大。
技「二十段刀法（Burst Forth）」
利用居合道從刀屑發出黃色光波，每提升一段，威力便提高。總共二十段。
奈利斯（Menis）
配音員（日本）：小田久史；配音員（香港）：蘇裕邦
動畫版破面篇中原創「日番谷先遣隊奮鬥篇」登場。
虛洞位於胸口，左眼留有面具，金色眼睛，紅色辮子繞於腦後的青年，幫助奪取崩玉的其中一隻破面。於日番谷先遣隊奮鬥記潛入藍染放置崩玉的房間，在刺傷烏爾奇奧拉（藍染製造的假象）後隨帕多拉斯一同來到現世，並和日番谷、亂菊展開對決，連「冰輪丸」的冰都能自行解脫，最後不敵對方攻勢而被「冰輪丸」纏於全身粉碎，死前表明後悔協助帕多拉斯的行動。
斬魄刀『赤蠍（Jabalí）』
解放語「刺穿吧、赤蠍」
解放後面孔和眼睛被嘴型的面具包覆，身上有紅色絨毛，能以雙臂和背後的觸手攻擊。
安迪魯爾（Aldegor）
配音員（日本）：三宅健太；配音員（香港）：李建良
動畫版破面篇中原創「日番谷先遣隊奮鬥篇」登場。
左眼有牛角形面具，灰綠色頭髮，身材高大結實，性格高傲的男性，幫助帕多拉斯奪取崩玉的其中一隻破面。於日番谷先遣隊奮鬥記潛入藍染放置崩玉的房間，在刺傷烏爾奇奧拉（藍染製造的假象）後隨帕多拉斯一同來到現世，並和一角、弓親展開對決，最後不敵對方攻勢而被擊敗，死前表明後悔協助帕多拉斯的行動。
斬魄刀『貝岩魔人（Erizo）』
解放語「強化吧、貝岩魔人」
解放後牛角形面具消失，全身被白色護甲覆住，背後有六片巨大觸手作防禦，還能包覆全身呈圓彈狀攻擊。
飯島真治
配音員（日本）：柿原徹也；配音員（臺灣）：吳文民；配音員（香港）：張穎康
僅在動畫版破面篇中原創「日番谷先遣隊奮鬥篇」短暫登場。
為空座高中一年級的劍道社成員。原先和其他劍道社成員預定和紅帝學園的劍道社舉行友誼賽，未料卻在隨同劍道社成員返家的途中，遭紅帝學園的劍道社成員毆打成傷，導致大多數的劍道社成員均因負傷而無法參賽。得知此事的瑞穗特地委託斑目一角擔任劍道社的臨時指導員，反讓無法承受一角嚴格訓練的社員紛紛打退堂鼓，唯獨真治堅持登場參賽，令一角決定協助他加強劍道的技術。
後來被一角拉來參賽的冬獅郎和戀次在友誼賽裡為空座高中取得兩勝，輪到真治登台參賽時，基力安忽然現身於空座町境內，迫使一角、弓親、戀次、亂菊、冬獅郎為了解決基力安而脫離義骸抵達現場參戰，最後留在比賽會場的真治受到一角的鼓勵所感動，想起學長們在賽前受到的不公待遇，遂抱著必勝的決心成功擊敗紅帝學園的副將，如願地為空座高中取得友誼賽的勝利。
桃山平太
配音員（日本）：樫井笙人；配音員（臺灣）：劉傑；配音員（香港）：蘇裕邦
於動畫原創「日番谷先遣隊奮鬥篇」短暫登場的甜點學徒地縛靈。
生前因遭逢交通事故而不幸喪生，死後變成地縛靈，而沒能讓母親嚐到他親手製做的蛋糕。壺府凜、花太郎、弓親等人為了幫助他實踐願望，特地借用浦原商店的廚房幫忙製做蛋糕，他也在旁負責指導弓親等人。在得知母親因為憶起他的死而難過，不願品嘗弓親等人製作的蛋糕時，因情緒激動，險些讓自己胸前的因果之鍊揭開變成虛，花太郎及時利用「瓢丸」吸收他胸前的開口傷並藉此擊退了基力安。事後因感謝弓親等人幫他圓了生前未了的心願，渡化到屍魂界。

#### 大虛之森篇
狩能雅忘人（Kano Ashido）
配音員（日本）：加瀨康之；配音員（臺灣）：李香生；配音員（香港）：張穎康
於動畫破面篇中原創「大虛之森篇」登場。
酒紅色短髮，面容英俊，擅長鬼道的死神，實力高強。過去和一群死神來到虛圈討伐虛群，除了他以外的成員都全軍覆沒，便隱居在大虛森林的一處隱密洞穴裡，從此雅忘人戴著面具、斗篷開始獵殺虛。遇上一護等人後便與他們短暫行動一陣子，後來為了幫助一護等人回到虛圈地面上，獨自擋在後方抵抗虛群的攻勢，結果便因為地勢崩塌的緣故，被埋沒在傾洩而下的沙子裡。
根據官方小說三的描述，雅忘人在虛圈事件結束後幸運的活了下來，並持續待在虛圈裡執行獵殺虛的工作。

#### 魂葬刑事篇
女幹部破面（本名不詳）
配音員（日本）：藤村步；配音員（香港）：林寶怡
動畫版番外篇「魂葬刑事」登場才出現的女性破面，頭戴兔耳面具並持有一根手杖，最後被本匠千鶴的超級色情玩弄而敗。

### 新隊長天貝繡助篇

#### 護廷十三隊
天貝繡助（Amagai Shūsuke）
配音員（日本）：堀內賢雄；配音員（臺灣）：李香生、吳文民〈少年〉；配音員（香港）：黎景全
前任護廷十三隊三番隊隊長。於動畫原創「新隊長天貝繡助篇」登場。
舊姓如月，如月秦戉之子。胸前衣領放有擦刀的白布，下巴蓄有些許鬍渣，深藍色短髮，褐色雙眼的死神，性格豪爽，但不會喝酒。原為遠征隊隊長，因為一直外出遠征，討伐虛，很少護廷十三番隊的死神了解他，因遠征隊成績優異，在加上通過總隊長及另外兩名隊長（已知其一為更木劍八）對其出的隊長考試，上任三番隊隊長。實力高超，能一刀就將拘突粉碎。上任初期不獲隊員接納，但後接連展現自己的實力（據他所說是設計好的），不但獲隊員信任，更因其想讓護庭十三隊更為團結的新思維讓京樂春水和浮竹十四郎信任。
但事實上他是整個陰謀的幕後黑手，因其父遺言誤以為總隊長為殺父兇手與貘爻刀計畫的參與者，才加入護庭十三隊，故意與霞大路家合謀打造貘爻刀，假意幫助家內大臣雲井堯覺奪取當家之位，實則想要藉由貘爻刀獲得報復總隊長的力量，再借護庭十三隊之力剷除霞大路家。後在和一護的對決中得知，總隊長至所以不調查霞大路家不是因為他是同謀者，而是因為中央四十六室的下令禁止，自己的父親是受總隊長所託而暗中調查，後因為被貘爻刀控制才不得已被總隊長所殺。由於總隊長暗中指派部下調查霞大路家是違反四十六室令命的舉動，所以只好隱瞞緣由，讓一切不明不白。得知事實真相後，他出於愧疚與作為隊長的尊嚴，為了謝罪而自盡。
斬魄刀『雷火』（Raika）
解放語「斬斷他、雷火」
火炎系斬魄刀，解放後刀身前端變成勾月形，勾月內可凝聚火焰向敵人斬去，刀柄形狀像火箭筒，可隨時噴出火焰加強威力，曾以始解打消日番谷的「冰輪丸」。
卍解『雷火・業炎殼』（Raika Gōen Kaku）
施展後成位在左手巨大的貝殼型劍身可做盾牌之用，將尾端的大勾月插入地面就能從任何位置放出爆炎，此外也能放出多枚火焰彈。
技「雷炎彈」（Raiendan）
卍解下技能，從劍身射出多個火焰彈。
技「業炎龍牙」（Gōen Ryūga）
卍解下技能，由地面伸出無數個通天的火柱，封鎖敵人的出路，將敵人燃燒殆盡。
技「業炎龍牙‧焰」（Gōen RyūgaHomura）
天貝最強的招式，卍解下技能，從「雷火豪業炎殼」射出火鳥型的巨大焰彈攻擊。
貘爻刀（名稱不詳）
外觀呈音叉型的貘爻刀，除了能釋放綠色的靈力攻擊外還具有讓天貝穿梭空間的能力。此外此貘爻刀可和天貝合而為一，右手呈黑色且胸前綴有多枚貘爻刀的眼睛，掌心能伸出綠色的靈力刀作為武器。
貴船理（Kibune Makoto）
配音員（日本）：綠川光；配音員（臺灣）：吳文民；配音員（香港）：陳旭恆
前任護庭十三隊三番隊第三席。於動畫原創「新隊長天貝繡助篇」登場。
與天貝一同分配到三番隊上任第三席死神，戴著具有收集資料的半框眼鏡，是一個沉默寡言，性格冷酷的男子，卻有著高超的協調能力和一流的劍術。其在三番隊中得到了每一位隊員的認可，但因為他作戰時捨棄受難部下的冷漠作法，所以受到副隊長吉良的戒備。在學時期總是名列前茅，因此有著極大的自尊心，卻在畢業後沒有被選入護庭十三隊，這讓他倍受打擊。後來他透過自我鍛鍊到學會始解，才如願進入護庭十三隊中，然而因為他的作戰方式完全不顧及其他人，還蔑視其他不如自己的隊員，所以不只被同僚排擠，連上司也不認可他。不只沒辦法獲得席官之位，最後還被安排加入遠征隊，形同被放逐。就在他絕望之際，在天貝的幫助下獲得貘爻刀的力量，從此加入天貝的計畫，想要藉由貘爻刀之力成為最強的死神，藉此來獲得所有人的認可。暗中作為天貝與霞大路家秘密聯絡員，後被吉良發現，與吉良戰鬥中被貘爻刀吞噬而失去心智，最終力竭而死。
斬魄刀『烈風』（Reppū）
解放語「肆虐咆哮吧、烈風」
解放後呈巨大回力標狀可以在空中飛舞的雙頭刃，藉由不斷增加的離心力提高威力。
如月秦戉（Kisaragi Shin'etsu）
配音員（日本）：杉野博臣；配音員（臺灣）：劉傑；配音員（香港）：陳振聲
前任護廷十三隊一番隊隊員。於動畫原創「新隊長天貝繡助篇」登場。
天貝繍助的父親，下巴蓄有鬍鬚，黑短髮的死神。過去曾為山本總隊長下面一位相當優秀的弟子。因為了調查貘爻刀而被貘爻刀控制，失去意識，最後被山本忍痛解決。
斬魄刀（不詳）
系種不詳，解放後刀身前端及後端皆呈直鉤狀的斬魄刀。

#### 霞大路家
霞大路瑠璃千代（Kasumiōji Rurichiyo）
配音員（日本）：高木禮子；配音員（臺灣）：錢欣郁；配音員（香港）：賴芸芬
於動畫原創「新隊長天貝繡助篇」登場的女主角。
為一名留著金色長髮、碧綠色雙眼的嬌小少女。瀏海經常用髮箍固定，第一人稱為「本小姐」。對一護很有好感，於現世轉至一護等人就讀的高中，並和前者同班。平時的裝扮是紅灰色的和服，而在學校時穿著校服（雖然只去過學校一次），但是因為浦原的特殊喜好，因此那件校服很大。回歸魂魄狀態時身穿粉色和服，頭左側有垂下的紅色髮飾，外貌如同公主。雖然有著公主般的脾氣，但其實心地十分善良無邪，在得悉織姬的名字含有代表「公主」意思的「姬」字時，還因此好奇地詢問對方是否為某個貴族家的公主。
為屍魂界上流貴族「霞大路家」公主及正式繼承人，霞大路家（かすみおおじけ）是僅次於屍魂界四大貴族的上流貴族，代代都是女性當家主政。瑠璃千代是霞大路家的正統繼承者，其母生下她後不久就去世了，其父也相繼去世，因此小小年紀就成為了霞大路家的當家人。
但是瑠璃千代由於年齡太小而不能擔任此重任，因此霞大路家開始內亂。而家臣雲井堯覺企圖利用自己在家族中的地位而想將霞大路家侵占，並企圖暗殺瑠璃千代，因此讓霞大路家世襲的僕人犬龍和猿龍私下將瑠璃千代帶至現世，並委託一護來加以保護。而瑠璃千代本人最初並不知情。
最後在一護人的幫助下阻止了霞大路家的動亂，恢復了平靜的生活。回到屍魂界後與深愛自己的愁結為夫妻，並順利成為了霞大路家的當家。
犬崎劉聖（Kenzaki Ryūsei）
配音員（日本）：高橋廣樹；配音員（臺灣）：林谷珍；配音員（香港）：黎景全
於動畫原創「新隊長天貝繡助篇」登場。瑠璃千代的死神保鑣，通稱「犬龍」。留著黑色短髮，青色瞳孔的男性。對公主極為忠心，願意赴湯蹈火也在所不惜。試圖用「紅枝垂・散華」攻擊天貝繍助，但並未成功。
斬魂刀「紅枝垂」（Benishidare）
解放語 「綻放亂舞吧，紅枝垂」
解放後刀身呈黑並開有數朵花，還散發著花粉，能將花瓣散去來纏於對手武器，使其無法使用。
技「紅枝垂・散華」（Benishidare Sange）
解放後的攻擊招式，將花朵朝敵人散去並化為長針形的光刃攻擊。
猿猴川流三郎（Enkōgawa Rusaburō）
配音員（日本）：置鮎龍太郎；配音員（臺灣）：劉傑；配音員（香港）：陳振聲
於動畫原創「新隊長天貝繡助篇」登場。瑠璃千代的死神保鑣，通稱「猿龍」。特徵是光頭蓄有一絲頭髮，帶著墨鏡的壯漢。平時幾乎不說話，只有在解放斬魂刀時才會發聲(聲音很尖)。試圖用「大地丸」攻擊天貝繍助，但並未成功。
斬魂刀「大地丸」（Daichimaru）
解放語 「震撼吧，大地丸」
解放後形成一對附著鐵鍊的大型拳套，將拳套打在地面就能從地板製造出石掌包覆敵人，且直接攻擊力道驚人。
雲井堯覺（Kumoi Gyōkaku）
配音員（日本）：佐藤正治；配音員（臺灣）：吳文民；配音員（香港）：陳旭恆
於動畫原創「新隊長天貝繡助篇」登場。表面上為霞大路家家臣，但私底下卻暗有一股勢力，私自打造貘爻刀，並和天貝繡助、貴船理處於合作關係。性格陰險、充滿野心。最後被天貝繡助親手殺死。
菅之木愁（Kannogi Shū）
配音員（日本）：代永翼；配音員（臺灣）：吳文民；配音員（香港）：陳振聲
於動畫原創「新隊長天貝繡助篇」登場。瑠璃千代的未婚夫，留著褐色捲髮的溫和少年。雖然是由家庭自行決定婚約，但菅之木愁年幼時第一眼看到瑠璃千代就已喜歡上她，發誓要好好陪在她身邊，但還是使瑠璃千代孤單一人，菅之木愁便此感到困惑。在聽到一護的話後覺醒並幫助一護等人逃走。霞大路家的動亂平息後，正式和瑠璃千代結婚，恢復平靜的生活。
貫井半左（Nukui Hanza）
配音員（日本）：永野善一；配音員（臺灣）：李香生；配音員（香港）：李建良
於動畫原創「新隊長天貝繡助篇」登場。雲井堯覺旗下的暗殺部隊隊長，貘爻刀擁有者之一。特徵是淺紫色短髮，額頭有道傷疤，嘴巴矇住，左肩配戴護甲的男子，後期會穿著附披風的裝甲。和手下一起襲擊一護等人，最後在和一護的對決中以「碎我」能力使對方陷入苦戰，但最後被自己的貘爻刀反噬而自爆身亡。
貘爻刀「碎我」（Saiga）
護手處有一面鏡子，能反射月光來混淆敵人。但實際能力為反射月光後的破碎片化成數道光束，使敵人封閉於鏡中的惡夢世界。解放語 「封鎖敵人吧，碎我」
銅虎陣内（Dōko Jinnai）
配音員（日本）：土門仁；配音員（臺灣）：李香生；配音員（香港）：陳旭恆
於動畫原創「新隊長天貝繡助篇」登場。雲井堯覺旗下的暗殺部隊，貘爻刀擁有者之一。最後被露琪亞的「蒼火墜」、「月白」、「這繩」、「塞」和「白漣」壓倒，還被強化的貘爻刀反噬。
貘爻刀「烈雷」
外型為一把繫有鎖鏈的鐮刀，使用者背後會長出多支刀刃並發射攻擊敵人。
巖牙（Genga）
配音員（日本）：松岡大介；配音員（臺灣）：吳文民；配音員（香港）：陳振聲
於動畫原創「新隊長天貝繡助篇」登場。雲井堯覺旗下的暗殺部隊，貘爻刀擁有者之一。最後被茶渡的「魔人的一擊」打敗。
貘爻刀「角翼」
外型為一支長槍，有將斬擊化作岩壁的能力，使用者還可潛入其中移動。
九頭龍（Kuzuryū）
配音員（日本）：花田光；配音員（臺灣）：劉傑；配音員（香港）：黎景全
於動畫原創「新隊長天貝繡助篇」登場。雲井堯覺旗下的暗殺部隊，貘爻刀擁有者之一。在敗給石田的「破芒陣」後返回霞大路家，原本想接替已亡的貫井半左的位子，但被雲井堯覺丟棄，九頭龍欲想攻擊前者的同時被突然出現的貴船一刀斃命。
貘爻刀「白霧」
外型為雙腕的劍，能使用能力「白霧夢幻回廊」使敵人至身於白霧中，再由使用者自在攻擊。

### 斬魄刀異聞篇
朽木響河（Kōga Kuchiki）
配音員（日本）：千葉一伸；配音員（臺灣）：林谷珍；配音員（香港）：黎景全
在動畫版原創「斬魄刀異變錄」篇中登場。前任護庭十三隊六番隊第三席 → 一番隊特殊部隊隊長。
三百年前的天才，紫色頭髮，帶簪子的帥氣死神，也是六番隊隊長朽木銀嶺的女婿，白哉、緋真&露琪亞之叔叔，在多次與叛亂死神的戰鬥中，表現優秀當上三席。然而響河卻因為仰仗「村正」的能力而喜歡單打獨鬥，總是不配合他人，讓銀嶺有些擔心。銀嶺幾次告訴他不要依賴斬魄刀的力量，但這些告誡在響河耳裡卻只是岳父對自己的不信任，加上村正只會奉承他，加深了響河的狂傲。
隨著時間的流逝，響河的行為越來越我行我素，不只銀嶺與總隊長山本越發的擔憂，也遭致其他死神的不滿。後來山本安排他進入當一番隊特殊部隊隊長，但因為中了他人的設計而被判處要封印村正，無法接受的響河在村正的幫助下逃離監獄，還將誤陷自己的人全都殺死。然而這樣既因為元兇死無對證而無法沉冤得雪，也讓響河殺害同僚的罪行成為事實，連銀嶺也無法為他辯解。認為一切都是他人迫害自己的響河，自暴自棄的想要破壞屍魂界的一切建立新秩序，但隨著偏執越陷越深，與村正卻逐漸產生分歧，不只不顧村正的意願殺害手無寸鐵的平民，到最後甚至還只把村正當作殺人道具。這使得他與村正之間的連結出了問題，導致在最後一戰中村正無法回應他的呼喚，最終因為無法使用斬魄刀的力量而敗北，被封印在空座町。現在被村正解除了封印，認為村正當年見死不救而刺傷了他，後來被朽木白哉以「終景‧白帝剣」殺死。
斬魄刀『村正』（Muramasa）
配音員（日本）：中村悠一；配音員（臺灣）：曹冀魯；配音員（香港）：陳振聲
解放語「耳語吧，村正」
幻覺系斬魄刀，通過召喚村正使斬魄刀與其主人叛變，「村正」還能控制斬魄刀的斬殺其主人，還能隨時召喚。本體為穿著怪異的男子，屍魂界斬魄刀叛亂的頭目。
卍解『無鈎條銖村正』（Yūkōjōchū Muramasa）
召喚出對方斬魄刀的實體並加以洗腦控制，使实体化村正进入敌人的内心世界，可對付複數敵人。
金剛爆
發射烈焰彈攻擊。
牙氣烈光
產生多重的綠色光線攻擊。
冰牙征嵐
釋出涷氣的漩渦冰封對手。

#### 實體化斬魄刀
除斬月外，其餘皆為動畫原創中，初次登場為動畫230集（花天狂骨後於原作登場）。
村正（Muramasa）
配音員（日本）：中村悠一；配音員（臺灣）：曹冀魯；配音員（香港）：陳振聲
主人：朽木響河。
率領實體化斬魄刀的神秘男子，對尸魂界發動宣戰佈告。穿著白色大衣，長指甲，畫有褐色眼影。其能力是侵入死神的精神世界，且能憑藉自己的意識操控斬魄刀。
曾經舉旗反抗瀞靈廷，使當時其他死神的斬魄刀無法聽從主人命令，反而倒戈相向，後來因為聽不到持有者響河的呼喊聲，而遭山本總隊長封印至空座町，致使村正動身企圖讓響河復活。村正抵達空座町後，企圖襲擊巧遇的織姬不成反而昏倒，被織姬治癒後對上雨龍和茶渡。
對響河唯命是從，總是出言肯定響河的所作所為，希望響河能相信自己的本心而活。然而，這卻反而讓響河變得不思進取，性格越來越唯我獨尊。在叛出靜靈庭後，村正只希望能找的事外之地與響河安穩生活，但響河卻固執地要報復屍魂界，不只不顧村正的意願殺害手無寸鐵的平民，到最後甚至還只把村正當作殺人道具，主僕的連結嚴重分裂。而後在千本櫻與石田雨龍交手時解開主人響河的封印，卻被響河誤會成當年對自己見死不救而刺傷村正。後來與來到現世的大虛形成集結體，將一護吞入體內，最終在精神領域裡被一護擊敗，吐露心聲後含笑而逝。
技「虛閃（Cero）」
虛化後施展，從手中釋放的紫色虛閃。
斬月（Zangetsu）
配音員（日本）：菅生隆之；配音員（臺灣）：吳文民；配音員（香港）：陳旭明→葉偉麟（TVB）/ 李建良（Animax）
主人：黑崎一護。
在村正與黑崎一護對戰時被村正洗腦，之後與黑崎一護戰鬥。斬月本人也想了解一護在無法始解下的戰鬥能力。武器是始解的斬月。叛變的理由是因為厭倦了一護的精神世界都是高樓大廈毫無綠意，非常想要欣賞壯闊的大自然。因此被一護吐嘈下次建個花園算了。後來在一護和白一護合力發出月牙天衝後，對一護的能力認可並恢復原狀。
袖白雪（Sode no Shirayuki）
配音員（日本）：園崎未惠；配音員（臺灣）：馮嘉德；配音員（香港）：鄭佩嘉
主人：朽木露琪亞。
穿著白色和服，肌膚白皙，蓄著白色長髮，淡藍色雙眼，左邊髮際別著一枚五角形髮飾的女子（形象看似雪女），武器是始解的袖白雪。
與朽木露琪亞戰鬥，在受到露琪亞感化並猶豫不決的時候再次被村正洗腦。後來與被千本櫻的唆使下的朽木白哉戰鬥並被破壞。及後織姬和露琪亞險遭降臨現世的基力安攻擊之際，現身替兩人解圍，說明涅繭利解除斬魂刀洗腦的經過，協助一行人作戰。最終協助討伐巨型刀獸以後恢復原樣。
蛇尾丸（Zabimaru）
配音員（日本）：齋賀光希〈猿女〉＆真田麻美〔蛇男〕；配音員（臺灣）：馮嘉德〔猿女〕＆錢欣郁〔蛇男〕；配音員（香港）：鄭佩嘉〔猿女〕＆葉嘉敏〔蛇男〕
主人：阿散井戀次。
猿是身上纏著鏈子，身上披著淺綠色毛皮，左胸有顆痣的巨乳紅髮女子，蛇是頸部被拴鐵鏈，有蛇尾的桃紅短髮小男孩。猿經常打蛇的腦袋，蛇用“大屁股女”反擊猿。武器是始解的蛇尾丸。戰鬥方式是一人甩鏈子，攻擊對手的，多為蛇男。卍解時由蛇化身為狒狒王蛇尾丸，猿負責操縱。
二人被阿散井戀次用狒牙絕咬攻擊後復原。最初是各自有著獨立人格的蛇尾狒狒身的怪物。再次實體化後和戀次趕到現世協助作戰。最終協助討伐巨型刀獸以後恢復原樣。於動畫263集「升級」為千本櫻的「保姆」。
千本櫻（Senbonzakura）
配音員（日本）：平川大輔；配音員（臺灣）：林谷珍；配音員（香港）：陳旭恆
戴著面具，身穿紫色衣裝與深紅色護甲，頭髮綁束馬尾的武士，武器是始解的千本櫻。
在靜靈庭與黑崎一護數次交手，其中第一次交手時面具的左眼部分被破壞。之後隨著村正、白哉一同來到現世。在現世幫助村正牽制石田雨龍時，面具的下巴部分被破壞。後來與白哉聯手作戰。性格與年少時期的白哉同樣焦躁、我行我素。在刀獸篇裡，面具破損了大半，替換上不知從何拿出的面具而使得真面目從未亮相。最終協助討伐巨型刀獸以後恢復原樣。
雀蜂（Suzumebachi）
配音員（日本）：辻步美；配音員（臺灣）：馮嘉德；配音員（香港）：葉嘉敏
妖精大小的女子，身著黑黃條紋衣服，綁著深紅色雙馬尾，右手是始解時的雀蜂形狀的武器。
在碎蜂與嚴靈丸和天譴戰鬥時攻擊碎蜂。兩人易地再戰時纍計擊中碎蜂身上4處，最後被碎蜂收回，十分討厭四楓院夜一。後來再次實體化，與碎蜂趕到現世協助作戰。最終協助討伐巨型刀獸以後恢復原樣。
肉雫唼（Minazuki）
身上披著粉綠色斗篷，無法看到臉的人。在村正的據點將黑崎一護引到封印山本元柳齋重國之處。
天譴（Tenken）
配音員（日本）：木村雅史；配音員（香港）：黎景全
藍色上揚的頭髮，口吐火焰的赤鬼。
在狛村左陣卍解後將其重傷。和嚴靈丸關係好，在六番隊兩人一起對陣碎蜂，之後在村正的據點兩人一起對陣更木劍八。在嚴靈丸被破壞後，卍解化對劍八。解除洗腦後和狛村趕到現世協助作戰。最終協助討伐巨型刀獸以後恢復原樣。
花天狂骨（Katen Kyōkotsu）
配音員（日本）：藤村步→小清水亞美（千年血戰篇）〔太刀花天〕＆嶋村侑〔脇差狂骨〕；配音員（臺灣）：馮嘉德〔太刀花天〕＆錢欣郁〔脇差狂骨〕；配音員（香港）：賴芸芬〔太刀花天〕＆葉嘉敏〔脇差狂骨〕
兩個頭戴骷髏狀飾物的女子。其中一人為右眼被眼罩遮住，花魁打扮，猶如巨乳女海賊的成熟女子（太刀化身），使用脇差花天狂骨，偏好華麗繽紛的遊戲，另一人（脇差化身）為左眼被瀏海擋住，刺客打扮，沉默寡言的少女，手持太刀花天狂骨，偏好看似單純實則殘酷的兒童遊戲。
二人在村正的據點負責牽制京樂春水，之後被村正破壞。後來在刀獸篇兩人再次實體化，回到京樂身邊，協助京樂與七緒作戰。最終恢復原樣。
虽然为動畫原創角色，不过后来在漫画版千年血战篇中在京樂卍解时短暂登场，与京樂一起对付利捷·巴罗。过后被京樂命令要交出家族历代守护的「八镜剑」给予七绪。
冰輪丸（Hyōrinmaru）
配音員（日本）：浜田賢二；配音員（臺灣）：吳文民；配音員（香港）：黎景全
深青色長髮，面容英俊，臉上有一交叉型淺藍疤痕，衣領、四肢末端、腰帶末梢皆為冰塊組成，身著藍色衣袍，配戴鍊狀新月鏟的裝飾，沉默寡言的男子。武器是始解的冰輪丸。本人失憶。
對陣日番谷冬獅郎，因其召喚出冰龍而恢復記憶。冬獅郎療養期間，一直在身邊看護著他，在冬獅郎痊癒後與他抵達村正據點，協助一護到空座町尋找村正。使出卍解的化身姿態是隻雙翼冰龍。及後與冬獅郎趕到現世支援作戰。最終協助討伐巨型刀獸以後恢復原樣。
疋殺地蔵（Ashisogi Jizō）
配音員（日本）：折笠富美子
樣貌和卍解類似，實體化時是個背上長有蝴蝶翅膀、面容不詳的小精靈，卍解的是虫子身体。能從口中噴出致命毒氣；以及從頸部伸出刀刃刺殺對手。
在六番隊隊舍的戰鬥中出現在虎徹勇音和射場鐵左衛門面前，卍解化為金色疋殺地蔵大閙淨靈廷。在更木劍八和朽木白哉對戰時亂入並放出毒氣毒倒衆人，最後被涅繭利使用之前埋藏在裏面的自爆裝置將疋殺地蔵破壞。後來在刀獸篇再次實體化，最終恢復原樣。
雙魚理（Sōgyo no Kotowari）
配音員（日本）：嶋村侑；配音員（臺灣）：錢欣郁＆馮嘉德；配音員（香港）：鄭佩嘉＆葉嘉敏
雙魚理是兩個穿著藍色神道服，銀髮碧眼的雙胞胎，帽子邊緣綴有魚鰭形的紅色飾物，性格活潑調皮，並且以書卷召喚兩支扇子作為攻擊方式。
二人和花天狂骨一起被村正破壞。後來在刀獸篇兩人再次實體化，並回到浮竹十四郎身邊。最終恢復原樣。
嚴靈丸（Gonryōmaru）
配音員（日本）：高橋研二；配音員（臺灣）：于正昇；配音員（香港）：陳振聲
一副修行僧人的打扮，戰鬥方式是通過手上的杖發射雷電。
和天譴關係好，在六番隊隊舍兩人一起對陣碎蜂之後在村正的據點兩人一起對戰更木劍八。對自己的低存在感很介意。後來被更木劍八擊敗而損毀。後來在刀獸篇再次實體化，協助討伐巨型刀獸以後恢復原樣。
五形頭（Gegetsuburi）
配音員（日本）：樫井笙人；配音員（臺灣）：曹冀魯；配音員（香港）：陳旭恆
留著粉紅色短髮的胖子，喜歡吃油煎餅，對大前田希千代的長相和性格非常不滿。戰鬥時擅長偷襲，武器是始解的五形頭。
對陣黑崎一護時被月牙天衝和反彈的五形頭打暈，導致二番隊將其捕獲並交給技術開發局。解除洗腦後與大前田趕到現世協助作戰。最終協助討伐巨型刀獸以後恢復原樣。
侘助（Wabisuke）
配音員（日本）：櫻井孝宏；配音員（臺灣）：吳文民；配音員（香港）：李建良
是個背著大鐵板，左肩扛著大鐵球，體格消瘦，雙腳鎖上沉重的腳鐐的長髮男子，武器是始解的侘助。
在吉良捕獲風死後對其偷襲。率先攻擊更木劍八，但反被秒殺。解除洗腦後與吉良趕到現世協助作戰。協助討伐巨型刀獸以後恢復原樣。
飛梅（Tobiume）
配音員（日本）：藤村步；配音員（臺灣）：錢欣郁；配音員（香港）：林小寶
綾帶末梢掛著2個鈴鐺，瀏海夾著一枚梅花髮夾，仙女打扮的少女，使用始解的飛梅，主要攻擊手段是通過2個鈴鐺發射分散式的火球，模樣和小說「神鵰俠侶」中小龍女的金鈴軟索相像。毒舌派，與灰貓經常吵架。
最初在淨靈庭對陣雛森桃，本人認爲雛森桃太過於軟弱而不願意回復成雛森桃的斬魄刀，被雛森桃使用縛道之九—擊捕獲，後被朽木白哉救出。在村正的據點和灰貓一起牽制四楓院夜一，被其使用縛道之三十--嘴突三閃封鎖後掙脫，而後在四楓院夜一企圖逃脫斬魄刀的據點時在度與其對陣。解除洗腦後和雛森桃趕到現世協助作戰。最終協助討伐巨型刀獸以後恢復原樣。
風死（Kazeshini）
配音員（日本）：谷山紀章；配音員（臺灣）：曹冀魯；配音員（香港）：黎景全
殘忍、好戰囂張，被同伴形容爲野蠻的全身黑色的幽靈狀男子，武器是始解的風死。
與檜佐木修兵戰鬥並將其擊傷後，對陣吉良井鶴。在六番隊隊舍再次與吉良對戰，對戰中吉良點出一個很耐人尋味的點：風死的兇殘個性是反映修兵的負面情緒具象的結果。被吉良使用縛道六十三—鎖條鎖縛捕獲，後負傷逃回據點。在據點與黑崎一護交手時被破壞。風死形象最早出現在單行本第38卷的插頁。在修兵康復後假意與他致歉，刺傷了修兵。然而在刀獸篇卻展現性格的另一面，最終敗給修兵變回原狀，被修兵收回。
灰貓（Haineko）
配音員（日本）：高橋智秋；配音員（臺灣）：錢欣郁；配音員（香港）：賴芸芬
穿著淡粉色短上衣與燈籠褲，留著深紅色短髮的貓女，身材和亂菊一樣性感。毒舌派，與飛梅經常吵架。武器是始解的灰貓。
最初在淨靈庭對陣松本亂菊，被雛森桃使用縛道之九—擊捕獲，後被朽木白哉救出。在村正的據點和飛梅一起牽制四楓院夜一，被其使用縛道之三十--嘴突三閃封鎖後掙脫。本人稱呼亂菊為「歐巴桑」（與亂菊和好後便改稱其名）。被四楓院夜一嘲笑不懂成熟女人的魅力。解除洗腦後和亂菊趕到現世協助作戰，最終協助討伐巨型刀獸以後恢復原樣。
鬼燈丸（Hōzukimaru）
配音員（日本）：武虎；配音員（臺灣）：吳文民；配音員（香港）：李建良
一個橘色長髮大鬍子壯漢，與斑目一角一樣會跳足尖舞和喜歡戰鬥。武器是始解的鬼燈丸。
對陣一角時因被二番隊包圍而撤退。在六番隊隊舍與一角再次對戰被擊敗。解除洗腦後和一角趕到現世協助作戰。最終協助討伐巨型刀獸以後恢復原樣。
琉璃色孔雀（Ruri'iro Kujaku）
配音員（日本）：寺島拓篤；配音員（臺灣）：曹冀魯；配音員（香港）：黎景全
一個腦袋上裹著頭巾，留著藍色辮子，穿著深綠色孔雀衣裝的男子。很討厭弓親叫他“藤孔雀”，性格和弓親一樣愛美。
在六番隊隊舍對陣綾瀨川弓親。被弓親擊敗並還原。後來再次實體化，與弓親抵達現世協助作戰。最終協助討伐巨型刀獸以後恢復原樣。
流刃若火（Ryūjin Jakka）
或許牽扯到原作設定的關係，無實體人型出現，而是無形的火狐（實際上是一團火焰）。在山本元柳齋重國的結界被破壞後被村正操控，先破壞得知真相而襲擊村正的花天狂骨和雙魚理4人，而後包圍黑崎一護、山本元柳齋重國、京樂春水和浮竹十四郎。日番谷冬獅郎和冰輪丸趕到將其一時冰凍，令黑崎一護得以脫出。因爲厭倦了給山本元柳齋重國打雜的生活（燒飯、取暖、烤地瓜……）而叛變。
瓠丸（Hisagomaru）
配音員（日本）：中川里江；配音員（臺灣）：錢欣郁；配音員（香港）：葉嘉敏
外表是一個白色機器人，臉上有一個眼睛和計量表。個性和行為舉止與花太郎一樣膽怯懦弱。能利用斬魄刀吸收對手的傷作為能源，並利用藏在胸口的大炮射出朱色光束。雖然被實體化，但對主人並無不滿，因此很快就變回斬魄刀。但認為自己的主人拋棄了她，因此在下水道隱居生活，隱居後時常偷取四番隊的糧食。
凍雲（Itegumo）
被動畫組故意忽略的斬魄刀，雖然勇音一直強調說有看過她，跟射場鐵左衛門的斬魄刀都是被忽略的存在。

#### 刀獸篇
鳴之助（Narunosuke）
配音員（日本）：岡本信彥；配音員（臺灣）：曹冀魯；配音員（香港）：陳振聲
因主人被自己殺死而成為刀獸，但因個性溫和而延緩了失控狀況，和灰貓有過一段愛慕之情，最後因失控被灰貓忍痛解決。
灰田響子（Haida Kyōko）
配音員（日本）：白石涼子；配音員（臺灣）：傅其慧；配音員（香港）：葉嘉敏
動畫版「斬魄刀異聞之刀獸篇」第261話初登場。
蓄著齊瀏海的短髮，身材姣好，成績優秀且擅長運動的轉學生。在轉來空座高中之前，和好友鈴木舞分別遭到被主人遺棄的刀獸寄生，令響子的性格變得十分冷漠。轉進一護的班級後，因為注意到織姬有著別於常人的能力而試著接近她，逐漸地和織姬成為好朋友。後來遭到被刀獸控制的舞襲擊時，意外地讓寄宿在體內的刀獸甦醒過來，使得一護、露琪亞、織姬為了保護響子，挺身與刀獸決戰。最終寄生在響子體內的刀獸被一護以「月牙天衝」擊敗，並且被織姬運用「雙天歸盾」從她的體內徹底分離，響子也在織姬的開導下逐漸敞開心房。但由於露琪亞將關於舞的記憶予以刪除的緣故，從此與舞分道揚鑣。

### 護廷十三隊侵軍篇
九條望實（Kujō Nozomi）
配音員（日本）：金元壽子；配音員（臺灣）：馮嘉德
動畫版「護廷十三隊侵軍篇」初登場。特徵是綠色短髮，褐色眼睛的少女，同時也是和偽死神事件密切相關的關鍵人物。為初代改造魂魄兼魂的製造者，因為和因幡影狼佐同為由嶌歐許的靈魂製成的靈骸，所以能和影狼佐重新合體變回由嶌歐許。
初登場的時候全身赤裸倒在街上，被當時接管一護身體的魂救起後，暫時寄住在一護的家裡，並且和一護等人一起行動。起初看似性格冷僻不願與人交流，實際溫柔善良不願把魂等人牽扯進自己遭遇的麻煩之中。後來慢慢同一護、魂等人成為了朋友。經常罵魂是「色狼」，擅長鬼道。
之後幫助一護恢復一定的靈壓后，一護打算借著剩餘的力量前往靜靈庭，望實臉紅著祝一護好運，心裡還是十分感謝一護說的「我承諾要保護你」的。為了保護魂，說出了自己的心愿而得到了斬魄刀。在用斬魄刀接下月牙天沖后斬魄刀覺醒。一護因死神力量不穩定，被影狼佐打敗並將望實帶走。
之被合體變回由嶌歐許對抗一護等人，在由嶌敗給虛化的一護並重新分離成影狼佐和望實後，影狼佐因為體力耗盡而先行消逝，最終望實對魂吐露自己的心聲，為了阻止影狼佐，而選擇了自殺的方式，答應做影狼佐最後的同伴，也隨著影狼佐一同消逝在一護等人的面前。除了當初贈與魂的迷你吊飾以外，什麼都沒留下。
斬魄刀「退紅時雨（Arazome Shigure）」
解放語「揮灑潑降吧，退紅時雨」
平常封印狀態下，可在受到敵人攻擊時吸收敵人靈壓，吸到足夠的靈壓後才能始解。解放後刀身中央有枚黑底紅線的圈型，可藉著吸收敵人的靈壓，轉化為自己的力量對敵人釋放攻擊。一旦對手的靈壓超過斬魄刀可吸收的範圍，斬魄刀也會因此斷裂。
因幡影狼佐（Inaba Kagerōza）
配音員（日本）：古川登志夫；配音員（臺灣）：曹冀魯
動畫版「護廷十三隊侵軍篇」初登場。前十二番隊第七席兼原技術開發局課長。是個頭髮左半黃右半綠的男子。因為研究斷界后得出的成果，有不成熟的掌控時間和空間的能力。為斷界研究做出了很多貢獻。
然而就在由嶌歐許將靈魂分成因幡影狼佐與九條望實之後，望實特地為此從屍魂界逃到現世，被當時接管一護身體的魂發現後，暫時借住在一護住處，並選擇和一護等人一起行動。而影狼佐則利用自身的仿製了十三番中的一些隊長及副隊長，並陷害一護，導致屍魂界陷入混亂。影狼佐和仿製的吉良、七緒一起前往現世捉拿九條望實，影狼佐刻意綁架望實，並以一招縛道之三十——嘴突三閃困住了魂，在與一護的交戰中，引開了一護虛化后發出的月牙天沖。因幡影狼佐與九條望實兩人合體變回由嶌歐許對抗一護等人。
斬魄刀「来空（Raiku）」
解放語「瘋狂吧，来空」
解放後為一把雙頭刃，可依據斬魄刀轉動的方向控制空間。將斬魄刀依照順時針方向轉動時，可創造並紀錄新的空間；若是逆時針方向轉動斬魄刀，則用來讀取已記憶的空間。除此之外還能用於複製對手的招式，甚至可用於複製自己。
由嶌歐許（Yushima Ouko）
配音員（日本）：三浦祥朗；配音員（臺灣）：林谷珍
動畫版「護廷十三隊侵軍篇」初登場。護廷十三隊十番隊隊士→十二番隊隊士兼原技術開發局局員。留著綠髮的青年。是改造魂魄的創始開發人，技術開發局的叛徒。過去因為能力弱小而被眾人歧視，之後強制轉到十二番隊擔任技術開發的工作，專門負責觀察與研究斷界的工作，對斷界研究有很大的貢獻，也因此擁有不成熟的控制時間與空間的能力。為了避免死神在與虛的戰鬥中產生更嚴重的傷亡，而特別開發了靈骸。
然而中央四十六市判定這項發明為違禁計畫，將他的所有資料一併封存。被捕之前，由嶌歐許特地將自己的靈魂分為因幡影狼佐與九條望實兩個靈骸，好讓這兩個靈骸熟練各自的斬魄刀能力後，再度合而為一，並達到摧毀屍魂界的目的。其實力非常可怕，九十九級的縛道也能捨棄詠唱，甚至吞下義魂丸就能解除涅繭利「疋殺地藏」的毒性。「影狼佐」是個頭髮左半黃右半綠的男子；而「望實」則是留著和嶌歐許相仿的綠髮少女，同時也是魂的製造者。
然而就在他將靈魂分成因幡影狼佐與九條望實之後，望實特地為此從屍魂界逃到現世，被當時接管一護身體的魂發現後，暫時借住在一護住處，並選擇和一護等人一起行動，經過一番波折獲得「退紅時雨」作為自己的斬魄刀。而影狼佐則利用自身的技術仿製護廷十三隊成員並陷害一護，導致屍魂界陷入混亂。之後影狼佐刻意綁架望實，兩人合體變回由嶌歐許對抗一護等人。最後仍不敵虛化狀態的一護並再度分離為影狼佐與望實。
斬魄刀「墨月暈（Sumitsukigasa）」
解放語「翻滾吧，墨月暈」
變回由嶌歐許後，所持有的斬魄刀，本體長的像影郎佐的來空加上望實的退紅時雨的型態，主要為來空的樣子，中間握柄的部分變成退紅時雨吸收靈壓後圓形的那個型態。外型與能力為「來空」與「退紅時雨」的綜合版，結合為「墨月暈」之後，可以施展「霸錠空利」將周圍的事物轉化成靈子並直接吸收。

## 劇場版原創登場人物

### 無人的記憶
茜雫（Senna）
配音員（日本）：齋藤千和；配音員（臺灣）：馮嘉德；配音員（香港）：陳琴雲
劇場版「無人的記憶」登場人物。綁著紫色馬尾，橘色雙眼，活潑外向，心地善良的死神少女。她初登場時並不清楚有關自己的事，由於巧遇一護和露琪亞而與他們展開冒險。其真實身分是由落入斷界的魂魄「欠魂」記憶所組成的「思念珠」，是影響叫谷的關鍵存在，因此有心人士準備捉住她以破壞兩界的平衡。最後茜雫為了拯救世界而犧牲自己，當一護將她背回現世時，她的身體已經消失殆盡。
由於思念珠是眾多靈魂（欠魂）的記憶組成的存在，所以茜雫本身並不是實際存在過的人類，她腦中的「生前」記憶也只是其他部分欠魂的片段記憶，不是她本人的經歷。當茜雫（思念珠）消失後，所有原本她的記憶都消失，只留下當初一護贈送給她的紅色髮帶，所有人對茜雫的記憶也會逐漸消失。但在事件後，一護與一位長相跟茜雫相似的女孩子擦肩而過，讓一護露出一抹欣慰的微笑。
斬魄刀「彌勒丸」（Mirokumaru）
解放語「誘落夜暮吧，彌勒丸」。
解放後為一隻金黃色的禪杖，並且能施展龍捲風席捲大範圍內的對手，週遭還會有楓葉飛舞。據露琪亞的說明彌勒丸早於一百年前於「斷界」與其所有者的死神一起被急流所吞噬。
巖龍（Ganryū）
配音員（日本）：江原正士；配音員（臺灣）：吳文民
劇場版「無人的記憶」登場人物。黑暗勢力「DARK ONE」的領導人，白色半長髮，左臉留有傷疤，為了達到目的而不擇手段的神秘男子。武器為刀，具有吸收欠魂的靈力，藉此提升力量（靈力為淡綠色），還可分解出刀攻擊。1000年前，被屍魂界流放至斷界的龍堂寺一族後裔，想利用作為思念珠的茜雫向屍魂界報復。最後被一護以卍解殺死。
賈（Jai）
配音員（日本）：松本大；配音員（臺灣）：李香生；配音員（香港）：蔡忠衛
劇場版「無人的記憶」登場人物。黑暗勢力「DARK ONE」的一員，大塊頭，好戰率直的個性。武器為彎曲刀，會像迴力鏢一樣攻擊，攻擊方式詭異的令人難以捉摸。最後被白哉以卍解殺死。
潘（Benin）
配音員（日本）：本田貴子；配音員（臺灣）：錢欣郁；配音員（香港）：王慧珠
劇場版「無人的記憶」登場人物。黑暗勢力「DARK ONE」的一員，穿著妖艷服裝，波浪型紫髮，巨乳的女子。武器為弓、伸縮刀和鎖鏈，個性冷血殘暴無比。最後被碎蜂以「二擊決殺」殺死。
漠（Mue）
配音員（日本）：不明；配音員（臺灣）：劉傑；配音員（香港）：陳旭明
劇場版「無人的記憶」登場人物。黑暗勢力「DARK ONE」的一員，蒼白膚色，黑髮男子，擅長暗中攻擊。武器為鏢和巨刀，刀柄部分可伸縮來進行遠程襲擊。最後被劍八殺死。
涼（Ryan）
配音員（日本）：森川智之；配音員（臺灣）：林谷珍；配音員（香港）：李建良
劇場版「無人的記憶」登場人物。黑暗勢力「DARK ONE」的一員，藍髮男子，性格狂妄。背後揹著飛彈桶，手套裡有可控制誘導式飛彈的機關。最後被日番谷以卍解殺死。
寶（Bau）
配音員（日本）：梁田清之；配音員（臺灣）：吳文民；配音員（香港）：楊耀泰
劇場版「無人的記憶」登場人物。黑暗勢力「DARK ONE」的一員，臉用布遮住的大塊頭（因長相不佳）。擁有巨大的怪力，武器為手持雙根大棍棒。最後被戀次以卍解殺死。

### 鑽石星塵的反叛
草冠宗次郎（Kusaka Sōjirō）
配音員（日本）：石田彰；配音員（臺灣）：曹冀魯〈東森版〉／李世揚〈緯來版〉；配音員（香港）：陳健豪
劇場版「鑽石星塵的背叛」登場人物。持有另一把「冰輪丸」的男子。特徵為紫色短髮，後方綁成一個髮髻，紫色雙眼（重生後變為紅色），其實力高強，足以擊倒京樂春水，且具有控制虛和大虛的能力。真央靈術院時期與日番谷冬獅郎是好友關係，在草冠成功得手「冰輪丸」時，由於中央四十六室不允許屍魂界出現兩把相同的斬魂刀，使得草冠因渴望力量和冬獅郎交手，卻在敗北後被隱密機動處決。
但實際上草冠因沐浴了王印的光芒，轉到虛圈重生，右臉留有傷疤，意圖挾持王印報復瀞靈廷，戴著有虛形象的六孔眼面具並和破面陰和陽一同出現在現世和一護戰鬥，後還利用王印變成巨大的紫色冰龍和城堡迎擊眾死神，最終被一護和冬獅郎擊敗而恢復原型，並在和冬獅郎再次交手時被對方的刀貫穿身軀而亡。
斬魄刀「冰輪丸」（Hyōrinmaru）
解放語「端坐於霜天，冰輪丸」
冰雪系最強的斬魄刀。刀本體比普通刀稍長（130 CM），護手呈現四角星型。是把能將大氣中的水分轉化成冰，甚至連爆炸都可以凍結的冰之刃。草冠宗次郎使出的冰為紫色。
陰＆陽（Yin and Yang）
配音員（日本）：久川绫＆尤加奈；配音員（臺灣）：錢欣郁＆馮嘉德〈東森版〉／陶敏嫻＆王瑞芹〈緯來版〉；配音員（香港）：蔡雁紅＆魏惠娥
劇場版「鑽石星塵的背叛」登場人物。草冠宗次郎手下，為兩名外型相似的女性破面。陰的特徵是綁著兩條藍色辮子，以鞭作為武器，能夠操縱電流。而陽的特徵為紅色短髮，以具有火焰力量的劍戰鬥，兩人的虛面具皆為覆蓋額頭並延伸至後的造型。在現世和一護有兩次的交手，最後被草冠利用冰和王印的力量變成似解放化的模樣和眾死神戰鬥，在草冠敗陣後也隨之消失。

### 呼喚你的名字
焰（姊）＆雫（弟）（Homura and Shizuku）
配音員（日本）：平野綾〈焰〉＆神谷浩史〈雫〉；配音員（臺灣）：楊凱凱〈焰〉＆曹冀魯〈雫〉；配音員（香港）：莊巧兒〈焰〉＆郭俊廷〈雫〉
劇場版「呼喚你的名字」登場人物。露琪亞在流魂街認識的兩個小孩。因為被浦原喜助研究過的一種虛附身在一位死神身上，導致姊弟倆為了保護露琪亞被虛殺害。焰在臨死前將虛轉移到自己的體內，被虛侵蝕來到虛圈；侵蝕焰的虛因附在死者身上無法脫身，被雫反噬。
為了與露琪亞再度會面，焰和雫用了百年時間從虛圈回到屍魂界，帶走露琪亞並削去她的死神記憶，還意圖消滅所有死神，使得一護為了救出露琪亞，不得不和受到焰與雫強行控制合體的露琪亞交戰。最後由於露琪亞被一護穿刺胸膛，而被迫從露琪亞身上強行分離，在露琪亞想起他們的名字之後死亡。焰擁有瞬間移動的能力，雫則是使用黑暗大鐮刀，選擇性的割除對方記憶。當兩人合體操控露琪亞的時候，則是運用瞬間移動繞到敵人後方，用大鐮刀架住敵人的頸部並將其斬首。

### 地獄篇
黑刀（Kokuto）
配音員（日本）：中井和哉；配音員（臺灣）：曹冀魯
劇場版「地獄篇」登場人物。地獄的咎人，白髮，紫色瞳孔，身著白色條紋的長袍式衣裝，黑色頭巾覆蓋右眼的男子。生前打死了殺害自己妹妹的人因而犯下重罪，死後墮入地獄成為「咎人」，由於受到地獄業火灼傷的緣故，右半身殘留著嚴重的傷疤，因此用頭巾覆蓋右臉。擅長以一把附有咎人鎖鏈的黑刀戰鬥，擁有相當快的速度，可單槍匹馬打倒石田雨龍、朽木露琪亞和阿散井戀次，且還有施展靈力防護罩的能力。
在現世初登場時曾救出黑崎一護的妹妹黑崎夏梨，表明和朱蓮處於敵對立場，並與闖入地獄的一護等人並肩作戰，以優秀的力量打倒朱蓮的人型生物，但其真正目的是想利用一護重獲自由。在朱蓮倒下後襲擊一護並抓走伙伴，憤怒的一護爆發完全虛化，但被戀次阻止。最後與再度來到地獄的一護展開戰鬥，不料當他以為獲得自由時，卻突然被從地底冒出的無數條鎖鏈拖回地獄的深淵，據一護表示這是他欺騙地獄所應得的報應。
朱蓮（Shuren）
配音員（日本）：古谷徹；配音員（臺灣）：吳文民
漫畫番外篇（動畫299集）、劇場版「地獄篇」登場人物。地獄的咎人，留著紫色短髮，綠色雙眼，左臉被頭髮披蓋，身材瘦削，身上披著紅內襯的灰色斗篷，胸前掛著紅色鎖鍊與黑白雙色面具的男子，實力高強，意圖利用一護體內的虛打開地獄之門。擁有操縱火焰的能力，可自在地控制火焰形狀，即使一記火焰攻擊也可造成強大火勢，連茶渡泰虎的「巨人右臂」都無法迴避。
於漫畫番外篇初登場時，帶著三個人形生物，瞬間擊敗來到地獄的十刃NO.8薩爾阿波羅‧古蘭茲與NO.9亞羅尼洛‧艾魯魯耶里，並利用油燈監視黑崎一護的虛所擁有的強大力量。帶著太金、群青、我綠涯和紫雲到現世將黑崎遊子擄走作為人質，使得一護等人救回遊子而闖入地獄。當一護和伙伴們到達地獄和人形生物交戰時，早已策劃好太金等人在別處被打倒引開一護的伙伴，並獨自在地獄第三層和一護及黑刃交手，最後被一護以虛化狀態下的黑色「月牙天衝」打成熔岩狀，並被黑刀砍成灰燼，應該未死（在地獄可不斷復活）。
群青（Gunjo）
配音員（日本）：相澤正輝；配音員（臺灣）：曹冀魯
劇場版「地獄篇」登場人物。跟隨在朱蓮身邊的人型生物之一，黑長髮，頭巾覆蓋至雙眼，全身多條紋，雙手呈鞭狀的男子，個性冷漠。能夠從身體冒出觸手用以束縛、攻擊敵人，攻擊迅速並擁有相當的防禦力能夠擋下朽木露琪亞的「蒼火墜」並使「袖白雪」斷刃。和朱蓮一起到現世抓走黑崎夏梨、黑崎遊子，原想離開，但因黑刃阻撓而放棄夏梨，帶著遊子回到地獄。在黑崎一護等人到達地獄時再度登場和露琪亞交戰而敗北（依計畫進行）。復活後出現和朱蓮一同戰鬥，最後被黑刀連著鎖鏈投入血池中敗北，應該未死（在地獄可不斷復活）。
太金（Taikon）
配音員（日本）：鹽屋浩三；配音員（臺灣）：林谷珍
劇場版「地獄篇」登場人物。跟隨在朱蓮身邊的人型生物之一，全身有多重圈狀紋，乳頭綴有鎖鏈的金髮胖子，相當輕視敵人。能從身上各處冒出嘴巴吃掉對方靈子跟靈壓攻擊，並吐出相同威力的紫色靈壓彈，能以此接下黑崎一護卍解後的黑色「月牙天衝」而毫髮無傷。到現世襲擊正在探查靈壓的一護等人並和石田雨龍展開激戰，在朱蓮和群青回到地獄後也隨後離開。在一護等人到達地獄時再度登場和石田交戰而敗北（依計畫進行）。復活後出現和朱蓮一同戰鬥，最後被黑刀連著鎖鏈投入血池中敗北，應該未死（在地獄可不斷復活）。
我綠涯（Garogai）
配音員（日本）：酒井敬幸；配音員（臺灣）：吳文民
劇場版「地獄篇」登場人物。跟隨在朱蓮身邊的人型生物之一，綠色辮子與手腕上綴有鎖鏈的壯漢，脾氣暴躁。擁有巨大的力氣，被阿散井戀次的「狒骨大砲」打中還死不了，能將手臂如火箭般發射出去攻擊敵人。前往現世襲擊正在探查靈壓的黑崎一護等人並和茶渡泰虎、戀次展開激戰，在朱蓮和群青回到地獄後也隨後離開。在一護等人到達地獄時再度登場和戀次交戰而敗北（依計畫進行）。復活後出現和朱蓮一同戰鬥，最後被黑刀砍斷腹部敗北，應該未死（在地獄可不斷復活）。
紫雲（Murakumo）
配音員（日本）：高岡瓶瓶；配音員（臺灣）：吳文民
劇場版「地獄篇」登場人物。跟隨在朱蓮身邊的人型生物，眼睛周圍有紫色面紋，外型似中年人類，個性相當好戰。會用前頭為三角狀，尾端連著長布的大黑刀作為武器，擁有能跟得上黑崎一護的速度。到現世襲擊正在探查靈壓的一護等人，在受到石田雨龍攻擊時不慎打碎了面具，讓地獄發現，被地獄之意以巨刀貫穿粉碎，應該未死（在地獄可不斷復活，但需很長一段時間）。

## 備註
1. ↑  漫畫第534章的彩色扉頁，作者將少女時期的真咲髮色畫成棕色
2. ↑  2.動畫版因為一護將代理證拋進河裡並婉拒XCUTION的邀約，所以賈姬對此表現出不悅的態度；後來銀城拾獲代理證並歸還給前者，使其答應加入XCUTION的時候，賈姬並無做任何回應，還在原創集數責備一護衝動行事的作為。
3. ↑  3.動畫版則增加XCUTION認為該讓一護更加熟練完現術，讓莉露卡利用豬肉先生2號和雞皮先生骨川幫助一護修行的劇情，因此賈姬在動畫版被延後至第三階段，才和一護進行修練。
4. ↑  浦原喜助和兵主部一兵卫称其为“世界之楔（键）”
5. ↑  動畫版第253集黃金圖鑑時段，則出現東仙拿望遠鏡觀察大虛群的錯誤設定。
6. ↑  台灣東立出版單行本第55集，則翻譯為看不見的帝國。